# Heiliges Römisches Reich

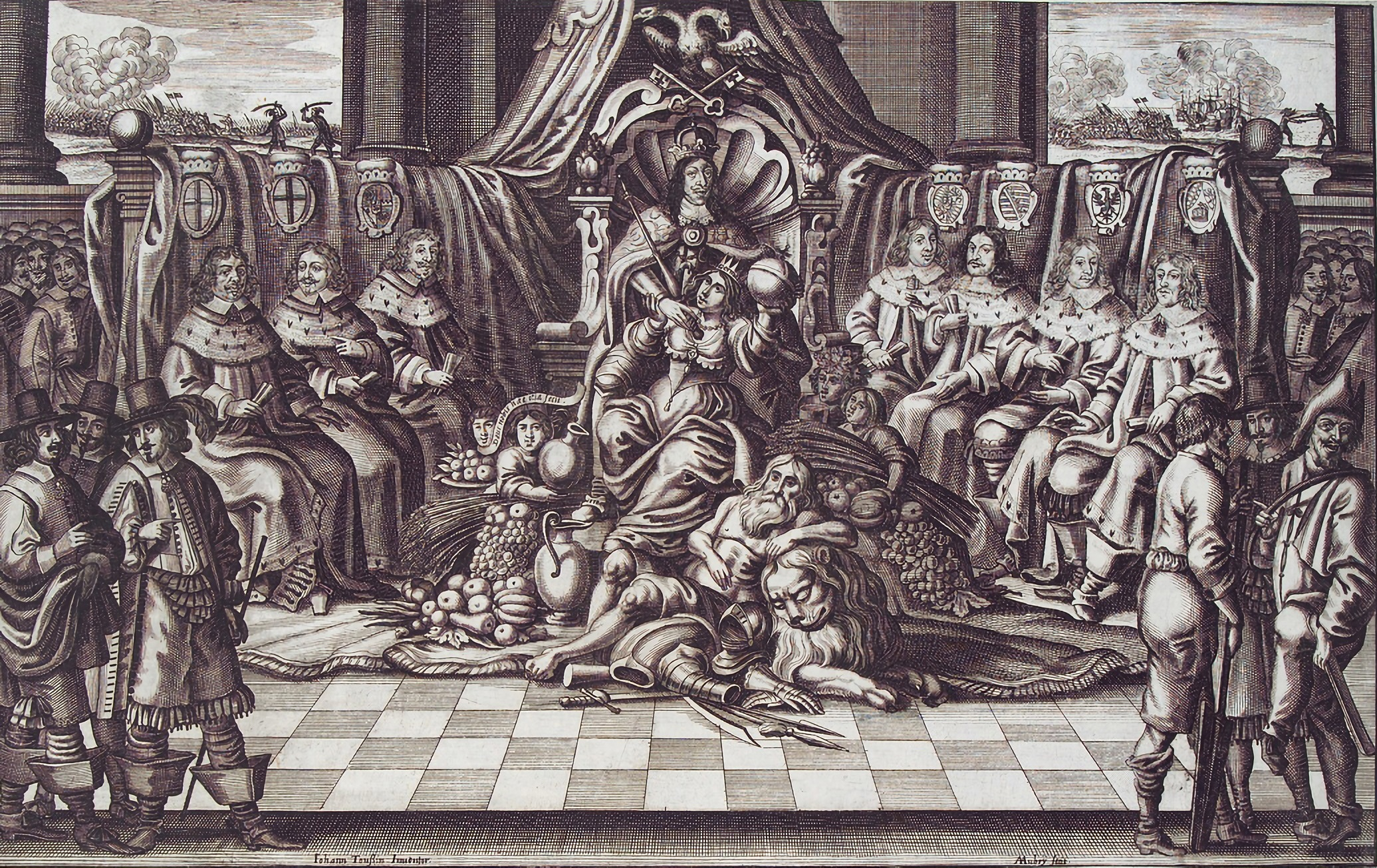
Kaiser und Reich auf einem Kupferstich von Abraham Aubry, Nürnberg 1663/64.
Im Zentrum ist Kaiser Ferdinand III. als Haubt des Reiches im Kreise der Kurfürsten abgebildet. Zu seinen Füßen sitzt eine Frauengestalt als Allegorie des Reiches, erkennbar am Insigne des Reichsapfels. Die sie umgebenden Früchte symbolisieren die Hoffnung auf neuen Wohlstand nach dem Ende des Dreißigjährigen Krieges.
Im Original ist die Darstellung unterschrieben mit: Teutschlands fröhliches zuruffen / zu glückseliger Fortsetztung / der mit Gott / in regensburg angestellten allgemeinen Versammlung des H. Röm. Reiches obersten Haubtes und Gliedern

Heiliges Römisches Reich (lateinisch Sacrum Imperium Romanum oder Sacrum Romanum Imperium) war vom Spätmittelalter bis 1806 die offizielle Bezeichnung für das seit dem 10. Jahrhundert aus zahlreichen Territorien bestehende Herrschaftsgebiet der römisch-deutschen Kaiser. Der Name leitet sich vom Anspruch seiner mittelalterlichen Herrscher ab, Nachfolger der römischen Kaiser der Antike und nach Gottes heiligem Willen die universalen, weltlichen Oberhäupter der Christenheit zu sein, im Rang also über allen anderen Königen Europas zu stehen. Im späten 15. bis 16. Jahrhundert etablierte sich zeitweise auch die Bezeichnung „Heiliges Römisches Reich Deutscher Nation“. Diese Bezeichnung wurde nach der Auflösung des Reiches ab dem 19. Jahrhundert wieder popularisiert, vor allem zur Bezeichnung des neuzeitlichen Reiches. Zur Unterscheidung von dem 1871 als Nationalstaat gegründeten Deutschen Reich wird das Heilige Römische Reich in der historischen Forschung auch als Römisch-Deutsches Reich oder als Altes Reich bezeichnet.
Das Reich bildete sich im 10. Jahrhundert unter der Dynastie der Ottonen aus dem ehemals karolingischen Ostfrankenreich heraus. Mit seiner Kaiserkrönung am 2. Februar 962 in Rom knüpfte Otto I., wie 162 Jahre zuvor Karl der Große, an die Idee des erneuerten Römerreiches an. An der Theorie der Translatio imperii, die ihren universalen Herrschaftsanspruch legitimierte, hielten seine Nachfolger bis zum Ende des Reiches prinzipiell fest. Das Gebiet des Ostfrankenreichs wurde erstmals im 11. Jahrhundert in verschiedenen Schriftquellen – aber nie offiziell – als Regnum Teutonicum oder Regnum Teutonicorum bezeichnet. Seit der Zeit Kaiser Friedrich Barbarossas sind die Namen Sacrum Imperium (1157) und Sacrum Romanum Imperium (1184) erstmals urkundlich belegt, nicht erst seit 1254, wovon die ältere Forschung ausging.
Umfang und Grenzen des Heiligen Römischen Reiches veränderten sich im Laufe der Jahrhunderte erheblich. Seit 1033 bestand es aus drei Teilen: aus dem Regnum Teutonicum, also dem „deutschen“ Reich, aus Reichsitalien und – bis zum faktischen Verlust im ausgehenden Spätmittelalter – aus dem Königreich Burgund, das auch als Arelat bezeichnet wurde. Eine Sonderrolle nahm das ebenfalls dem Reich angehörige Königreich Böhmen ein. Zur Zeit seiner größten Ausdehnung um 1200 umfasste das Reichsgebiet das heutige Deutschland bis zur Eider, die Benelux-Staaten mit Ausnahme von Teilen Flanderns, die Schweiz, Liechtenstein, Österreich, Tschechien, Slowenien und Norditalien außer Venedig sowie weite Teile im Osten Frankreichs und ungefähr das westliche Drittel Polens. Wegen verschiedener Unklarheiten bei der Reichszugehörigkeit (z. B. den Deutschordensstaat betreffend) ist eine eindeutige Darstellung des Reichsgebietes nicht möglich; dies ist auch im Falle der hier verwendeten Karten zu beachten.
Aufgrund seines multiethnischen, vor- und übernationalen Charakters und seines universalen Anspruchs entwickelte sich das Reich nie zu einem Nationalstaat moderner Prägung, sondern blieb ein monarchisch geführter, ständisch geprägter Verband von Kaiser und Reichsständen mit nur wenigen gemeinsamen Institutionen wie dem Reichstag und dem Reichskammergericht. Seit der Frühen Neuzeit war das Reich strukturell nicht mehr zu offensiver Kriegsführung, Machterweiterung und Expansion fähig. Rechtsschutz und Friedenswahrung galten seither als seine wesentlichen Zwecke. Das Reich sollte für Ruhe, Stabilität und die friedliche Lösung von Konflikten sorgen, indem es die Dynamik der Macht eindämmte: Untertanen sollte es vor der Willkür der Landesherren und kleinere Reichsstände vor Rechtsverletzungen mächtigerer Stände und des Kaisers schützen. Da seit dem Westfälischen Frieden von 1648 auch benachbarte Staaten als Reichsstände in seine Verfassungsordnung integriert waren, erfüllte das Reich zudem eine friedenssichernde Funktion im System der europäischen Mächte.
Das Reich konnte seit der Mitte des 18. Jahrhunderts seine Glieder immer weniger gegen die expansive Politik innerer und äußerer Mächte schützen. Dies trug wesentlich zu seinem Untergang bei. Durch die Napoleonischen Kriege und die daraus resultierende Gründung des Rheinbunds, dessen Mitglieder aus dem Reich austraten, war es nahezu handlungsunfähig geworden. Das Heilige Römische Reich erlosch am 6. August 1806 mit der Niederlegung der Reichskrone durch Kaiser Franz II.

## Charakter
Das Heilige Römische Reich entstand aus dem Ostfränkischen Reich. Es war ein vor- und übernationales Gebilde, ein Lehnsreich und Personenverbandsstaat, der sich niemals zu einem Nationalstaat wie etwa Frankreich oder Großbritannien entwickelte und aus ideengeschichtlichen Gründen auch nie als solcher verstanden werden wollte. Innerhalb der Grenzen des Reiches wurden in der Frühen Neuzeit zwölf verschiedene Sprachen gesprochen, darunter Dänisch, Tschechisch, Slowenisch, Italienisch, Jiddisch, Französisch und Niederländisch. Am häufigsten war das Deutsche, das auch außerhalb des Reiches, vor allem in Ostmittel- und Südosteuropa verbreitet war. Der konkurrierende Gegensatz von Bewusstsein in den Stammesherzogtümern bzw. später in den Territorien und dem supranationalen Einheitsbewusstsein wurde im Heiligen Römischen Reich nie ausgetragen oder aufgelöst, ein übergreifendes Nationalgefühl entwickelte sich nicht.
Die Geschichte des Reiches war geprägt durch den Streit über seinen Charakter, welcher sich – da die Machtverhältnisse innerhalb des Reiches keineswegs statisch waren – im Verlauf der Jahrhunderte immer wieder veränderte. Ab dem 12. und 13. Jahrhundert ist eine Reflexion über das politische Gemeinwesen zu beobachten, die sich zunehmend an abstrakten Kategorien orientiert. Mit dem Aufkommen von Universitäten und einer steigenden Anzahl ausgebildeter Juristen stehen sich hier über mehrere Jahrhunderte die aus der antiken Staatsformenlehre übernommenen Kategorien Monarchie und Aristokratie gegenüber. Das Reich ließ sich jedoch nie eindeutig einer der beiden Kategorien zuordnen, da die Regierungsgewalt des Reiches weder allein in der Hand des Kaisers noch allein bei den Kurfürsten oder der Gesamtheit eines Personenverbandes wie dem Reichstag lag. Vielmehr vereinte das Reich Merkmale beider Staatsformen in sich. So kam im 17. Jahrhundert Samuel Pufendorf in seiner unter Pseudonym veröffentlichten Schrift De statu imperii zu dem Schluss, dass das Reich eigener Art sei – ein „irregulärer und einem Monstrum ähnlicher Körper“ (irregulare aliquod corpus et monstro simile), was Karl Otmar von Aretin als meistzitierten Satz über die Reichsverfassung ab 1648 bezeichnet.
Bereits seit dem 16. Jahrhundert rückte dann immer mehr der Begriff der Souveränität in den Mittelpunkt. Die hierauf aufbauende Unterscheidung zwischen Bundesstaat (bei dem die Souveränität beim Gesamtstaat liegt) und Staatenbund (der ein Bund souveräner Staaten ist) ist jedoch eine ahistorische Betrachtungsweise, da der feste Bedeutungsgehalt dieser Kategorien sich erst später einstellte. Auch ist sie in Bezug auf das Reich nicht aufschlussreich, da sich das Reich wiederum keiner der beiden Kategorien zuordnen ließ: Ebenso wenig wie es dem Kaiser jemals gelang, den regionalen Eigenwillen der Territorien zu brechen, ist es in einen losen Staatenbund zerfallen. In der neueren Forschung wird die Rolle von Ritualen und Inszenierung von Herrschaft in der vormodernen Gesellschaft und speziell im Hinblick auf die ungeschriebene Rang- und Verfassungsordnung des Reichs bis zu dessen Auflösung im Jahr 1806 verstärkt betont (symbolische Kommunikation).
Das Reich überwölbte als „Dachverband“ viele Territorien und gab dem Zusammenleben der verschiedenen Landesherren reichsrechtlich vorgegebene Rahmenbedingungen. Diese quasi-selbstständigen, aber nicht souveränen Fürsten- und Herzogtümer erkannten den Kaiser als zumindest ideelles Reichsoberhaupt an und waren den Reichsgesetzen, der Reichsgerichtsbarkeit und den Beschlüssen des Reichstages unterworfen, gleichzeitig aber auch durch Königswahl, Wahlkapitulation, Reichstage und andere ständische Vertretungen an der Reichspolitik beteiligt und konnten diese für sich beeinflussen. Im Gegensatz zu anderen Ländern waren die Bewohner nicht direkt dem Kaiser untertan, sondern dem Landesherrn des jeweiligen reichsunmittelbaren Territoriums. Im Falle der Reichsstädte war dies der Magistrat der Stadt.
Voltaire beschrieb die Diskrepanz zwischen dem Namen des Reiches und seiner ethnisch-politischen Realität in seiner späten Phase (seit der Frühen Neuzeit) mit dem Satz: „Dieser Korpus, der sich immer noch Heiliges Römisches Reich nennt, ist in keiner Weise heilig, noch römisch, noch ein Reich.“ Montesquieu beschrieb das Reich in seinem 1748 erschienenen Werk Vom Geist der Gesetze als „république fédérative d’Allemagne“, als ein föderativ verfasstes Gemeinwesen Deutschlands.
In der neueren Forschung werden die positiven Aspekte des Reichs wieder stärker hervorgehoben, das nicht nur über mehrere Jahrhunderte einen funktionierenden politischen Ordnungsrahmen bot, sondern auch (gerade aufgrund der eher föderalen Herrschaftsstruktur) vielfältige Entwicklungen in den verschiedenen Herrschaftsräumen zuließ.

## Name

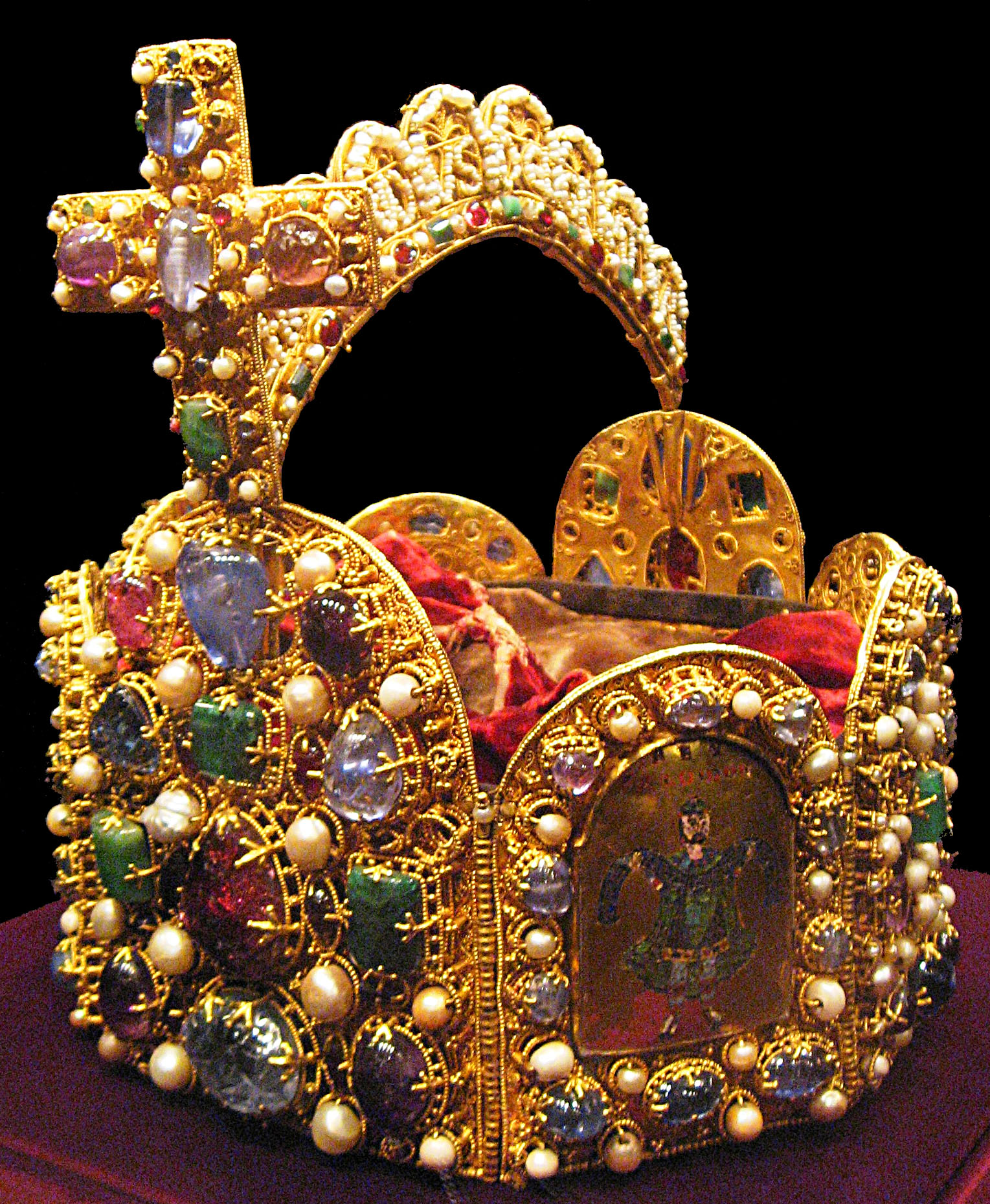
Die Reichskrone, Teil der Reichskleinodien, in der Schatzkammer der Wiener Hofburg

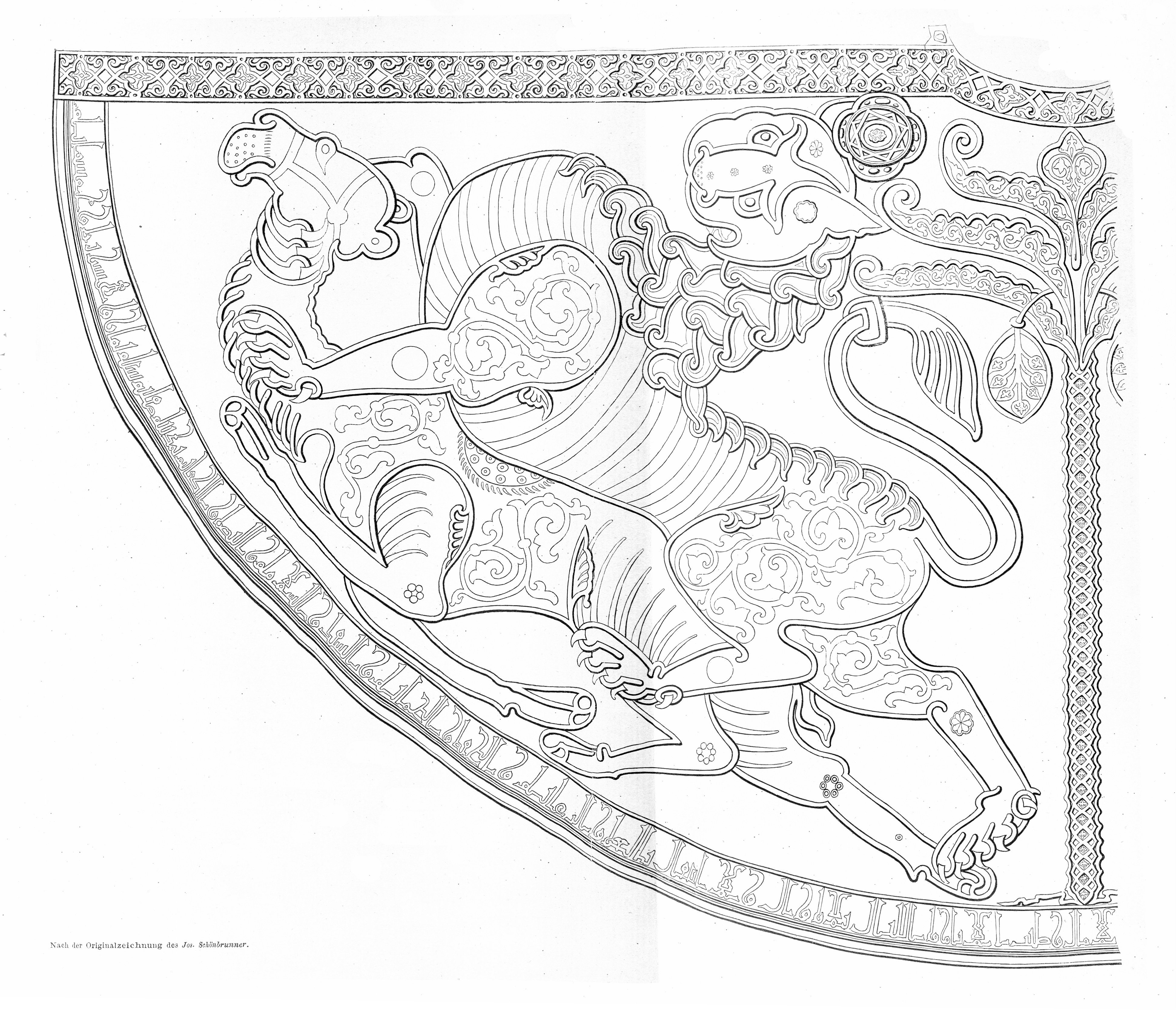
Teil des Krönungsmantels, Zeichnung von Josef Schönbrunner, 1857

Durch den Namen wurde der Anspruch auf die Nachfolge des antiken Römischen Reiches und damit gleichsam auf eine Universalherrschaft erhoben. Gleichzeitig fürchtete man das Eintreffen der Prophezeiungen des Propheten Daniel, der vorhergesagt hatte, dass es vier Weltreiche geben und danach der Antichrist auf die Erde kommen werde (Vier-Reiche-Lehre) – die Apokalypse sollte beginnen. Da in der Vier-Reiche-Lehre das (antike) Römische Imperium als viertes Reich gezählt wurde, durfte es nicht untergehen. Die Erhöhung durch den Zusatz „Heilig“ betonte das Gottesgnadentum des Kaisertums und die Legitimation der Herrschaft durch göttliches Recht.
Mit der Krönung des Frankenkönigs Karl des Großen zum Kaiser durch Papst Leo III. im Jahr 800 stellte dieser sein Reich in die Nachfolge des antiken römischen Imperiums, die so genannte Translatio Imperii. Geschichtlich und dem eigenen Selbstverständnis nach gab es allerdings schon ein Reich, das aus dem alten römischen Reich entstanden war und in dessen unmittelbarer staatsrechtlicher Tradition stand, nämlich das byzantinische Reich; nach Ansicht der Byzantiner war das neue westliche „Römische Reich“ daher ein selbsternanntes und illegitimes.
Das Reich trug zum Zeitpunkt seiner Entstehung Mitte des 10. Jahrhunderts noch nicht das Prädikat heilig. Der erste Kaiser Otto I. und seine Nachfolger sahen sich selbst als Stellvertreter Gottes auf Erden und wurden damit als erste Beschützer der Kirche angesehen. Es bestand also keine Notwendigkeit, die Heiligkeit des Reiches besonders hervorzuheben. Das Reich hieß weiterhin Regnum Francorum orientalium oder kurz Regnum Francorum.
In den Kaisertitulaturen der Ottonen tauchen die später auf das gesamte Reich übertragenen Namensbestandteile aber doch auf. So findet sich in den Urkunden Ottos II. aus dem Jahre 982, die während seines Italienfeldzuges entstanden, die Titulatur Romanorum imperator augustus, „Kaiser der Römer“. Otto III. erhöhte sich in seiner Titulatur über alle geistlichen und weltlichen Mächte, indem er sich, analog zum Papst und sich damit über diesen erhebend, demutsvoll „Knecht Jesu Christi“ (servus Jesu Christi) und später sogar „Knecht der Apostel“ (servus apostolorum) nannte.
Diese sakrale Ausstrahlung des Kaisertums wurde vom Papsttum im Investiturstreit von 1075 bis 1122 massiv angegriffen und letztlich weitgehend zerstört. Die Heiligsprechung Karls des Großen 1165 und der Begriff des sacrum imperium, der erstmals 1157 in der Kanzlei Friedrichs I. bezeugt ist, wurden in der Forschung als Versuch gedeutet, „das Reich durch eine eigenständige Heiligkeit von der Kirche abzugrenzen und ihr als gleichwertig gegenüberzustellen“. Die Heiligkeit sei demnach ein „Säkularisierungsvorgang“. Friedrich berief sich jedoch nie auf seinen heiligen Vorgänger Karl, und das sacrum imperium wurde kein offizieller Sprachgebrauch zu Friedrichs Zeiten.
Regnum Teutonicum oder Regnum Teutonicorum tauchen als Eigenbezeichnung in den Quellen erstmals in den 1070er Jahren auf. Die Begriffe wurden bereits zu Beginn des 11. Jahrhunderts in italienischen Quellen gebraucht, allerdings nicht von Autoren in Reichsitalien. Es handelte sich auch um keinen offiziellen Reichstitel, der deshalb in der Kanzlei der mittelalterlichen römisch-deutschen Könige in der Regel nicht verwendet wurde. Der Titel rex Teutonicus wurde vom Papsttum gezielt genutzt, um den Universalanspruch des rex Romanorum auf Herrschaftsrechte außerhalb des deutschen Reichsteils (wie im Arelat und in Reichsitalien) zu bestreiten bzw. zu relativieren. In der päpstlichen Kanzleisprache wurde deshalb während des Investiturstreits bewusst eine Titulatur benutzt, die die römisch-deutschen Könige selbst nicht verwendeten. Später wurden Bezeichnungen wie regnum Teutonicum weiterhin als „Kampfbegriffe“ benutzt, um Herrschaftsansprüche der römisch-deutschen Könige zu bestreiten, wie beispielsweise im 12. Jahrhundert von Johannes von Salisbury. Die römisch-deutschen Könige (wobei „römisch-deutsch“ eine Bezeichnung in der historischen Forschung ist) hingegen bestanden gerade deshalb auf ihrer Titulatur rex Romanorum und auf der Bezeichnung des Reiches als Romanum Imperium.
Im sogenannten Interregnum von 1250 bis 1273, als es keinem der drei gewählten Könige gelang, sich gegen die anderen durchzusetzen, verband sich der Anspruch, der Nachfolger des Römischen Reiches zu sein, mit dem Prädikat heilig zur Bezeichnung Sacrum Romanum Imperium (deutsch „Heiliges Römisches Reich“). Die lateinische Wendung Sacrum Romanum Imperium ist erstmals 1184 belegt und wurde ab 1254 der gängige Reichstitel; in deutschsprachigen Urkunden trat sie rund hundert Jahre später seit der Zeit Kaiser Karls IV. auf. Im Spätmittelalter wurde am Universalanspruch des Reiches weiterhin festgehalten. Dies galt nicht nur für die Zeit des sogenannten Interregnums, sondern auch für das 14. Jahrhundert, als es in der Regierungszeit Heinrichs VII. und Ludwigs IV. wieder zu Spannungen bzw. offenen Konflikten mit der päpstlichen Kurie kam. Die Formulierung Imperium Sanctum ist bereits im spätantiken Römerreich vereinzelt belegt.
Der Zusatz Nationis Germanicæ erschien erst auf der Schwelle zwischen Spätmittelalter und Frühneuzeit, als sich das Reich im Wesentlichen auf das Gebiet des deutschen Sprachraumes erstreckte. 1486 wurde diese Titulatur im Landfriedensgesetz Kaiser Friedrichs III. verwendet. Erstmals offiziell verwendet wurde dieser Zusatz 1512 in der Präambel des Abschieds des Reichstages in Köln. Kaiser Maximilian I. hatte die Reichsstände unter anderem zwecks Erhaltung […] des Heiligen Römischen Reiches Teutscher Nation geladen. Die genaue ursprüngliche Bedeutung des Zusatzes ist nicht ganz klar. Es kann eine territoriale Einschränkung gemeint sein, nachdem der Einfluss des Kaisers in Reichsitalien auf einen faktischen Nullpunkt gesunken war und weite Teile des Königreichs Burgund nun von Frankreich beherrscht wurden. Andererseits klingt auch eine Betonung der Trägerschaft des Reiches durch die deutschen Reichsstände an, die ihren Anspruch auf die Reichsidee verteidigen sollte. Gegen Ende des 16. Jahrhunderts verschwand die Formulierung wieder aus dem offiziellen Gebrauch, wurde aber bis zum Ende des Reiches noch gelegentlich in der Literatur verwendet.
Das lateinische Wort natio hatte bis ins 18. Jahrhundert keine ganz einheitliche Bedeutung; die gemeinte Herkunftsgemeinschaft konnte mal enger, mal weiter zugeschnitten sein als das „Volk“ im heutigen Sinne. Der Zusatz „deutscher Nation“ macht das Heilige Römische Reich also nicht zum Nationalstaat, wie wir ihn kennen.
Bis 1806 war Heiliges Römisches Reich die offizielle Bezeichnung des Reiches, die oft als SRI für Sacrum Romanum Imperium auf Lateinisch oder H. Röm. Reich o. Ä. auf Deutsch abgekürzt wurde. Daneben werden in der Neuzeit auch Bezeichnungen wie Deutsches oder Teutsches Reich und Teutsch- oder Deutschland gebräuchlich. Erst der Reichsdeputationshauptschluss von 1803, die Rheinbundakte sowie die Auflösungserklärung Kaiser Franz’ II. von 1806 verwenden deutsches oder teutsches Reich und Teutschland für das Heilige Römische Reich offiziell.
Bereits kurz nach seiner Auflösung wurde in geschichtswissenschaftlichen Abhandlungen das Heilige Römische Reich wieder vermehrt mit dem Zusatz deutscher Nation versehen, und so bürgerte sich im 19. und 20. Jahrhundert diese ursprünglich nur zeitweilige Bezeichnung nicht ganz korrekt als allgemeiner Name des Reiches ein. Daneben wird es auch das Alte Reich genannt, um es vom späteren deutschen Kaiserreich ab 1871 zu unterscheiden.

## Geschichte

### Entstehung

Die Gebietsaufteilung des Fränkischen Reiches im Vertrag von Verdun (Wirten) 843

Das Fränkische Reich hatte nach dem Tode Karls des Großen 814 mehrfach Teilungen und Wiedervereinigungen der Reichsteile unter seinen Enkeln durchlaufen. Solche Teilungen unter den Söhnen eines Herrschers waren nach fränkischem Recht normal und bedeuteten nicht, dass die Einheit des Reiches aufhörte zu existieren, da eine gemeinsame Politik der Reichsteile und eine künftige Wiedervereinigung weiterhin möglich waren. Starb einer der Erben kinderlos, so fiel dessen Reichsteil einem seiner Brüder zu oder wurde unter diesen aufgeteilt.
Solch eine Teilung wurde auch im Vertrag von Verdun 843 unter den Enkeln Karls beschlossen. Das Reich wurde aufgeteilt zwischen Karl dem Kahlen, der den westlichen Teil (Neustrien, Aquitanien) bis etwa zur Maas erhielt, Lothar I. – er übernahm neben einem mittleren Streifen (mit einem Großteil Austrasiens und den ehemals burgundischen und langobardischen Gebieten bis etwa Rom) die Kaiserwürde – und Ludwig dem Deutschen, der den östlichen Reichsteil mit einem Teil Austrasiens und den eroberten germanischen Reichen nördlich der Alpen erhielt.
Wenngleich hier, von den Beteiligten nicht beabsichtigt, die zukünftige Landkarte Europas erkennbar ist, kam es im Laufe der nächsten fünfzig Jahre zu weiteren, meist kriegerischen Wiedervereinigungen und Teilungen zwischen den Teilreichen. Erst als Karl der Dicke 887 wegen seines Versagens beim Abwehrkampf gegen die plündernden und raubenden Normannen abgesetzt wurde, wurde kein neues Oberhaupt aller Reichsteile mehr bestimmt, sondern die verbliebenen Teilreiche wählten sich eigene Könige, die teilweise nicht mehr der Dynastie der Karolinger angehörten. Dies war ein deutliches Zeichen für das Auseinanderdriften der Reichsteile und das auf dem Tiefpunkt angekommene Ansehen der Karolingerdynastie, die das Reich durch Thronstreitigkeiten in Bürgerkriege stürzte und nicht mehr in der Lage war, es in seiner Gesamtheit gegen äußere Bedrohungen zu schützen. Infolge der nun fehlenden dynastischen Klammer zerfiel das Reich in zahlreiche kleine Grafschaften, Herzogtümer und andere regionale Herrschaften, die meist nur noch formal die regionalen Könige als Oberhoheit anerkannten.
Besonders deutlich zerfiel 888 der mittlere Reichsteil in mehrere unabhängige Kleinkönigreiche, darunter Hoch- und Niederburgund sowie Italien (während Lothringen als Unterkönigreich dem Ostreich angegliedert wurde), deren Könige sich mit der Unterstützung lokaler Adliger gegen karolingische Prätendenten durchgesetzt hatten. Im östlichen Reich wählten die lokalen Adligen auf Stammesebene Herzöge. Nach dem Tod Ludwigs des Kindes, des letzten Karolingers auf dem ostfränkischen Thron, hätte das Ostreich ebenfalls in Kleinreiche zerfallen können, wenn dieser Prozess nicht durch die gemeinsame Wahl Konrads I. zum ostfränkischen König aufgehalten worden wäre. Konrad gehörte zwar nicht der Dynastie der Karolinger an, war aber ein Franke aus dem Geschlecht der Konradiner. Lothringen schloss sich bei dieser Gelegenheit jedoch dem Westfrankenreich an. 919 wurde mit dem Sachsenherzog Heinrich I. in Fritzlar erstmals ein Nicht-Franke zum König des Ostfrankenreiches gewählt. Seit diesem Zeitpunkt trug nicht mehr eine einzige Dynastie das Reich, sondern die regionalen Großen, Adligen und Herzöge entschieden über den Herrscher.
Im Jahre 921 erkannte der westfränkische Herrscher im Vertrag von Bonn Heinrich I. als gleichberechtigt an, er durfte den Titel rex francorum orientalium, König der östlichen Franken, führen. Die Entwicklung des Reiches als eines auf Dauer eigenständigen und überlebensfähigen Staatswesens war damit im Wesentlichen abgeschlossen. 925 gelang es Heinrich, Lothringen wieder dem ostfränkischen Reich anzugliedern.
Trotz der Ablösung vom Gesamtreich und der Vereinigung der germanischen Völkerschaften, die im Gegensatz zum gewöhnlichen Volk Westfrankens kein romanisiertes Latein, sondern theodiscus oder diutisk (von diot volksmäßig, volkssprachig) sprachen, war dieses Reich kein früher „deutscher Nationalstaat“. Ein übergeordnetes „nationales“ Zusammengehörigkeitsgefühl existierte in Ostfranken ohnehin nicht, Reichs- und Sprachgemeinschaft waren nicht identisch. Genauso wenig war es bereits das spätere Heilige Römische Reich.

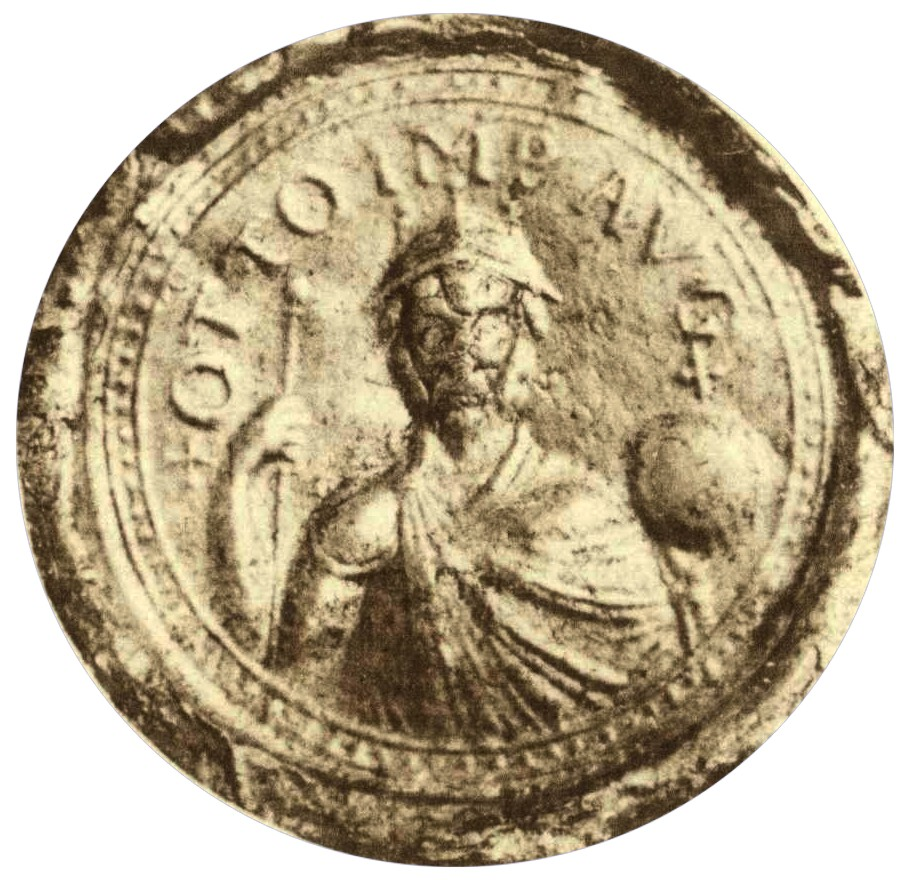
Kaiserliches Siegel Ottos I.

Das steigende Selbstbewusstsein des neuen ostfränkischen Königsgeschlechtes zeigte sich bereits in der Thronbesteigung Ottos I., Sohn Heinrichs I., der auf dem vermeintlichen Thron Karls des Großen in Aachen gekrönt wurde. Hier zeigte sich der zunehmend sakrale Charakter seiner Herrschaft dadurch, dass er sich salben ließ und der Kirche seinen Schutz gelobte. Nach einigen Kämpfen gegen Verwandte und lothringische Herzöge gelang ihm mit dem Sieg über die Ungarn 955 auf dem Lechfeld bei Augsburg die Bestätigung und Festigung seiner Herrschaft. Noch auf dem Schlachtfeld soll ihn das Heer laut Widukind von Corvey als Imperator gegrüßt haben.
Dieser Sieg über die Ungarn veranlasste Papst Johannes XII., Otto nach Rom zu rufen und ihm die Kaiserkrone anzubieten, damit dieser als Beschützer der Kirche auftrete. Johannes stand zu diesem Zeitpunkt unter der Bedrohung regionaler italienischer Könige und erhoffte sich von Otto Hilfe gegen diese. Aber der Hilferuf des Papstes bekundet auch, dass die ehemaligen Barbaren sich zu den Trägern der römischen Kultur gewandelt hatten und dass das östliche regnum als legitimer Nachfolger des Kaisertums Karls des Großen angesehen wurde. Otto folgte dem Ruf und zog nach Rom. Dort wurde er am 2. Februar 962 zum Kaiser gekrönt. West- und Ostfranken entwickelten sich nun politisch endgültig zu getrennten Reichen.

### Mittelalter

#### Herrschaft der Ottonen

Das Reich um 1000

Das Reich war im Frühmittelalter ein im Vergleich zum Hoch- und Spätmittelalter ständisch und gesellschaftlich noch wenig ausdifferenziertes Gebilde. Es wurde sichtbar im Heeresaufgebot, in den lokalen Gerichtsversammlungen und in den Grafschaften, den bereits von den Franken installierten lokalen Verwaltungseinheiten. Oberster Repräsentant der politischen Ordnung des Reiches, zuständig für den Schutz des Reiches und den Frieden im Inneren, war der König. Als politische Untereinheiten dienten die Herzogtümer. Wichtig war bis ins Spätmittelalter der Konsens zwischen Herrscher und den Großen des Reiches (konsensuale Herrschaft).
Obwohl in der frühkarolingischen Zeit um 750 die fränkischen Amtsherzöge für die durch die Franken unterworfenen oder durch deren territorialen Zusammenfassung erst entstandenen Völker abgesetzt worden waren, entstanden im ostfränkischen Reich, begünstigt durch die äußere Bedrohung und das erhalten gebliebene Stammesrecht, zwischen 880 und 925 fünf neue Herzogtümer: das der Sachsen, der Baiern, der Alemannen, der Franken und das nach der Reichsteilung neu entstandene Herzogtum Lothringen, zu dem auch die Friesen gehörten. Doch schon im 10. Jahrhundert ergaben sich gravierende Änderungen der Struktur der Herzogtümer: Lothringen wurde 959 in Nieder- und Oberlothringen aufgeteilt und Kärnten wurde 976 ein eigenständiges Herzogtum.
Da das Reich als Instrument der selbstbewussten Herzogtümer entstanden war, wurde es nicht mehr zwischen den Söhnen des Herrschers aufgeteilt und blieb zudem eine Wahlmonarchie. Die Nichtaufteilung des „Erbes“ zwischen den Söhnen des Königs widersprach zwar dem überkommenen fränkischen Recht, andererseits beherrschten die Könige die Stammesherzöge nur als Lehnsherren. Dementsprechend gering war die direkte Einwirkungsmöglichkeit des Königtums. Heinrich I. legte 929 in seiner „Hausordnung“ fest, dass nur ein Sohn auf dem Thron nachfolgen solle. Schon hier werden der das Reich bis zum Ende der Salier-Dynastie prägende Erbgedanke und das Prinzip der Wahlmonarchie miteinander verbunden.
Otto I. (reg. 936–973) gelang es infolge mehrerer Feldzüge nach Italien, den nördlichen Teil der Halbinsel zu erobern und das Königreich der Langobarden ins Reich einzubinden. Eine vollständige Integration Reichsitaliens mit seiner überlegenen Wirtschaftskraft gelang allerdings auch in der Folgezeit nie wirklich vollständig. Außerdem band die im Süden notwendige Präsenz bisweilen recht erhebliche Kräfte. Die Kaiserkrönung Ottos 962 in Rom verband für das restliche Mittelalter den Anspruch der späteren römisch-deutschen Könige auf die westliche Kaiserwürde. Die Ottonen übten nun eine hegemoniale Machtstellung im lateinischen Europa aus.

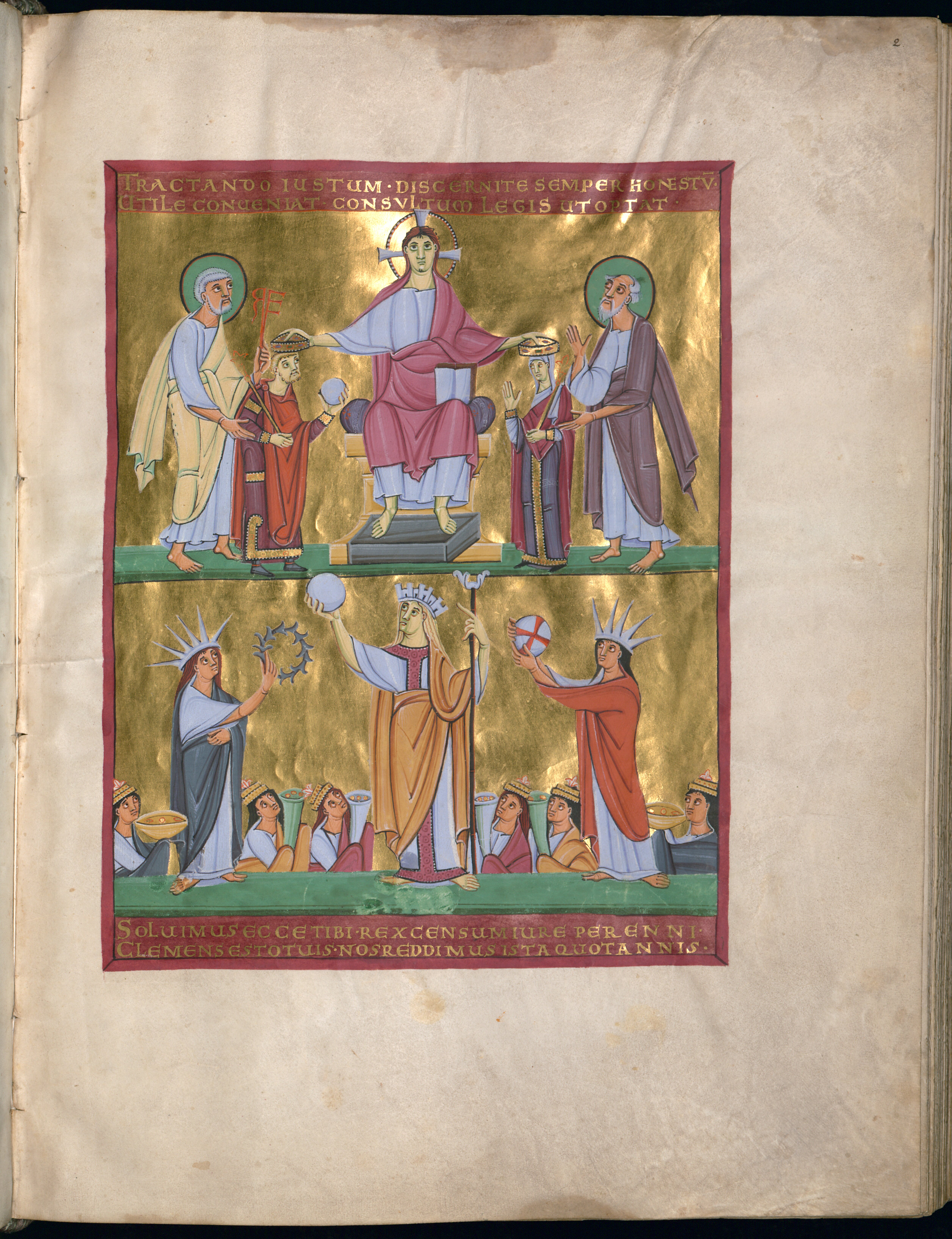
Heinrich II. und Kunigunde von Christus gekrönt, Personifikationen reichen huldigend Gaben dar. Darstellung aus dem Perikopenbuch Heinrichs II., München, Bayerische Staatsbibliothek, Clm 4452, fol. 2r

Unter Otto II. lösten sich auch die letzten verbliebenen Verbindungen zum westfränkisch-französischen Reich, die in Form von Verwandtschaftsbeziehungen noch bestanden, als er seinen Vetter Karl zum Herzog von Niederlotharingien machte. Karl war ein Nachkomme aus dem Geschlecht der Karolinger und gleichzeitig der jüngere Bruder des westfränkischen Königs Lothar. Es wurde aber nicht – wie später in der Forschung behauptet – ein „treuloser Franzose“ ein Lehnsmann eines „deutschen“ Königs. Solche Denkkategorien waren zu jener Zeit noch unbekannt, zumal die führende fränkisch-germanische Schicht des westfränkischen Reiches noch einige Zeit nach der Teilung weiterhin ihren altdeutschen Dialekt sprach. In der neueren Forschung wird die Ottonenzeit auch nicht mehr als Beginn der „deutschen Geschichte“ im engeren Sinne verstanden; dieser Prozess zog sich bis ins 11. Jahrhundert hin. Otto II. spielte jedenfalls den einen Vetter gegen den anderen aus, um für sich einen Vorteil zu erlangen, indem er einen Keil in die karolingische Familie trieb. Die Reaktion Lothars war heftig, und beide Seiten luden den Streit emotional auf. Die Folgen dieses endgültigen Bruches zwischen den Nachfolgern des Fränkischen Reiches zeigten sich aber erst später. Das französische Königtum wurde aufgrund des sich herausbildenden französischen Selbstbewusstseins aber nunmehr als unabhängig vom Kaiser angesehen.
Die unter den ersten drei Ottonen begonnene Einbindung der Kirche in das weltliche Herrschaftssystem des Reiches, später von Historikern als „ottonisch-salisches Reichskirchensystem“ bezeichnet, fand unter Heinrich II. ihren Höhepunkt. Das Reichskirchensystem bildete bis zum Ende des Reiches eines der prägenden Elemente seiner Verfassung; die Einbindung der Kirche in die Politik war aber an sich nicht außergewöhnlich, dasselbe ist in den meisten frühmittelalterlichen Reichen des lateinischen Europas zu beobachten. Heinrich II. verlangte von den Klerikern unbedingten Gehorsam und die unverzügliche Umsetzung seines Willens. Er vollendete die Königshoheit über die Reichskirche und wurde zum „Mönchskönig“ wie kaum ein zweiter Herrscher des Reiches. Doch er regierte nicht nur die Kirche, er regierte das Reich auch durch die Kirche, indem er wichtige Ämter – wie etwa das des Kanzlers – mit Bischöfen besetzte. Weltliche und kirchliche Angelegenheiten wurden im Grunde genommen nicht unterschieden und gleichermaßen auf Synoden verhandelt. Dies resultierte aber nicht nur aus dem Bestreben, dem aus fränkisch-germanischer Tradition herrührenden Drang der Herzogtümer nach größerer Selbstständigkeit ein königstreues Gegengewicht entgegenzusetzen. Vielmehr sah Heinrich das Reich als „Haus Gottes“ an, das er als Verwalter Gottes zu betreuen hatte. Spätestens jetzt war das Reich „heilig“.

#### Hochmittelalter
Als dritter wichtiger Reichsteil kam unter Konrad II. das Königreich Burgund zum Reich, auch wenn diese Entwicklung schon unter Heinrich II. begonnen hatte: Da der burgundische König Rudolf III. keine Nachkommen besaß, benannte er seinen Neffen Heinrich zu seinem Nachfolger und stellte sich unter den Schutz des Reiches. 1018 übergab er sogar seine Krone und das Zepter an Heinrich.
Die Herrschaft Konrads war weiterhin durch die sich entwickelnde Vorstellung gekennzeichnet, dass das Reich und dessen Herrschaft unabhängig vom Herrscher existiert und Rechtskraft entwickelt. Belegt ist dies durch die von Wipo überlieferte „Schiffsmetapher“ Konrads (siehe entsprechenden Abschnitt im Artikel über Konrad II.) und durch seinen Anspruch auf Burgund – denn eigentlich sollte ja Heinrich Burgund erben und nicht das Reich. Unter Konrad begann auch die Herausbildung der Ministerialen als eigener Stand des unteren Adels, indem er an die unfreien Dienstmannen des Königs Lehen vergab. Wichtig für die Entwicklung des Rechtes im Reich waren seine Versuche, die so genannten Gottesurteile als Rechtsmittel durch die Anwendung römischen Rechtes, dem diese Urteile unbekannt waren, im nördlichen Reichsteil zurückzudrängen.
Konrad setzte zwar die Reichskirchenpolitik seines Vorgängers fort, allerdings nicht mit dessen Vehemenz. Er beurteilte die Kirche eher danach, was diese für das Reich tun konnte. In der Mehrzahl berief er Bischöfe und Äbte mit großer Intelligenz und Spiritualität. Der Papst spielte allerdings auch bei seinen Berufungen keine große Rolle. Insgesamt erscheint seine Herrschaft als große „Erfolgsgeschichte“, was wohl auch daran liegt, dass er in einer Zeit herrschte, in der allgemein eine Art Aufbruchsstimmung herrschte, die Ende des 11. Jahrhunderts in die Cluniazensische Reform mündete.
Heinrich III. übernahm 1039 von seinem Vater Konrad ein gefestigtes Reich und musste sich im Gegensatz zu seinen beiden Vorgängern seine Macht nicht erst erkämpfen. Trotz kriegerischer Aktionen in Polen und Ungarn legte er sehr großen Wert auf die Friedenswahrung innerhalb des Reiches. Diese Idee eines allgemeinen Friedens, eines Gottesfriedens, entstand in Südfrankreich und hatte sich seit Mitte des 11. Jahrhunderts über das ganze christliche Abendland verbreitet. Damit sollten das Fehdewesen und die Blutrache eingedämmt werden, die immer mehr zu einer Belastung für das Funktionieren des Reiches geworden waren. Initiator dieser Bewegung war das cluniazensische Mönchstum. Wenigstens an den höchsten christlichen Feiertagen und an den Tagen, die durch die Passion Christi geheiligt waren, also von Mittwochabend bis Montagmorgen, sollten die Waffen schweigen und der „Gottesfrieden“ herrschen.
Heinrich musste für die Zustimmung der Großen des Reiches bei der Wahl seines Sohnes, des späteren Heinrich IV., zum König 1053 eine bis dahin völlig unbekannte Bedingung akzeptieren. Die Unterordnung unter den neuen König sollte nur gelten, wenn sich Heinrich IV. als rechter Herrscher erweise. Auch wenn die Macht der Kaiser über die Kirche mit Heinrich III. auf einem ihrer Höhepunkte war – er war es gewesen, der über die Besetzung des heiligen Throns in Rom bestimmte –, so wird die Bilanz seiner Herrschaft in der neueren Forschung meist negativ gesehen. So emanzipierte sich Ungarn vom Reich, das vorher noch Reichslehen war, und mehrere Verschwörungen gegen den Kaiser zeigten den Unwillen der Großen des Reiches, sich einem starken Königtum unterzuordnen.
Durch den frühen Tod Heinrichs III. gelangte sein erst sechsjähriger Sohn Heinrich IV. auf den Thron. Für ihn übernahm seine Mutter Agnes die Vormundschaft bis zu seinem 15. Lebensjahr 1065. Es kam hierdurch zu einem schleichenden Macht- und Bedeutungsverlust des Königtums. Durch den „Staatsstreich von Kaiserswerth“ konnte eine Gruppe von Reichsfürsten unter Führung des Kölner Erzbischofs Anno II. zeitweise die Regierungsgewalt an sich reißen. In Rom interessierte die Meinung des künftigen Kaisers schon bei der nächsten Papstwahl niemanden mehr. Der Annalist des Klosters Niederaltaich fasste die Situation folgendermaßen zusammen:

„[…] die bei Hofe Anwesenden aber sorgten jeder für sich selbst, so viel sie nur konnten, und niemand unterwies den König darin, was gut und gerecht sei, so daß im Königreich vieles in Unordnung geriet“

Entscheidend für die zukünftige Stellung der Reichskirche wurde der so genannte Investiturstreit. Für die römisch-deutschen Herrscher war es selbstverständlich, dass sie die vakanten Bischofssitze im Reich neu besetzten. Durch die Schwäche des Königtums während der Regentschaft von Heinrichs Mutter hatten der Papst, aber auch geistliche und weltliche Fürsten versucht, sich königliche Besitzungen und Rechte anzueignen. Die späteren Versuche, der Königsmacht wieder Geltung zu verschaffen, trafen natürlich auf wenig Gegenliebe. Als Heinrich im Juni 1075 versuchte, seinen Kandidaten für den Mailänder Bischofssitz durchzusetzen, reagierte Papst Gregor VII. sofort. Im Dezember 1075 bannte Gregor König Heinrich und entband damit alle Untertanen von ihrem Treueid. Die Fürsten des Reiches forderten von Heinrich, dass er bis Februar 1077 den Bann lösen lassen sollte, ansonsten würde er von ihnen nicht mehr anerkannt. Im anderen Falle würde der Papst eingeladen, den Streit zu entscheiden. Heinrich IV. musste sich beugen und demütigte sich im legendären Gang nach Canossa. Die Machtpositionen hatten sich in ihr Gegenteil verkehrt; 1046 hatte Heinrich III. noch über drei Päpste gerichtet, nun sollte ein Papst über den König richten.
Der Sohn Heinrichs IV. empörte sich mit Hilfe des Papstes gegen seinen Vater und erzwang 1105 dessen Abdankung. Der neue König Heinrich V. herrschte bis 1111 im Konsens mit den geistlichen und weltlichen Großen. Das enge Bündnis zwischen Herrscher und Bischöfen konnte auch bei der Investiturfrage gegen den Papst fortgesetzt werden. Die gefundene Lösung des Papstes war einfach und radikal. Um die von den Kirchenreformern geforderte Trennung der geistlichen Aufgaben der Bischöfe von den bisher wahrgenommenen weltlichen Aufgaben zu gewährleisten, sollten die Bischöfe ihre in den letzten Jahrhunderten vom Kaiser beziehungsweise König erhaltenen Rechte und Privilegien zurückgeben. Einerseits entfielen damit die Pflichten der Bischöfe gegenüber dem Reich, andererseits auch das Recht des Königs, bei der Einsetzung der Bischöfe Einfluss nehmen zu können. Da die Bischöfe aber nicht auf ihre weltlichen Regalien verzichten wollten, nahm Heinrich den Papst gefangen und erpresste das Investiturrecht sowie seine Kaiserkrönung. Erst die Fürsten erzwangen 1122 im Wormser Konkordat einen Ausgleich zwischen Heinrich mit dem amtierenden Papst Calixt II. Heinrich musste auf das Investiturrecht mit den geistlichen Symbolen von Ring und Stab (per anulum et baculum) verzichten. Dem Kaiser wurde die Anwesenheit bei der Wahl der Bischöfe und Äbte gestattet. Die Verleihung der Königsrechte (Regalien) an den Neugewählten durfte der Kaiser nur noch mit dem Zepter vornehmen. Die Fürsten gelten seitdem als „die Häupter des Staatswesens“. Nicht mehr allein der König, sondern auch die Fürsten repräsentierten das Reich.
Nach dem Tod Heinrichs V. 1125 wurde Lothar III. zum König gewählt, wobei er sich in der Wahl gegen den schwäbischen Herzog Friedrich II., den nächsten Verwandten des kinderlos verstorbenen Kaisers, durchsetzen konnte. Nicht mehr die erbrechtliche Legitimation bestimmte die Thronfolge im römisch-deutschen Reich, sondern die Wahl der Fürsten war entscheidend.
1138 wurde der Staufer Konrad zum König erhoben. Konrads Wunsch, die Kaiserkrone zu erwerben, sollte sich jedoch nicht erfüllen. Auch seine Teilnahme am Zweiten Kreuzzug hatte keinen Erfolg, er musste noch in Kleinasien umkehren. Dafür gelang ihm ein gegen die Normannen gerichtetes Bündnis mit dem byzantinischen Kaiser Manuel I. Komnenos.

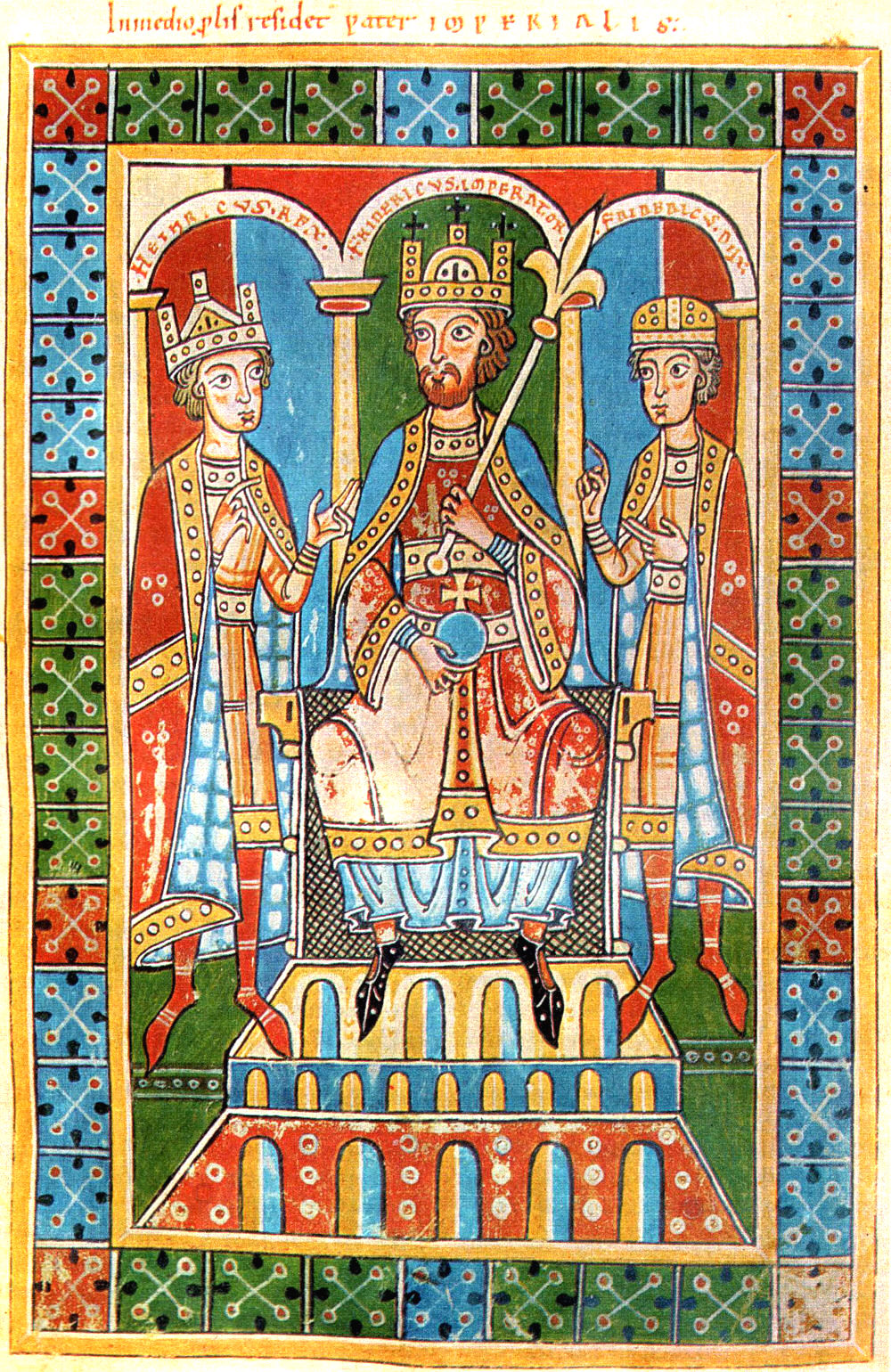
Der thronende Kaiser Friedrich Barbarossa mit Bügelkrone, Reichsapfel und Zepter zwischen seinen Söhnen Heinrich VI., der bereits die Königskrone trägt, und Friedrich von Schwaben mit Herzogshut; Miniatur aus der Historia Welforum (Fulda, Hessische Landesbibliothek, Cod. D. 11, fol. 14r).

1152 wurde nach dem Tod Konrads dessen Neffe Friedrich, der Herzog von Schwaben, zum König gewählt. Friedrich, genannt „Barbarossa“, betrieb eine zielstrebige Politik, die auf die Rückgewinnung kaiserlicher Rechte in Italien gerichtet war (siehe honor imperii), deretwegen Friedrich insgesamt sechs Italienzüge unternahm. 1155 wurde er zum Kaiser gekrönt, doch kam es aufgrund eines nicht erfolgten, aber vertraglich zugesicherten Feldzugs gegen das Normannenreich in Unteritalien zu Spannungen mit dem Papsttum, ebenso verschlechterten sich die Beziehungen zu Byzanz. Auch die oberitalienischen Stadtstaaten, besonders das reiche und mächtige Mailand, leisteten Friedrichs Versuchen Widerstand, die Reichsverwaltung in Italien zu stärken (siehe Reichstag von Roncaglia). Es kam schließlich zur Bildung des sogenannten Lombardenbundes, der sich militärisch gegen den Staufer durchaus behaupten konnte. Gleichzeitig war es zu einer umstrittenen Papstwahl gekommen, wobei der mit der Mehrheit der Stimmen gewählte Papst Alexander III. von Friedrich zunächst nicht anerkannt wurde. Erst nachdem abzusehen war, dass eine militärische Lösung keine Aussicht auf Erfolg hatte (1167 hatte im kaiserlichen Heer vor Rom eine Seuche gewütet, 1176 Niederlage in der Schlacht von Legnano), kam es endlich im Frieden von Venedig 1177 zu einer Einigung zwischen Kaiser und Papst. Auch die oberitalienischen Städte und der Kaiser verständigten sich, wobei Friedrich jedoch längst nicht alle seine Ziele verwirklichen konnte.
Im Reich hatte sich der Kaiser mit seinem Cousin Heinrich überworfen, dem Herzog von Sachsen und Bayern aus dem Hause der Welfen, nachdem beide über zwei Jahrzehnte eng zusammengearbeitet hatten. Als Heinrich nun jedoch seine Teilnahme an einem Italienzug an Bedingungen knüpfte, wurde der übermächtige Herzog Heinrich auf Bestreben der Fürsten durch Friedrich gestürzt. 1180 wurde Heinrich der „Prozess“ gemacht und das Herzogtum Sachsen zerschlagen sowie Bayern verkleinert, wovon jedoch weniger der Kaiser als vielmehr die Territorialherren im Reich profitierten.
Der Kaiser verstarb im Juni 1190 in Kleinasien während eines Kreuzzugs. Seine Nachfolge trat sein zweitältester Sohn Heinrich VI. an. Dieser war schon 1186 von seinem Vater zum Caesar erhoben worden und galt seitdem als designierter Nachfolger Friedrichs. 1191, im Jahr seiner Kaiserkrönung, versuchte Heinrich, das Normannenkönigreich in Unteritalien und Sizilien in Besitz zu nehmen. Da er mit einer Normannenprinzessin verheiratet war und das dort herrschende Haus Hauteville in der Hauptlinie ausgestorben war, konnte er auch Ansprüche geltend machen, die militärisch zunächst aber nicht durchsetzbar waren. Erst 1194 gelang die Eroberung Unteritaliens, wo Heinrich mit teils äußerster Brutalität gegen oppositionelle Kräfte vorging. In Deutschland hatte Heinrich gegen den Widerstand der Welfen zu kämpfen – 1196 scheiterte sein Erbreichsplan. Dafür betrieb er eine ehrgeizige und recht erfolgreiche „Mittelmeerpolitik“, deren Ziel vielleicht die Eroberung des Heiligen Landes oder womöglich sogar eine Offensive gegen Byzanz war.
Nach dem frühen Tod Heinrichs VI. 1197 scheiterte der letzte Versuch, im Reich eine starke Zentralgewalt zu schaffen. Nach der Doppelwahl von 1198, bei der Philipp von Schwaben im März in Mühlhausen/Thüringen und Otto IV. im Juni in Köln gewählt wurden, standen sich zwei Könige im Reich gegenüber. Der Sohn Heinrichs, Friedrich II., war zwar schon 1196 im Alter von zwei Jahren zum König gewählt worden, seine Ansprüche wurden aber beiseite gewischt. Philipp hatte sich schon weitgehend durchgesetzt, als er im Juni 1208 ermordet wurde. Otto IV. konnte sich daraufhin für einige Jahre als Herrscher etablieren. Seine geplante Eroberung Siziliens führte zum Bruch mit seinem langjährigen Förderer Papst Innozenz III. Im nordalpinen Reichsteil verlor Otto durch die Exkommunikation bei den Fürsten zunehmend an Zustimmung. Die Schlacht bei Bouvines 1214 beendete seine Herrschaft und brachte die endgültige Anerkennung Friedrichs II. Nach den Thronstreitigkeiten setzte im Reich ein erheblicher Entwicklungsschub ein, Gewohnheiten schriftlich festzuhalten. Als bedeutende Zeugnisse dafür gelten die beiden Rechtsbücher der Sachsen- und der Schwabenspiegel. Viele Argumente und Grundsätze, die für die folgenden Königswahlen gelten sollten, wurden in jener Zeit formuliert. Diese Entwicklung gipfelte Mitte des 14. Jahrhunderts nach den Erfahrungen des Interregnums in den Festlegungen der Goldenen Bulle.

Das Heilige Römische Reich zur Zeit der späten Staufer

Dass sich Friedrich II., der 1212 nach Deutschland gereist war, um dort seine Rechte durchzusetzen, auch nach seiner Anerkennung nur wenige Jahre seines Lebens und damit seiner Regierungszeit im deutschen Reich aufhielt, gab den Fürsten wieder mehr Handlungsspielräume. Friedrich verbriefte 1220 besonders den geistlichen Fürsten in der Confoederatio cum principibus ecclesiasticis weitgehende Rechte, um sich von ihnen die Zustimmung zur Wahl und Anerkennung seines Sohnes Heinrich als römisch-deutscher König zu sichern. Die seit dem 19. Jahrhundert als Confoederatio cum principibus ecclesiasticis und Statutum in favorem principum (1232) genannten Privilegien bildeten für die Fürsten die rechtliche Grundlage, auf der sie ihre Macht zu geschlossenen, eigenständigen Landesherrschaften ausbauen konnten. Es waren jedoch weniger Stationen des Machtverlustes für das Königtum, sondern mit den Privilegien wurde ein Entwicklungsstand verbrieft, den die Fürsten im Ausbau ihrer Territorialherrschaft bereits erreicht hatten.
In Italien war der hochgebildete Friedrich II., der die Verwaltung des Königreichs Sizilien nach byzantinischem Vorbild immer stärker zentralisierte, über Jahre in einen Konflikt mit dem Papsttum und den oberitalienischen Städten verwickelt, wobei Friedrich gar als Antichrist verunglimpft wurde. Am Ende schien Friedrich militärisch die Oberhand gewonnen zu haben, da verstarb der Kaiser, der vom Papst 1245 für abgesetzt erklärt worden war, am 13. Dezember 1250.

#### Spätmittelalter

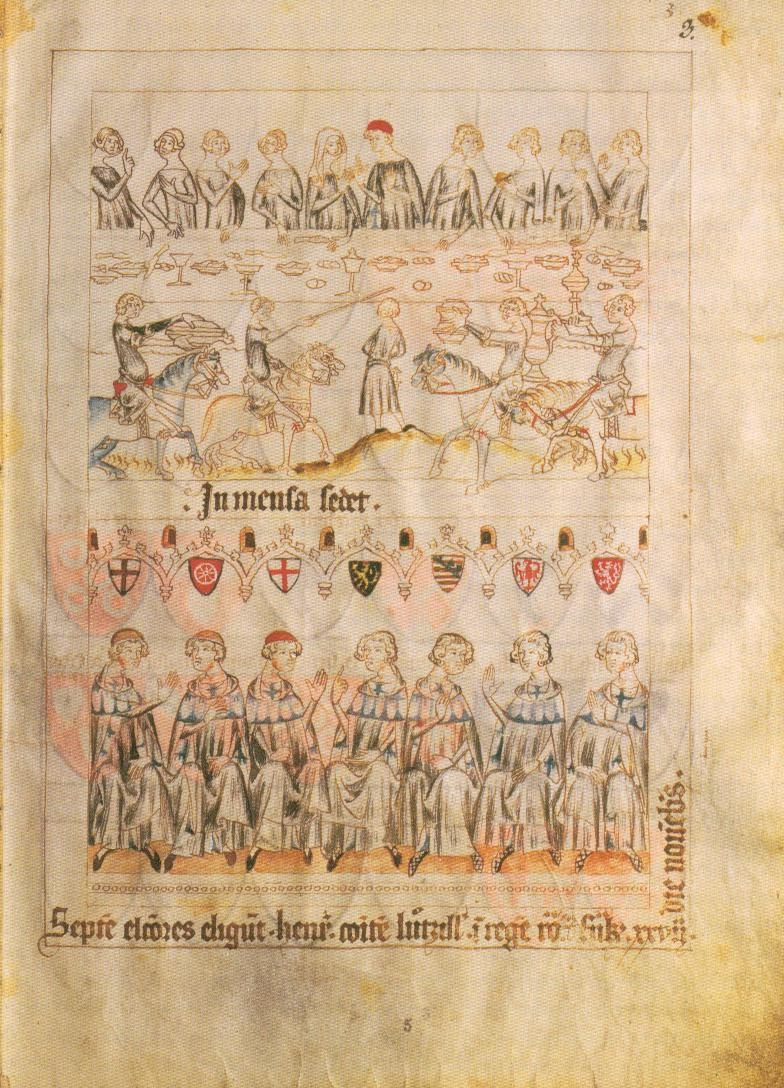
Die Kurfürsten wählen Graf Heinrich von Luxemburg am 27. November 1308 zum König. Die Kurfürsten, durch die Wappen über ihren Köpfen kenntlich, sind, von links nach rechts, die Erzbischöfe von Köln, Mainz und Trier, der Pfalzgraf bei Rhein, der Herzog von Sachsen, der Markgraf von Brandenburg und der König von Böhmen (Letzterer nahm an der Wahl 1308 jedoch nicht teil); Codex Balduini Trevirensis (Landeshauptarchiv Koblenz, Bestand 1 C, Nr. 1, fol. 3b).

Zu Beginn des Spätmittelalters verfiel im Zuge des Untergangs der Staufer und des darauffolgenden Interregnums bis in die Zeit Rudolfs von Habsburg die königliche Herrschaftsgewalt, die allerdings traditionell ohnehin nur schwach ausgeprägt gewesen war. Gleichzeitig nahm die Macht der Landesherren und Kurfürsten zu. Letztere verfügten seit dem späten 13. Jahrhundert über das ausschließliche Königswahlrecht, sodass die nachfolgenden Könige oft eine übereinstimmende Reichspolitik mit ihnen anstrebten. König Rudolf (1273–1291) gelang es noch einmal, das Königtum zu konsolidieren und das noch vorhandene Reichsgut infolge der sogenannten Revindikationspolitik zu sichern. Rudolfs Plan der Kaiserkrönung scheiterte jedoch ebenso wie sein Versuch, eine dynastische Nachfolge durchzusetzen, wozu die Reichsfürsten nicht bereit waren. Das Haus Habsburg gewann im Südosten des deutschen Reichsteils jedoch bedeutende Besitzungen hinzu.
Rudolfs Nachfolger Adolf von Nassau suchte eine Annäherung an das mächtige Königreich Frankreich, doch provozierte er mit seiner Politik in Thüringen den Widerstand der Reichsfürsten, die sich gegen ihn zusammenschlossen. 1298 fiel Adolf von Nassau im Kampf gegen den neuen König Albrecht von Habsburg. Albrecht musste ebenfalls mit dem Widerstand der Kurfürsten kämpfen, denen seine Pläne zur Vergrößerung der habsburgischen Hausmacht missfielen und die befürchteten, er plane eine Erbmonarchie zu errichten. Gegen die Kurfürsten konnte sich Albrecht letztlich zwar noch behaupten, doch unterwarf er sich Papst Bonifatius VIII. in einem Gehorsamseid und gab im Westen Reichsgebiete an Frankreich ab. Am 1. Mai 1308 fiel er einem Verwandtenmord zum Opfer.
Die verstärkte französische Expansion im westlichen Grenzgebiet des Imperiums seit dem 13. Jahrhundert hatte zur Folge, dass die Einflussmöglichkeiten des Königtums im ehemaligen Königreich Burgund immer weiter abnahm; eine ähnliche, aber weniger stark ausgeprägte Tendenz zeichnete sich in Reichsitalien (also im Wesentlichen in der Lombardei und der Toskana) ab. Erst mit dem Italienzug Heinrichs VII. (1310–1313) kam es zu einer zaghaften Wiederbelebung der kaiserlichen Italienpolitik. Der 1308 gewählte und 1309 gekrönte König Heinrich VII. erreichte in Deutschland eine weitgehende Einheit der großen Häuser und gewann 1310 für sein Haus das Königreich Böhmen. Das Haus Luxemburg stieg damit zur zweiten bedeutenden spätmittelalterlichen Dynastie neben den Habsburgern auf. 1310 brach Heinrich nach Italien auf. Er war nach Friedrich II. der erste römisch-deutsche König, der auch die Kaiserkrone erlangen konnte (Juni 1312), doch rief seine Politik den Widerstand der Guelfen in Italien, des Papstes in Avignon (siehe Avignonesisches Papsttum) und des französischen Königs hervor, die ein neues, machtbewusstes Kaisertum als Gefahr ansahen. Heinrich starb am 24. August 1313 in Italien, als er zu einem Feldzug gegen das Königreich Neapel aufbrechen wollte. Die Italienpolitik der folgenden spätmittelalterlichen Herrscher verlief in wesentlich engeren Grenzen als die ihrer Vorgänger.
1314 wurden mit dem Wittelsbacher Ludwig IV. und dem Habsburger Friedrich zwei Könige gewählt. 1325 wurde für kurze Zeit ein für das mittelalterliche Reich bislang völlig unbekanntes Doppelkönigtum geschaffen. Nach Friedrichs Tod betrieb Ludwig IV. als Alleinherrscher eine recht selbstbewusste Politik in Italien und vollzog in Rom eine „papstfreie“ Kaiserkrönung. Dadurch geriet er in Konflikt mit dem Papsttum. In dieser intensiven Auseinandersetzung spielte vor allem die Frage des päpstlichen Approbationsanspruches eine große Rolle. Es kam diesbezüglich auch zu polittheoretischen Debatten (siehe Wilhelm von Ockham und Marsilius von Padua) und schließlich zu einer verstärkten Emanzipation der Kurfürsten beziehungsweise des Königs vom Papsttum, was schließlich 1338 im Kurverein von Rhense seinen Ausdruck fand. Ludwig verfolgte seit den 1330er Jahren eine intensive Hausmachtpolitik, indem er zahlreiche Territorien erwarb. Damit missachtete er aber die konsensuale Entscheidungsfindung mit den Fürsten. Dies führte vor allem zu Spannungen mit dem Haus Luxemburg, die ihn 1346 mit der Wahl Karls von Mähren offen herausforderten. Ludwig starb kurz darauf und Karl bestieg als Karl IV. den Thron.
Die spätmittelalterlichen Könige konzentrierten sich wesentlich stärker auf den deutschen Reichsteil, wobei sie sich gleichzeitig stärker als zuvor auf ihre jeweilige Hausmacht stützten. Dies resultierte aus dem zunehmenden Verlust des verbliebenen Reichsguts durch eine ausgiebige Verpfändungspolitik vor allem im 14. Jahrhundert. Karl IV. kann als ein Musterbeispiel eines Hausmachtpolitikers angeführt werden. Es gelang ihm, den luxemburgischen Hausmachtkomplex um wichtige Gebiete zu erweitern; er verzichtete dafür aber auf Reichsgüter, die in großem Maßstab verpfändet wurden und schließlich dem Reich verloren gingen, ebenso trat er faktisch Gebiete im Westen an Frankreich ab. Karl erzielte dafür einen weitgehenden Ausgleich mit dem Papsttum und ließ sich 1355 zum Kaiser krönen, verzichtete aber auf eine Wiederaufnahme der alten Italienpolitik im staufischen Stil. Er schuf aber vor allem mit der Goldenen Bulle von 1356 eines der wichtigsten „Reichsgrundgesetze“, in dem die Rechte der Kurfürsten endgültig festgelegt wurden und die maßgeblich die künftige Politik des Reiches mitbestimmten. Die Goldene Bulle blieb bis zur Auflösung des Reiches in Kraft. In Karls Regierungszeit fiel auch der Ausbruch des so genannten Schwarzen Todes – der Pest –, die zu einer schweren Krisenstimmung beitrug und in deren Verlauf es zu einem deutlichen Rückgang der Bevölkerung und zu Judenpogromen kam. Gleichzeitig stellte diese Zeit aber auch die Blütezeit der Hanse dar, die zu einer Großmacht im nordeuropäischen Raum wurde.

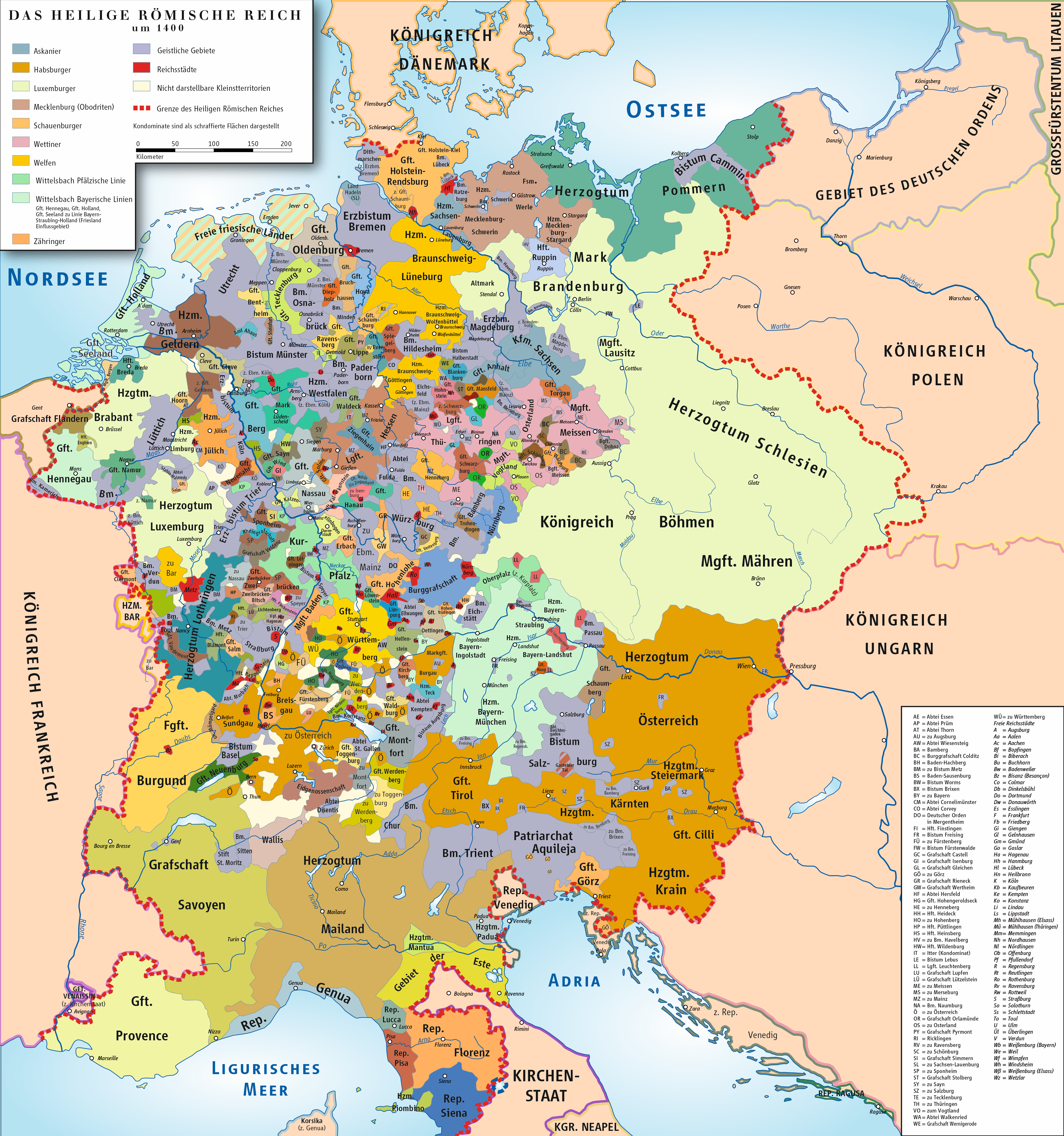
Das Heilige Römische Reich um 1400

Mit dem Tod Karls IV. 1378 ging die Machtstellung der Luxemburger im Reich bald verloren, da der von ihm geschaffene Hausmachtskomplex rasch zerfiel. Sein Sohn Wenzel wurde wegen seiner offensichtlichen Unfähigkeit sogar von den vier rheinischen Kurfürsten am 20. August 1400 abgesetzt. Statt seiner wurde der Pfalzgraf bei Rhein, Ruprecht, zum neuen König gewählt. Seine Machtbasis und Ressourcen waren jedoch viel zu gering, um eine wirkungsvolle Regierungstätigkeit entfalten zu können, zumal die Luxemburger sich mit dem Verlust der Königswürde nicht abfanden. Nach Ruprechts Tod 1410 gelangte schließlich mit Sigismund, der bereits seit 1387 König von Ungarn war, der letzte Luxemburger auf den Thron. Sigismund hatte mit erheblichen Problemen zu kämpfen, zumal er im Reich über keine Hausmacht mehr verfügte, erlangte aber 1433 die Kaiserwürde. Der politische Aktionsradius Sigismunds reichte bis weit in den Balkanraum und nach Osteuropa hinein.
Hinzu traten in dieser Zeit kirchenpolitische Probleme wie das Abendländische Schisma, das erst unter Sigismund unter Rückgriff auf den Konziliarismus beseitigt werden konnte. Ab 1419 stellten die Hussitenkriege eine große Herausforderung dar. Die zuvor wirtschaftlich blühenden Länder der böhmischen Krone wurden dadurch weithin verwüstet und die angrenzenden Fürstentümer fanden sich in einer stetigen Bedrohung durch hussitische Militärkampagnen. Die Auseinandersetzungen endeten 1436 mit den Basler Kompaktaten, die die utraquistische Kirche im Königreich Böhmen und in der Markgrafschaft Mähren anerkannten. Der Kampf gegen die böhmischen Häresien führte zu einer Verbesserung der Beziehungen zwischen dem Papst und dem Kaiser.
Mit dem Tod Sigismunds 1437 erlosch das Haus Luxemburg in direkter Linie. Die Königswürde ging auf Sigismunds Schwiegersohn Albrecht II. und damit auf die Habsburger über, die sie fast durchgehend bis zum Ende des Reiches behaupten konnten. Friedrich III. hielt sich längere Zeit aus den direkten Reichsgeschäften weitgehend heraus und hatte politisch mit einigen Problemen zu kämpfen, wie dem Konflikt mit dem ungarischen König Matthias Corvinus. Friedrich sicherte aber letztlich die habsburgische Machtstellung im Reich, die habsburgischen Ansprüche auf größere Teile des zerfallenen Herrschaftskomplexes des Hauses Burgund und die Königsnachfolge für seinen Sohn Maximilian. Das Reich durchlief in dieser Zeit zudem einen Struktur- und Verfassungswandel, in einem Prozess „gestalteter Verdichtung“ (Peter Moraw) wurden die Beziehungen zwischen den Reichsgliedern und dem Königtum enger.

### Frühe Neuzeit

#### Reichsreform
Von Historikern wird das frühneuzeitliche Kaisertum des Reiches als Neuanfang und Neuaufbau angesehen und keinesfalls als Widerschein der staufischen hochmittelalterlichen Herrschaft. Denn der Widerspruch zwischen der beanspruchten Heiligkeit, dem globalen Machtanspruch des Reiches und den realen Möglichkeiten des Kaisertums war in der zweiten Hälfte des 15. Jahrhunderts zu deutlich geworden. Dies löste eine publizistisch unterstützte Reichsverfassungsbewegung aus, die zwar die alten „heilen Zustände“ wieder aufleben lassen sollte, letztendlich aber zu durchgreifenden Innovationen führte.
Unter den Habsburgern Maximilian I. und Karl V. kam das Kaisertum nach seinem Niedergang wieder zu Anerkennung, das Amt des Kaisers wurde fest mit der neu geschaffenen Reichsorganisation verbunden. Der Reformbewegung entsprechend initiierte Maximilian 1495 eine umfassende Reichsreform, die einen Ewigen Landfrieden, eines der wichtigsten Vorhaben der Reformbefürworter, und eine reichsweite Steuer, den Gemeinen Pfennig, vorsah. Zwar gelang es nicht vollständig, diese Reformen umzusetzen, denn von den Institutionen, die aus ihr hervorgingen, hatten nur die neugebildeten Reichskreise und das Reichskammergericht Bestand. Dennoch war die Reform die Grundlage für das neuzeitliche Reich. Es erhielt mit ihr ein wesentlich präziseres Regelsystem und ein institutionelles Gerüst. So förderte etwa die Möglichkeit, vor dem Reichskammergericht einen Untertanenprozess gegen seine Landesherrschaft anzustrengen, friedliche Konfliktlösungen im Reich. Das nunmehr festgelegte Zusammenspiel zwischen Kaiser und Reichsständen sollte prägend für die Zukunft werden. Der Reichstag bildete sich ebenfalls zu jener Zeit heraus und war bis zu seinem Ende das zentrale politische Forum des Reiches.

#### Reformation und Religionsfrieden
Setzen demnach, ordnen, wöllen und gebieten. daß hinfüro niemands, was Würden, Stands oder Wesen der sey, um keinerley Ursachen willen, wie die Namen, haben möchten, auch in was gesuchtem Schein das geschehe, den andern bevehden, bekriegen, berauben, fahen, überziehen, belägern, auch darzu für sich selbs oder jemands andern von seinetwegen nit dienen, noch einig Schloß, Städt, Marckt, Befestigung, Dörffer, Höffe und Weyler absteigen oder ohn des andern Willen mit gewaltiger That freventlich einnehmen oder gefährlich mit Brand oder in andere Wege beschädigen
Die erste Hälfte des 16. Jahrhunderts war auf der einen Seite geprägt durch eine weitere Verrechtlichung und damit eine weitere Verdichtung des Reiches, so beispielsweise durch Erlasse von Reichspolizeiordnungen 1530 und 1548 und der Constitutio Criminalis Carolina im Jahre 1532. Auf der anderen Seite wirkte die in dieser Zeit durch die Reformation entstandene Glaubensspaltung desintegrierend. Dass sich einzelne Regionen und Territorien von der alten römischen Kirche abwandten, stellte das Reich, nicht zuletzt wegen seines Heiligkeitsanspruches, vor eine Zerreißprobe.
Das Wormser Edikt von 1521, in dem die Reichsacht (nach dem päpstlichen Kirchenbann Decet Romanum Pontificem) über Martin Luther quasi obligatorisch verhängt wurde, bot noch keinerlei Spielräume für eine reformationsfreundliche Politik. Da das Edikt nicht im ganzen Reich beachtet wurde, wichen schon die Entscheidungen der nächsten Reichstage davon ab. Die meist ungenauen und zweideutigen Kompromissformeln der Reichstage waren Anlass für neuen juristischen Streit. So erklärte beispielsweise der Nürnberger Reichstag von 1524, alle sollten das Wormser Edikt, so vil inen muglich sei, befolgen. Eine endgültige Friedenslösung konnte allerdings nicht gefunden werden, man hangelte sich von einem meist zeitlich befristeten Kompromiss zum nächsten.
Befriedigend war diese Situation für keine der beiden Seiten. Die evangelische Seite besaß keine Rechtssicherheit und lebte mehrere Jahrzehnte in der Angst vor einem Religionskrieg. Die katholische Seite, insbesondere Kaiser Karl V., wollte eine dauerhafte Glaubensspaltung des Reiches nicht hinnehmen. Karl V., der anfangs den Fall Luther nicht richtig ernst nahm und seine Tragweite nicht erkannte, wollte diese Situation nicht akzeptieren, da er sich, wie die mittelalterlichen Herrscher, als Wahrer der einen wahren Kirche ansah. Das universale Kaisertum brauchte die universale Kirche; seine Kaiserkrönung in Bologna 1530 sollte jedoch die letzte sein, die ein Papst vollzog.

Gründungsmitglieder (hell lila) und nach der Gründung beigetretene Mitglieder (lila) des Schmalkaldischen Bundes

Nach langem Zögern verhängte Karl im Sommer 1546 über die Anführer des evangelischen Schmalkaldischen Bundes die Reichsacht und leitete die militärische Reichsexekution ein. Diese Auseinandersetzung ging als Schmalkaldischer Krieg von 1546/47 in die Geschichte ein. Nach dem Sieg des Kaisers mussten die protestantischen Fürsten auf dem Geharnischten Augsburger Reichstag von 1548 das so genannte Augsburger Interim annehmen, das ihnen immerhin den Laienkelch und die Priesterehe zugestand. Dieser für die protestantischen Reichsstände recht glimpfliche Ausgang des Krieges war dem Umstand geschuldet, dass Karl neben religionspolitischen Zielen auch verfassungspolitische verfolgte, die zu einem Aushebeln der ständischen Verfassung und einer Quasi-Zentralregierung des Kaisers geführt hätten. Diese zusätzlichen Ziele brachten ihm den Widerstand der katholischen Reichsstände ein, so dass keine für ihn befriedigende Lösung der Religionsfrage möglich wurde.
Die religiösen Auseinandersetzungen im Reich waren in die Konzeption Karls V. eines umfassenden habsburgischen Reiches eingebunden, einer monarchia universalis, die Spanien, die österreichischen Erblande und das Heilige Römische Reich umfassen sollte. Es gelang ihm aber weder, das Kaisertum erblich zu machen, noch die Kaiserkrone zwischen der österreichischen und spanischen Linie der Habsburger hin- und herwechseln zu lassen. Gleichzeitig befand sich Karl im Konflikt mit Frankreich, der vor allem in Italien ausgetragen wurde, während die Türken nach 1526 Ungarn eroberten. Die militärischen Konflikte banden erhebliche Ressourcen.
Der Fürstenkrieg des sächsischen Kurfürsten Moritz von Sachsen gegen Karl und der daraus resultierende Passauer Vertrag von 1552 zwischen den Kriegsfürsten und dem späteren Kaiser Ferdinand I. waren erste Schritte hin zu einem dauerhaften Religionsfrieden im Reich, was 1555 zum Augsburger Reichs- und Religionsfrieden führte. Der damit zumindest vorerst erfolgte Ausgleich wurde auch durch die dezentralisierte Herrschaftsstruktur des Reichs ermöglicht, wo die Interessen der Landesherren und des Kaisertums immer wieder eine Konsensfindung notwendig machten, wohingegen es in Frankreich mit seiner zentralisierten Königsmacht während des 16. Jahrhunderts zu einem blutigen Kampf zwischen dem katholischen Königtum und einzelnen protestantischen Anführern kam.

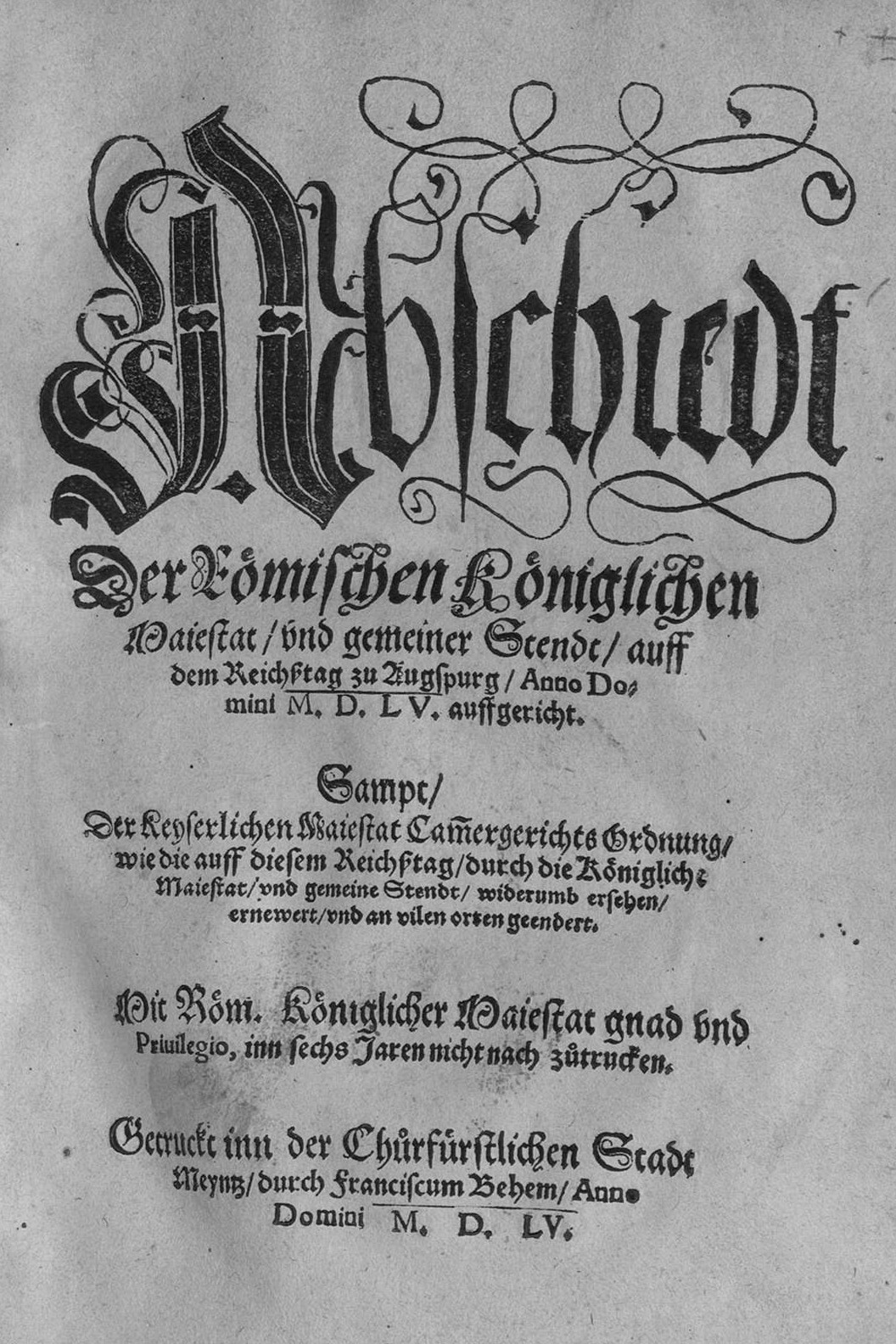
Titelseite des Drucks des Reichsabschieds von Augsburg, Mainz 1555

Der Frieden von Augsburg war aber nicht nur als Religionsfrieden wichtig, er besaß auch eine bedeutsame verfassungspolitische Rolle, indem durch die Schaffung der Reichsexekutionsordnung wichtige verfassungspolitische Weichenstellungen getroffen wurden. Diese Schritte waren durch den im fränkischen Raum von 1552 bis 1554 tobenden Zweiten Markgrafenkrieg des Kulmbacher Markgrafen Albrecht Alcibiades von Brandenburg-Kulmbach notwendig geworden. Albrecht erpresste Geld und sogar Gebiete von verschiedenen fränkischen Reichsgebieten. Kaiser Karl V. verurteilte dies nicht, er nahm Albrecht sogar in seine Dienste und legitimierte damit den Bruch des Ewigen Landfriedens. Da sich die betroffenen Territorien weigerten, den vom Kaiser bestätigten Raub ihrer Gebiete hinzunehmen, verwüstete Albrecht deren Land. Im nördlichen Reich formierten sich derweilen Truppen unter Moritz von Sachsen, um Albrecht zu bekämpfen. Ein Reichsfürst und später König Ferdinand, nicht der Kaiser hatten militärische Gegenmaßnahmen gegen den Friedensbrecher eingeleitet. Am 9. Juli 1553 kam es zur blutigsten Schlacht der Reformationszeit im Reich, der Schlacht bei Sievershausen, bei der Moritz von Sachsen starb.
Die auf dem Reichstag zu Augsburg 1555 beschlossene Reichsexekutionsordnung beinhaltete die verfassungsmäßige Schwächung der kaiserlichen Gewalt, die Verankerung des reichsständischen Prinzips und die volle Föderalisierung des Reiches. Die Reichskreise und lokalen Reichsstände erhielten neben ihren bisherigen Aufgaben auch die Zuständigkeit für die Durchsetzung der Urteile und die Besetzung der Beisitzer des Reichskammergerichtes. Außerdem erhielten sie neben dem Münzwesen weitere wichtige, bisher kaiserliche Aufgaben. Da sich der Kaiser als unfähig und zu schwach erwiesen hatte, eine seiner wichtigsten Aufgaben, die Friedenswahrung, wahrzunehmen, wurde dessen Rolle nunmehr durch die in den Reichskreisen verbundenen Reichsstände ausgefüllt.
Ebenso wichtig wie die Exekutionsordnung war der am 25. September 1555 verkündete Religionsfrieden, mit dem die Idee eines konfessionell einheitlichen Reiches aufgegeben wurde. Die Landesherren erhielten das Recht, die Konfession ihrer Untertanen zu bestimmen, prägnant zusammengefasst in der Formel wessen Herrschaft, dessen Religion. In protestantischen Gebieten ging die geistliche Gerichtsbarkeit auf die Landesherren über, wodurch diese zu einer Art geistlichen Oberhauptes ihres Territoriums wurden. Weiterhin wurde festgelegt, dass geistliche Reichsstände, also Erzbischöfe, Bischöfe und Reichsprälaten, katholisch bleiben mussten. Diese und einige weitere Festlegungen führten zwar zu einer friedlichen Lösung des Religionsproblems, manifestierten aber auch die zunehmende Spaltung des Reiches und führten mittelfristig zu einer Blockade der Reichsinstitutionen.
Nach dem Reichstag von Augsburg trat Kaiser Karl V. von seinem Amt zurück und übergab die Macht an seinen Bruder, den römisch-deutschen König Ferdinand I. Karls Politik innerhalb und außerhalb des Reiches war endgültig gescheitert. Ferdinand beschränkte die Herrschaft des Kaisers wieder auf Deutschland, und es gelang ihm, die Reichsstände wieder in eine engere Verbindung mit dem Kaisertum zu bringen und dieses damit wieder zu stärken. Deshalb wird Ferdinand vielfach als der Gründer des neuzeitlichen deutschen Kaisertums bezeichnet.

#### Konfessionalisierung und Dreißigjähriger Krieg

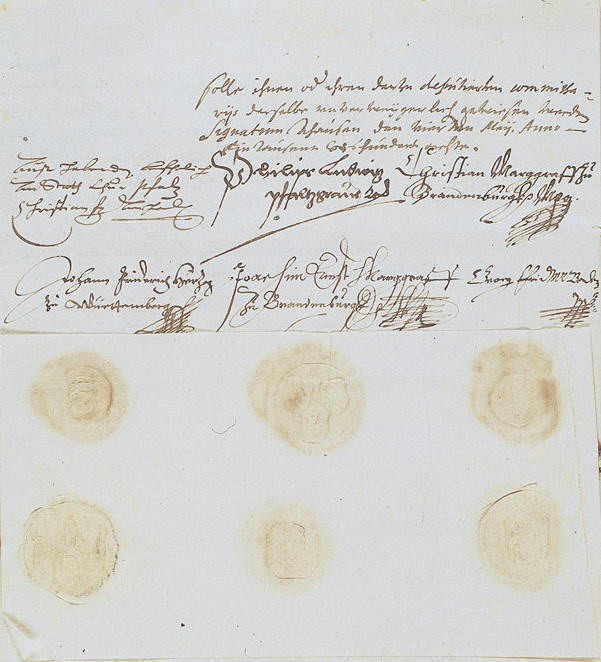
Gründungsurkunde der protestantischen Union vom 14. Mai 1608 (heute im Bayerischen Hauptstaatsarchiv)

Bis Anfang der 1580er Jahre gab es im Reich eine Phase ohne größere kriegerische Auseinandersetzungen. Der Religionsfrieden wirkte stabilisierend und auch die Reichsinstitutionen wie Reichskreise und Reichskammergericht entwickelten sich zu wirksamen und anerkannten Instrumenten der Friedenssicherung. In dieser Zeit vollzog sich aber die sogenannte Konfessionalisierung, das heißt die Verfestigung und Abgrenzung der drei Konfessionen Protestantismus, Calvinismus und Katholizismus zueinander. Die damit einhergehende Herausbildung frühmoderner Staatsformen in den Territorien brachte dem Reich Verfassungsprobleme. Die Spannungen nahmen derart zu, dass das Reich und seine Institutionen ihre über den Konfessionen stehende Schlichterfunktion nicht mehr wahrnehmen konnten und Ende des 16. Jahrhunderts faktisch blockiert waren. Bereits ab 1588 war das Reichskammergericht nicht mehr handlungsfähig.
Da die protestantischen Stände am Beginn des 17. Jahrhunderts auch den ausschließlich durch den katholischen Kaiser besetzten Reichshofrat nicht mehr anerkannten, eskalierte die Situation weiter. Gleichzeitig spalteten sich das Kurfürstenkolleg und die Reichskreise in konfessionelle Gruppierungen. Ein Reichsdeputationstag im Jahr 1601 scheiterte an den Gegensätzen zwischen den Parteien und 1608 wurde ein Reichstag in Regensburg ohne Reichsabschied beendet, da die calvinistische Kurpfalz, deren Bekenntnis vom Kaiser nicht anerkannt wurde, und andere protestantische Stände diesen verlassen hatten.

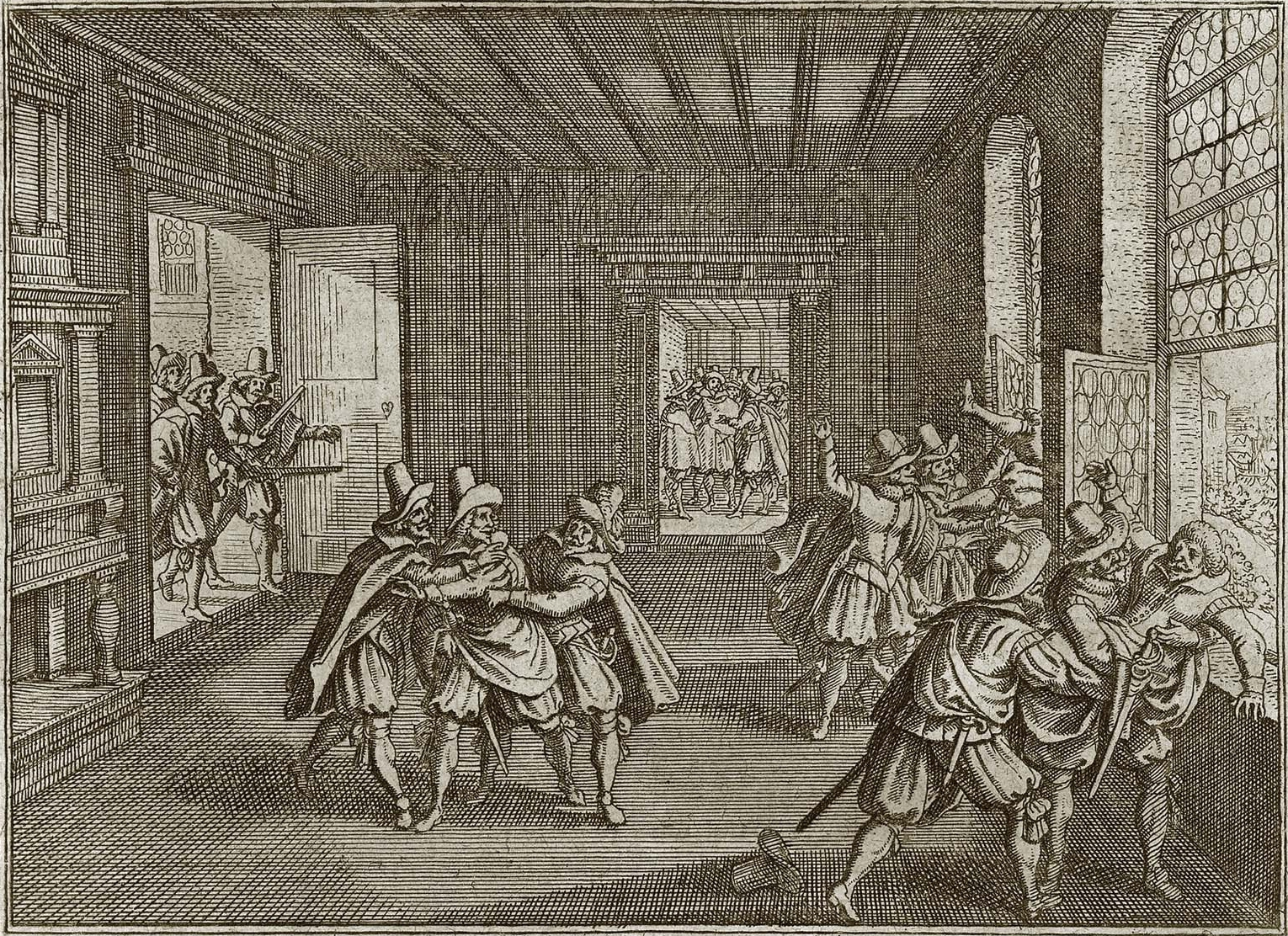
Der Prager Fenstersturz war ein Auslöser, aber nicht die Ursache des Krieges. Diese bekannteste Darstellung des Fenstersturzes stammt aus dem Theatrum Europaeum (1662).

Das Heilige Römische Reich im Jahr 1618

Da das Reichssystem weitestgehend blockiert und der Friedensschutz vermeintlich nicht mehr gegeben war, gründeten sechs protestantische Fürsten am 14. Mai 1608 die Protestantische Union. Weitere Fürsten und Reichsstädte schlossen sich später der Union an, der jedoch Kursachsen und die norddeutschen Fürsten fernblieben. Als Reaktion auf die Union gründeten katholische Fürsten und Städte am 10. Juli 1609 die katholische Liga. Die Liga wollte das bisherige Reichssystem aufrechterhalten und das Übergewicht des Katholizismus im Reich bewahren. Das Reich und seine Institutionen waren damit endgültig blockiert und handlungsunfähig geworden.
Der Prager Fenstersturz war dann der Auslöser für den großen Krieg, in dem der Kaiser anfangs große militärische Erfolge erzielte und auch versuchte, diese reichspolitisch für seine Machtstellung gegenüber den Reichsständen auszunutzen. So ächtete Kaiser Ferdinand II. 1621 aus eigenem Machtanspruch den pfälzischen Kurfürsten und böhmischen König Friedrich V. und übertrug die Kurwürde auf Maximilian I. von Bayern. Ferdinand war zuvor von allen, auch den protestantischen, Kurfürsten am 19. August 1619 trotz des beginnenden Krieges zum Kaiser gewählt worden.
Der Erlass des Restitutionsediktes am 6. März 1629 war der letzte bedeutende Gesetzesakt eines Kaisers im Reich und entsprang genauso wie die Ächtung Friedrichs V. dem kaiserlichen Machtanspruch. Dieses Edikt verlangte die Umsetzung des Augsburger Reichsfriedens nach katholischer Interpretation. Dementsprechend waren alle seit dem Passauer Vertrag durch die protestantischen Landesherren säkularisierten Erz- und Hochstifte und Bistümer an die Katholiken zurückzugeben. Dies hätte neben der Rekatholisierung großer protestantischer Gebiete eine wesentliche Stärkung der kaiserlichen Machtposition bedeutet, da bisher religionspolitische Fragen vom Kaiser gemeinsam mit den Reichsständen und Kurfürsten entschieden worden waren. Dagegen bildete sich eine konfessionsübergreifende Koalition der Kurfürsten. Sie wollten nicht hinnehmen, dass der Kaiser ohne ihre Zustimmung solch ein einschneidendes Edikt erließ.
Die Kurfürsten zwangen den Kaiser auf dem Regensburger Kurfürstentag 1630 unter der Führung des neuen katholischen Kurfürsten Maximilian I. den kaiserlichen Generalissimus Wallenstein zu entlassen und einer Überprüfung des Ediktes zuzustimmen. Ebenfalls 1630 trat Schweden auf Seiten der protestantischen Reichsstände in den Krieg ein. Nachdem die kaiserlichen Truppen Schweden einige Jahre unterlegen gewesen waren, gelang es dem Kaiser durch den Sieg in der Schlacht bei Nördlingen 1634 nochmals die Oberhand zu gewinnen. Im darauffolgenden Prager Frieden zwischen dem Kaiser und Kursachsen von 1635 musste Ferdinand zwar das Restitutionsedikt für vierzig Jahre, vom Stand von 1627 ausgehend, aussetzen. Aber das Reichsoberhaupt ging aus diesem Frieden gestärkt hervor, da bis auf den Kurverein alle reichsständischen Allianzen für aufgelöst erklärt wurden und dem Kaiser der Oberbefehl über die Reichsarmee zugebilligt wurde. Diese Stärkung des Kaisers nahmen aber auch die Protestanten hin. Das religionspolitische Problem des Restitutionsediktes war faktisch um 40 Jahre vertagt worden, da sich der Kaiser und die meisten Reichsstände darin einig waren, dass die politische Einigung des Reiches, die Säuberung des Reichsgebietes von fremden Mächten und die Beendigung des Krieges am vordringlichsten seien.
Nach dem offenen Kriegseintritt Frankreichs, der erfolgte, um eine starke kaiserlich-habsburgische Macht in Deutschland zu verhindern, verschoben sich die Gewichte wieder zu Ungunsten des Kaisers. Spätestens hier war aus dem ursprünglichen teutschen Konfessionskrieg innerhalb des Reiches ein europäischer Hegemonialkampf geworden. Der Krieg ging also weiter, da die konfessions- und verfassungspolitischen Probleme, die zumindest provisorisch im Prager Frieden geklärt worden waren, für die sich auf Reichsgebiet befindlichen Mächte Schweden und Frankreich nebenrangig waren. Außerdem wies der Frieden von Prag wie bereits angedeutet schwere Mängel auf, so dass auch die reichsinternen Auseinandersetzungen weitergingen.
Ab 1641 begannen einzelne Reichsstände Separatfrieden zu schließen, da sich in dem Gestrüpp aus konfessioneller Solidarität, traditioneller Bündnispolitik und aktueller Kriegslage kaum mehr eine breit angelegte Gegenwehr des Reiches organisieren ließ. Den Anfang machte im Mai 1641 als erster größerer Reichsstand der Kurfürst von Brandenburg. Dieser schloss Frieden mit Schweden und entließ seine Armee, was nach den Bestimmungen des Prager Friedens nicht möglich war, da diese nominell zur Reichsarmee gehörte. Andere Reichsstände folgten; so schloss 1645 Kursachsen Frieden mit Schweden und 1647 Kurmainz mit Frankreich.
Gegen den Willen des Kaisers, seit 1637 Ferdinand III., der ursprünglich das Reich bei den sich nun anbahnenden Friedensgesprächen in Münster und Osnabrück entsprechend dem Frieden von Prag allein vertreten wollte, wurden die Reichsstände, die von Frankreich unterstützt auf ihre Libertät pochten, zu den Unterredungen zugelassen. Dieser als Admissionsfrage bezeichnete Streit hebelte das System des Prager Friedens mit der starken Stellung des Kaisers endgültig aus. Ferdinand wollte ursprünglich in den westfälischen Verhandlungen nur die europäischen Fragen klären und Frieden mit Frankreich und Schweden schließen und die deutschen Verfassungsprobleme auf einem anschließenden Reichstag behandeln, auf dem er als glorioser Friedensbringer hätte auftreten können. Auf diesem Reichstag wiederum hätten die fremden Mächte nichts zu suchen gehabt.

#### Westfälischer Frieden
Es möge ein christlicher allgemeiner und immerwährender Friede herrschen […] und es soll dieser aufrichtig und ernstlich eingehalten und beachtet werden, auf daß jeder Teil Nutzen, Ehre und Vorteil des anderen fördere und daß sowohl auf Seiten des gesamten Römischen Reiches mit dem Königreich Schweden als auch auf Seiten des Königreichs Schweden mit dem Römischen Reiche treue Nachbarschaft, wahrer Friede und echte Freundschaft neu erwachsen und erblühen möge.

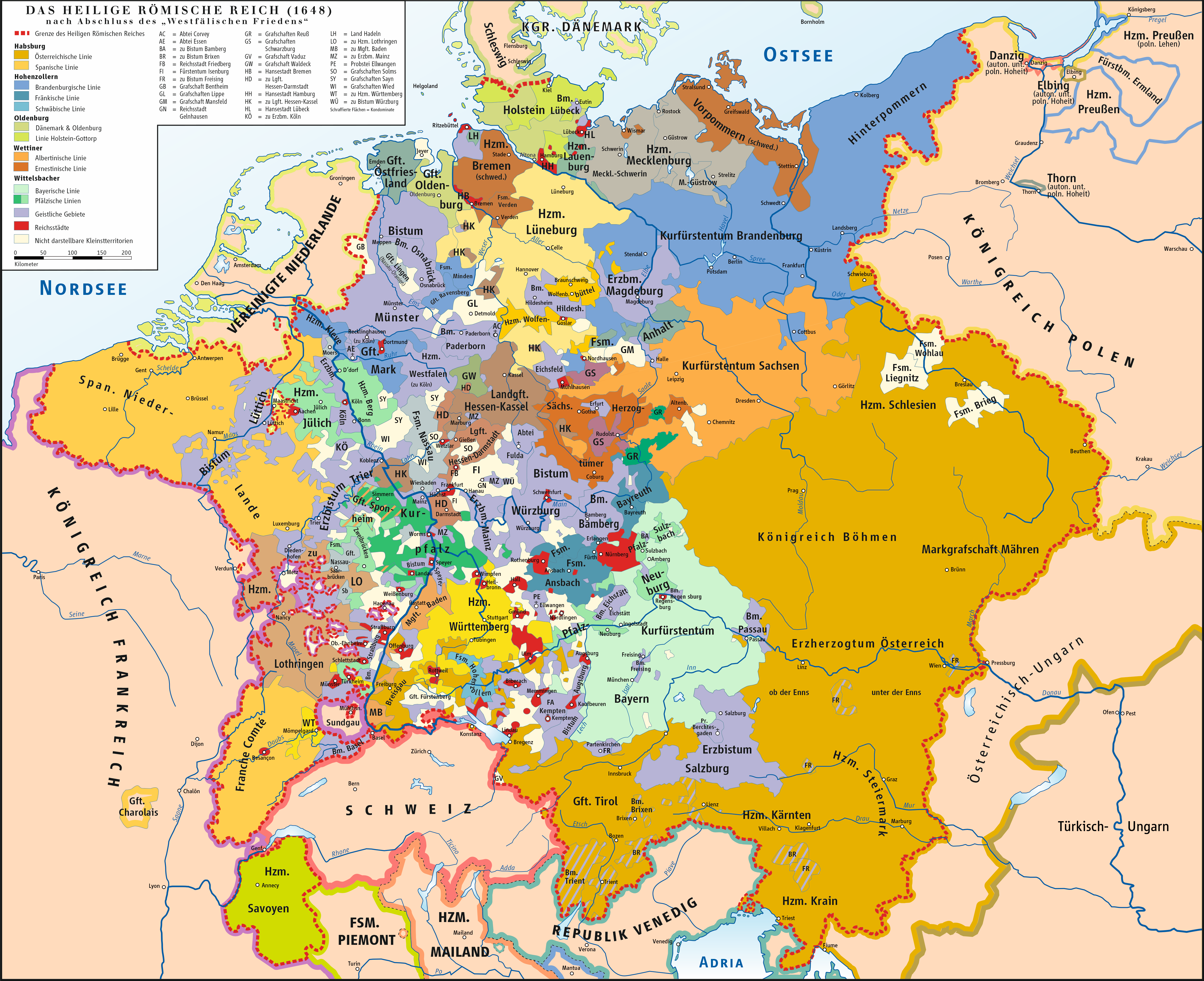
Das Heilige Römische Reich nach dem Westfälischen Frieden 1648 (in lila geistliche Territorien, in rot die Reichsstädte).

Der Kaiser, Schweden und Frankreich verständigten sich 1641 in Hamburg auf Friedensverhandlungen, währenddessen die Kampfhandlungen weitergingen. Die Verhandlungen begannen 1642/43 parallel in Osnabrück zwischen dem Kaiser, den evangelischen Reichsständen und Schweden und in Münster zwischen dem Kaiser, den katholischen Reichsständen und Frankreich. Dass der Kaiser das Reich nicht allein repräsentierte, war eine symbolisch wichtige Niederlage. Die aus dem Frieden von Prag gestärkt hervorgegangene kaiserliche Macht stand wieder zur Disposition. Die Reichsstände gleich welcher Konfession hielten die Prager Ordnung für so gefährlich, dass sie ihre Rechte besser gewahrt sahen, wenn sie nicht allein dem Kaiser gegenübersaßen, sondern die Verhandlungen über die Reichsverfassung unter den Augen des Auslands stattfanden. Dies kam aber auch Frankreich sehr entgegen, das die Macht der Habsburger unbedingt einschränken wollte und sich deshalb für die Beteiligung der Reichsstände starkmachte.
Beide Verhandlungsstädte und die Verbindungswege zwischen ihnen waren vorab für entmilitarisiert erklärt worden (was aber nur für Osnabrück vollzogen wurde) und alle Gesandtschaften erhielten freies Geleit. Zur Vermittlung reisten Delegationen der Republik Venedig, des Papstes und aus Dänemark an und Vertreter weiterer europäischer Mächte strömten nach Westfalen. Am Ende waren alle europäischen Mächte, bis auf das Osmanische Reich, Russland und England, an den Verhandlungen beteiligt. Die Verhandlungen in Osnabrück wurden neben den Verhandlungen zwischen dem Reich und Schweden faktisch zu einem Verfassungskonvent, auf dem die verfassungs- und religionspolitischen Probleme behandelt wurden. In Münster verhandelte man über die europäischen Rahmenbedingungen. Weiterhin wurde hier der Friede von Münster zwischen Spanien und der Republik der Niederlande ausgehandelt.
Bis zum Ende des 20. Jahrhunderts wurde der Westfälische Frieden als zerstörerisch für das Reich angesehen. Fritz Hartung begründete dies mit dem Argument, der Friedensschluss habe dem Kaiser jegliche Handhabe genommen und den Reichsständen fast unbegrenzte Handlungsfreiheit gewährt, das Reich sei durch diesen „zersplittert“, „zerbröckelt“ – es handle sich mithin um ein „nationales Unglück“. Nur die religionspolitische Frage sei gelöst worden, das Reich aber in eine Erstarrung verfallen, die letztendlich zu dessen Zerfall geführt habe.

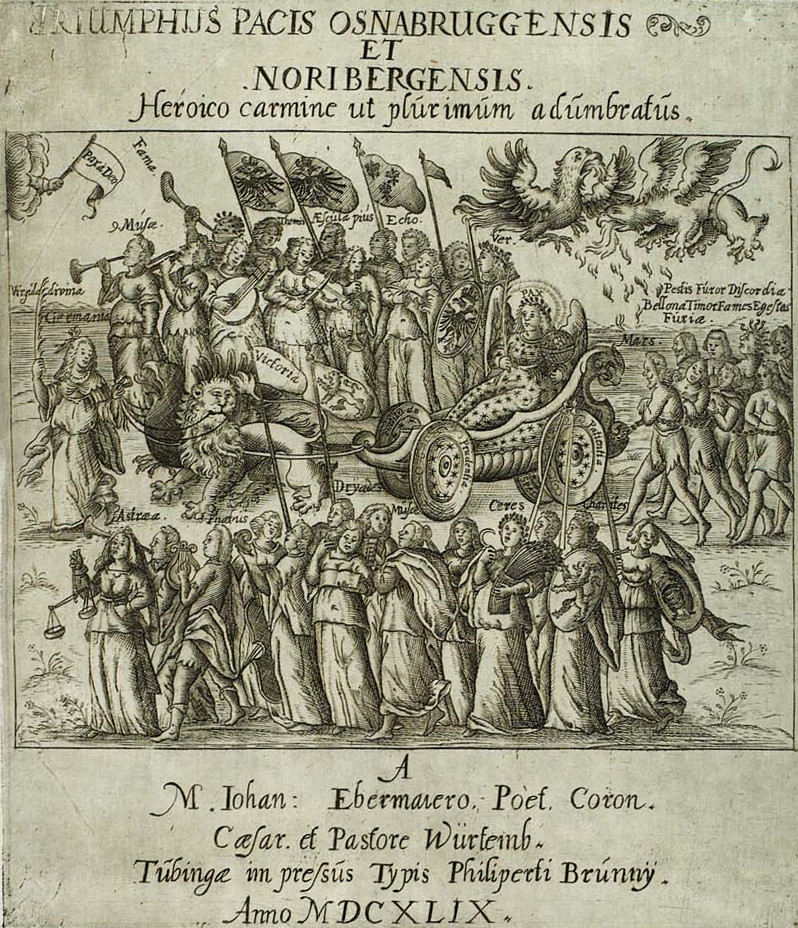
Allegorische Darstellung des Westfälischen Friedens: Germania führt den vom habsburgischen Löwen und vom Adler des Reiches gezogenen Wagen, in dem ein Friedensengel sitzt; an den Wagen gekettet ist der Kriegsgott Mars (Triumphus Pacis Osnabruggensis et Noribergensis, Tübingen 1649).

In der Zeit direkt nach dem Westfälischen Frieden, und auch noch während des 18. Jahrhunderts, wurde der Friedensschluss hingegen ganz anders gesehen. Er wurde mit großer Freude begrüßt und galt als neues Grundgesetz, das überall da gelte, wo der Kaiser mit seinen Vorrechten und als Symbol der Einheit des Reiches anerkannt werde. Der Frieden stellte durch seine Bestimmungen die Territorialherrschaften und die verschiedenen Konfessionen auf eine einheitliche rechtliche Basis und schrieb die nach der Verfassungskrise Anfang des 16. Jahrhunderts geschaffenen und bewährten Mechanismen fest und verwarf diejenigen des Prager Friedens. Georg Schmidt schreibt zusammenfassend:

„Der Frieden hat weder die staatliche Zersplitterung noch den fürstlichen Absolutismus hervorgebracht. […] Der Friede betonte die ständische Freiheit, machte aus den Ständen aber keine souveränen Staaten.“

Allen Reichsständen wurden zwar die vollen landeshoheitlichen Rechte zugesprochen und das im Prager Frieden annullierte Bündnisrecht wieder zuerkannt. Damit war aber nicht die volle Souveränität der Territorien gemeint, was sich auch daran erkennen lässt, dass dieses Recht im Vertragstext inmitten anderer schon länger ausgeübter Rechte aufgeführt wird. Das Bündnisrecht – auch dies widerspricht einer vollen Souveränität der Territorien des Reiches – durfte sich nicht gegen Kaiser und Reich, den Landfrieden oder gegen diesen Vertrag richten und war nach Meinung zeitgenössischer Rechtsgelehrter sowieso ein althergebrachtes Gewohnheitsrecht (siehe auch den Abschnitt Herkommen und Gewohnheitsrecht) der Reichsstände, das im Vertrag nur schriftlich fixiert wurde.
Im religionspolitischen Teil entzogen sich die Reichsstände praktisch selbst die Befugnis, die Konfession ihrer Untertanen zu bestimmen. Zwar wurde der Augsburger Religionsfrieden als Ganzes bestätigt und für unantastbar erklärt, die strittigen Fragen wurden aber neu geregelt und Rechtsverhältnisse auf den Stand des 1. Januar 1624 fixiert beziehungsweise auf den Stand an diesem Stichtag zurückgesetzt. Alle Reichsstände mussten so beispielsweise die beiden anderen Konfessionen dulden, falls diese bereits 1624 auf ihrem Territorium existierten. Jeglicher Besitz musste an den damaligen Besitzer zurückgegeben werden und alle späteren anderslautenden Bestimmungen des Kaisers, der Reichsstände oder der Besatzungsmächte wurden für null und nichtig erklärt.
Der zweite Religionsfrieden hat sicherlich keinerlei Fortschritte für den Toleranzgedanken oder für die individuellen Religionsrechte oder sogar die Menschenrechte gebracht. Das war aber auch nicht dessen Ziel. Er sollte durch die weitere Verrechtlichung friedensstiftend wirken. Frieden und nicht Toleranz oder Säkularisierung war das Ziel. Dass dies trotz aller Rückschläge und gelegentlicher Todesopfer bei späteren religiösen Auseinandersetzungen gelang, ist offensichtlich.
Die Verträge von Westfalen haben dem Reich nach dreißig Jahren den langersehnten Frieden gebracht. Das Reich verlor einige Gebiete an Frankreich und entließ faktisch die Niederlande und die Alte Eidgenossenschaft aus dem Reichsverband. Ansonsten änderte sich im Reich nicht viel, das Machtsystem zwischen Kaiser und Reichsständen wurde neu austariert, ohne die Gewichte im Vergleich zur Situation vor dem Krieg stark zu verschieben und die Reichspolitik wurde nicht entkonfessionalisiert, sondern nur der Umgang der Konfessionen neu geregelt. Weder wurde

„[der] Reichsverband zur Erstarrung verdammt noch gesprengt – das sind lange Zeit inbrünstig gehegte Forschungsmythen. Nüchtern betrachtet, verliert der Westfälische Frieden, dieses angebliche nationale Unglück, viel von seinem Schrecken, aber auch viel von seinem vermeintlich epochalen Charakter. Dass er Reichsidee und Kaisertum zerstört habe, das ist das krasseste aller kursierenden Fehlurteile über den Westfälischen Frieden.“

#### Bis Mitte des 18. Jahrhunderts
Nach dem Westfälischen Frieden drängte eine Gruppe von Fürsten, zusammengeschlossen im Fürstenverein, auf radikale Reformen im Reich, die insbesondere die Vorherrschaft der Kurfürsten beschränken und das Königswahlprivileg auch auf andere Reichsfürsten ausdehnen sollten. Auf dem Reichstag von 1653/54, der nach den Bestimmungen des Friedens viel früher hätte stattfinden sollen, konnte sich diese Minderheit aber nicht durchsetzen. Im Reichsabschied dieses Reichstages, genannt der Jüngste – dieser Reichstag war der letzte vor der Permanenz des Gremiums – wurde beschlossen, dass die Untertanen ihren Herren Steuern zahlen müssten, damit diese Truppen unterhalten könnten. Dies führte oft zur Bildung stehender Heere in verschiedenen größeren Territorien. Diese wurden als Armierte Reichsstände bezeichnet.
Auch zerfiel das Reich nicht, da zu viele Stände ein Interesse an einem Reich hatten, das ihren Schutz gewährleisten konnte. Diese Gruppe umfasste besonders die kleineren Stände, die praktisch nie zu einem eigenen Staat werden konnten. Auch die aggressive, expansive Politik Frankreichs an der Westgrenze des Reiches und die Türkengefahr im Osten machten nahezu allen Ständen die Notwendigkeit eines hinlänglich geschlossenen Reichsverbandes und einer handlungsfähigen Reichsspitze deutlich.

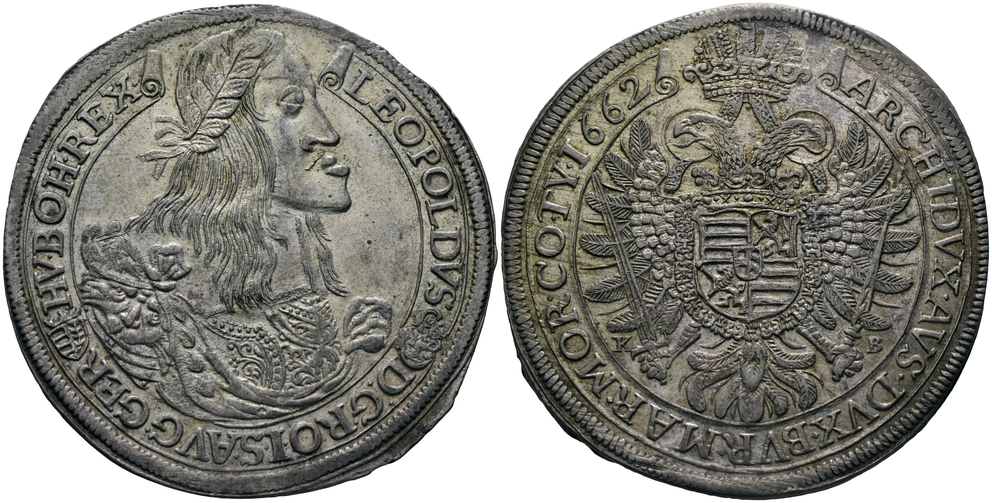
Sogenannter Banderolentaler Leopolds I. von 1662 aus der Münzstätte Kremnitz

Seit 1658 herrschte Kaiser Leopold I., dessen Wirken erst seit den 1990er Jahren genauer untersucht wird, im Reich. Sein Wirken wird als klug und weitsichtig beschrieben, und gemessen an der Ausgangslage nach dem Krieg und dem Tiefpunkt des kaiserlichen Ansehens war es auch außerordentlich erfolgreich. Leopold gelang es durch die Kombination verschiedener Herrschaftsinstrumente, neben den kleineren auch die größeren Reichsstände wieder an die Reichsverfassung und an das Kaisertum zu binden. Hervorzuheben sind hier insbesondere seine Heiratspolitik, das Mittel der Standeserhöhungen und die Verleihung allerlei wohlklingender Titel. Dennoch verstärkten sich die zentrifugalen Kräfte des Reiches. Hierbei sticht insbesondere die Verleihung der neunten Kurwürde an Ernst August von Hannover 1692 hervor. Ebenso in diese Kategorie fällt das Zugeständnis an den brandenburgischen Kurfürsten Friedrich III., sich 1701 für das nicht zum Reich gehörende Herzogtum Preußen zum König in Preußen krönen zu dürfen.
Nach 1648 wurde die Position der Reichskreise weiter gestärkt und ihnen eine entscheidende Rolle in der Reichskriegsverfassung zugesprochen. So beschloss der Reichstag 1681 auf Grund der Bedrohung des Reiches durch die Türken eine neue Reichskriegsverfassung, in der die Truppenstärke der Reichsarmee auf 40.000 Mann festgelegt wurde. Für die Aufstellung der Truppen sollten die Reichskreise zuständig sein. Der Immerwährende Reichstag bot dem Kaiser die Möglichkeit, die kleineren Reichsstände an sich zu binden und für die eigene Politik zu gewinnen. Auch durch die verbesserten Möglichkeiten der Schlichtung gelang es dem Kaiser seinen Einfluss auf das Reich wieder zu vergrößern.
Dass sich Leopold I. der Reunionspolitik des französischen Königs Ludwig XIV. entgegenstemmte und versuchte, die Reichskreise und -stände zum Widerstand gegen die französischen Annexionen von Reichsgebieten zu bewegen, zeigt, dass die Reichspolitik noch nicht, wie unter seinen Nachfolgern im 18. Jahrhundert, zum reinen Anhängsel der habsburgischen Großmachtpolitik geworden war. Auch gelang in dieser Zeit das Zurückdrängen der Großmacht Schweden aus den nördlichen Gebieten des Reiches im Schwedisch-Brandenburgischen Krieg und im Großen Nordischen Krieg.

#### Dualismus zwischen Preußen und Österreich

L’Empire d’Allemagne (Das Deutsche Reich), um 1710 von Nicolas de Fer. Karte des Reiches mit Kaiser Joseph I. und intern hervorgehobenen Grenzen der Reichskreise.

Ab 1740 begannen die beiden größten Territorialkomplexe des Reiches, das Erzherzogtum Österreich und Brandenburg-Preußen, immer mehr aus dem Reichsverband herauszuwachsen. Das Haus Österreich konnte nach dem Sieg über die Türken im Großen Türkenkrieg nach 1683 große Gebiete außerhalb des Reiches erwerben, wodurch sich der Schwerpunkt der habsburgischen Politik nach Südosten verschob. Dies wurde besonders unter den Nachfolgern Kaiser Leopolds I. deutlich. Ähnlich verhielt es sich mit Brandenburg-Preußen, auch hier befand sich ein Teil des Territoriums außerhalb des Reiches. Zur zunehmenden Rivalität, die das Reichsgefüge stark beanspruchte, traten jedoch noch Änderungen im Denken der Zeit hinzu.
War es bis zum Dreißigjährigen Krieg für das Ansehen eines Herrschers sehr wichtig, welche Titel er besaß und an welcher Position in der Hierarchie des Reiches und des europäischen Adels er stand, so traten nun andere Faktoren wie die Größe des Territoriums sowie die wirtschaftliche und militärische Macht stärker in den Vordergrund. Es setzte sich die Ansicht durch, dass nur die Macht, die aus diesen quantifizierbaren Angaben resultierte, tatsächlich zähle. Dies ist nach Ansicht von Historikern eine Spätfolge des großen Krieges, in dem altehrwürdige Titel, Ansprüche und Rechtspositionen insbesondere der kleineren Reichsstände fast keine Rolle mehr spielten und fingierten oder tatsächlichen Sachzwängen des Krieges untergeordnet wurden.
Diese Denkkategorien waren jedoch nicht mit dem bisherigen System des Reiches vereinbar, das dem Reich und allen seinen Mitgliedern einen rechtlichen Schutz des Status quo gewährleisten und sie vor einem Übergewicht an Macht schützen sollte. Dieser Konflikt zeigt sich unter anderem in der Arbeit des Reichstages. Seine Zusammensetzung unterschied zwar zwischen Kurfürsten und Fürsten, Hocharistokratie und städtischen Magistraten, katholisch und protestantisch, aber beispielsweise nicht zwischen Ständen, die ein stehendes Heer unterhielten, und denen, die schutzlos waren. Diese Diskrepanz zwischen tatsächlicher Macht und althergebrachter Hierarchie führte zum Verlangen der großen, mächtigen Stände nach einer Lockerung des Reichsverbandes.
Hinzu kam das Denken der Aufklärung, das den konservativen bewahrenden Charakter, die Komplexität, ja sogar die Idee des Reiches an sich hinterfragte und als „unnatürlich“ darstellte. Die Idee der Gleichheit der Menschen war nicht in Übereinstimmung zu bringen mit der Reichsidee, das Vorhandene zu bewahren und jedem Stand seinen zugewiesenen Platz im Gefüge des Reiches zu sichern.
Zusammengefasst lässt sich sagen, dass Brandenburg-Preußen und Österreich nicht mehr in den Reichsverband passten, nicht nur auf Grund der schieren Größe, sondern auch wegen der inneren Verfasstheit der beiden zu Staaten gewordenen Territorien. Beide hatten die ursprünglich auch in ihrem Inneren dezentral und ständisch geprägten Länder reformiert und den Einfluss der Landstände gebrochen. Nur so waren die verschiedenen ererbten und eroberten jeweiligen Länder sinnvoll zu verwalten und zu bewahren sowie ein stehendes Heer zu finanzieren. Den kleineren Territorien war dieser Reformweg verschlossen. Ein Landesherr, der Reformen dieses Ausmaßes unternommen hätte, wäre unweigerlich mit den Reichsgerichten in Konflikt geraten, da diese den Landständen beigestanden hätten, gegen deren Privilegien ein Landesherr hätte verstoßen müssen. Der Kaiser in seiner Rolle als österreichischer Landesherr hatte den von ihm besetzten Reichshofrat natürlich nicht so zu fürchten wie andere Landesherrn und in Berlin scherte man sich um die Reichsinstitutionen sowieso kaum. Eine Exekution der Urteile wäre faktisch nicht möglich gewesen. Auch diese andere innere Verfasstheit der beiden großen Mächte trug zur Entfremdung vom Reich bei.
Aus der als Dualismus zwischen Preußen und Österreich bezeichneten Rivalität erwuchsen im 18. Jahrhundert mehrere Kriege. Die zwei Schlesischen Kriege gewann Preußen und erhielt Schlesien, während der Österreichische Erbfolgekrieg zu Gunsten Österreichs endete. Während des Erbfolgekrieges kam mit Karl VII. ein Wittelsbacher auf den Thron, konnte sich aber ohne die Ressourcen einer Großmacht nicht durchsetzen, so dass nach seinem Tod 1745 mit Franz I. Stephan von Lothringen, dem Ehemann Maria Theresias, wieder ein Habsburger(-Lothringer) gewählt wurde.
Diese Auseinandersetzungen waren für das Reich verheerend. Preußen wollte das Reich nicht stärken, sondern für seine Zwecke gebrauchen. Auch die Habsburger, die durch das Bündnis vieler Reichsstände mit Preußen und die Wahl eines Nicht-Habsburgers auf den Kaiserthron verstimmt waren, setzten nun viel eindeutiger als bislang auf eine Politik, die sich allein auf Österreich und dessen Macht bezog. Der Kaisertitel wurde fast nur noch wegen dessen Klang und des höheren Rangs gegenüber allen europäischen Herrschern erstrebt. Die Reichsinstitutionen waren zu Nebenschauplätzen der Machtpolitik verkommen und die Verfassung des Reiches hatte mit der Wirklichkeit nicht mehr viel zu tun. Preußen versuchte durch Instrumentalisierung des Reichstages den Kaiser und Österreich zu treffen. Insbesondere Kaiser Joseph II. zog sich fast gänzlich aus der Reichspolitik zurück. Joseph II. hatte anfangs noch versucht eine Reform der Reichsinstitutionen, besonders des Reichskammergerichtes, durchzuführen, scheiterte aber am Widerstand der Reichsstände, die sich aus dem Reichsverband lösen und sich deshalb vom Gericht nicht mehr in ihre „inneren“ Angelegenheiten hereinreden lassen wollten. Joseph gab frustriert auf.
Aber auch sonst agierte Joseph II. unglücklich und unsensibel. Die österreichzentrierte Politik Josephs II. während des Bayerischen Erbfolgekriegs 1778/79 und die vom Ausland vermittelte Friedenslösung von Teschen waren ein Desaster für das Kaisertum. Als die bayerische Linie der Wittelsbacher 1777 ausstarb, erschien dies Joseph als willkommene Möglichkeit, Bayern den habsburgischen Landen einzuverleiben. Deshalb erhob Österreich juristisch fragwürdige Ansprüche auf das Erbe. Unter massivem Druck aus Wien willigte der Erbe aus der pfälzischen Linie der Wittelsbacher, Kurfürst Karl Theodor, in einen Vertrag ein, der Teile Bayerns abtrat. Karl Theodor, der ohnehin nur widerwillig das Erbe angenommen hatte, wurde suggeriert, dass später ein Tausch mit den Österreichischen Niederlanden, die in etwa das Gebiet des heutigen Belgiens umfassten, zustande käme. Joseph II. besetzte aber stattdessen die bayerischen Gebiete, um vollendete Tatsachen zu schaffen, und vergriff sich somit als Kaiser an einem Reichsterritorium.
Diese Vorgänge erlaubten es dem preußischen König Friedrich II., sich zum Beschützer des Reiches und der kleinen Reichsstände und damit quasi zum „Gegenkaiser“ aufzuschwingen. Preußische und kursächsische Truppen marschierten in Böhmen ein. Im von Russland regelrecht erzwungenen Frieden von Teschen vom 13. Mai 1779 erhielt Österreich zwar das Innviertel zugesprochen. Der Kaiser stand dennoch als Verlierer da. Zum zweiten Mal nach 1648 musste ein innerdeutsches Problem mit Hilfe ausländischer Mächte geregelt werden. Nicht der Kaiser, sondern Russland brachte dem Reich Frieden. Russland wurde neben seiner Rolle als Garantiemacht des Teschener Friedens auch eine Garantiemacht des Westfälischen Friedens und damit einer der „Hüter“ der Reichsverfassung. Das Kaisertum hatte sich selbst demontiert und der preußische König Friedrich stand als Beschützer des Reiches da. Aber nicht Schutz und Konsolidierung des Reiches waren Friedrichs Ziel gewesen, sondern eine weitere Schwächung der Position des Kaisers im Reich und damit des ganzen Reichsverbandes an sich. Dieses Ziel hatte er erreicht.
Das Konzept eines Dritten Deutschlands hingegen, geboren aus der Befürchtung der kleineren und mittleren Reichsstände zur reinen Verfügungsmasse der Großen zu verkommen, um mit einer Stimme zu sprechen und damit Reformen durchzusetzen, scheiterte an den Vorurteilen und Gegensätzen zwischen den protestantischen und den katholischen Reichsfürsten sowie den Eigeninteressen der Kurfürsten und der großen Reichsstädte. Eigentliche Träger des Reichsgedankens waren zuletzt praktisch nur noch die Reichsstädte, die Reichsritterschaften und zu einem gewissen Teil die geistlichen Territorien, wobei auch die Letzteren vielfach durch Angehörige von Reichsfürstendynastien regiert wurden und deren Interessen vertraten (beispielsweise das im Spanischen Erbfolgekrieg unter einem wittelsbacherischen Erzbischof stehende Kurköln). Auch der Kaiser agierte eher wie ein Territorialherr, der auf die Ausweitung seines unmittelbaren Herrschaftsterritoriums zielte und weniger auf die Wahrung eines „Reichsinteresses“. Von vielen Zeitgenossen im Zeitalter der Aufklärung wurde das Reich daher als ein Anachronismus empfunden. Voltaire sprach spöttisch von dem „Reich, das weder römisch noch heilig“ sei.

### Ende des Reiches

#### Erste Koalitionskriege mit Frankreich

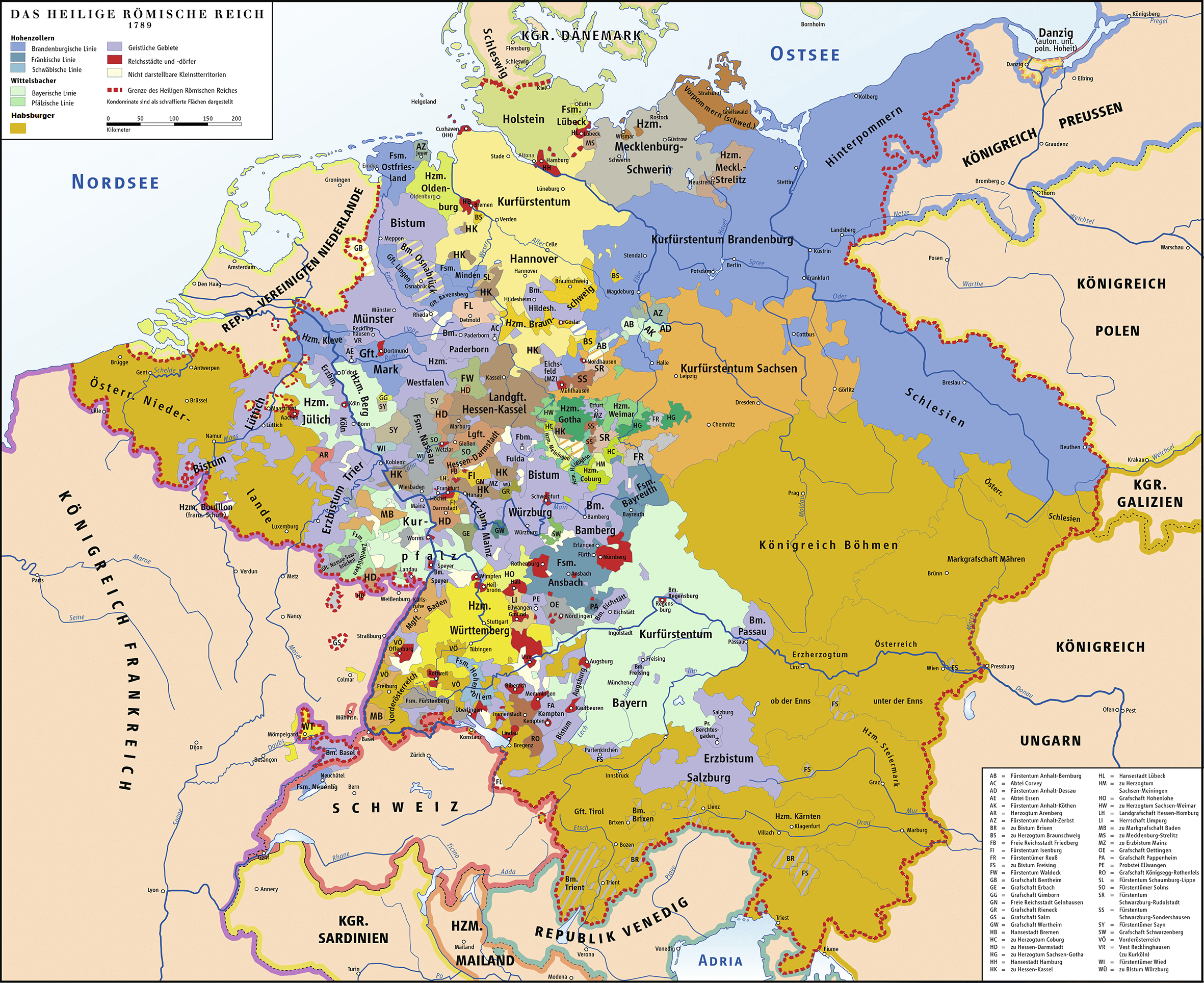
Das Heilige Römische Reich am Vorabend der Französischen Revolution 1789 (in lila geistliche Territorien, in rot die Reichsstädte).

Aufgrund der Gefahr durch revolutionäre Truppen Frankreichs fanden beide deutschen Großmächte (Österreich und Preußen) im Ersten Koalitionskrieg zu einem Zweckbündnis. Dieses als Pillnitzer Beistandspakt bezeichnete Verteidigungsbündnis vom Februar 1792 hatte freilich nicht nur den Schutz des Reiches zum Ziel, sondern auch eine Verhinderung des Übergreifens der Revolution auf deutsche Reichsgebiete. Die Chance, die anderen Reichsstände hinter sich zu bringen, verspielte Kaiser Franz II., der am 5. Juli 1792 in ungewohnter Eile und Einmütigkeit zum Kaiser gewählt wurde, durch den Umstand, dass er das österreichische Staatsgebiet unbedingt vergrößern wollte, notfalls auf Kosten anderer Reichsmitglieder. Auch Preußen wollte seine Kriegskosten durch die Einverleibung geistlicher Reichsgebiete begleichen. Dementsprechend gelang es nicht, eine geschlossene Front gegen die französischen Revolutionstruppen aufzubauen und größere militärische Erfolge zu erringen.
Aus Enttäuschung über ausbleibende Erfolge und um sich besser um den Widerstand gegen die erneute Teilung Polens kümmern zu können, schloss Preußen 1795 einen Separatfrieden mit Frankreich, den Frieden von Basel. 1796 schlossen Baden und Württemberg ebenfalls Frieden mit Frankreich. In beiden Vereinbarungen wurden die jeweiligen linksrheinischen Besitzungen an Frankreich abgetreten. Die Besitzer aber sollten auf Kosten rechtsrheinischer geistlicher Gebiete „entschädigt“ werden; diese sollten auf Wunsch Frankreichs säkularisiert werden. Weitere Reichsstände verhandelten über einen Waffenstillstand oder Neutralität.
1797 schloss auch Österreich Frieden und unterschrieb den Frieden von Campo Formio, in dem es verschiedene Besitzungen innerhalb und außerhalb des Reiches abtrat, insbesondere die Österreichischen Niederlande und das Herzogtum Toskana. Als Ausgleich sollte Österreich ebenfalls auf Kosten von zu säkularisierenden geistlichen Gebieten oder anderen Reichsteilen entschädigt werden. Beide Großen des Reiches hielten sich also an anderen kleineren Reichsgliedern schadlos und räumten Frankreich sogar ein Mitspracherecht bei der zukünftigen Gestaltung des Reiches ein. Insbesondere Kaiser Franz II. (zwar als König von Ungarn und Böhmen handelnd, aber als Kaiser zur Bewahrung der Integrität des Reiches und seiner Mitglieder verpflichtet) hatte zugelassen, dass für die „Entschädigung“ einiger weniger andere Reichsstände geschädigt wurden. Damit hatte er das Kaisertum irreparabel demontiert.
Die Reichsdeputation von 1797/98 willigte im März 1798 auf dem Friedenskongress von Rastatt gezwungenermaßen in die Abtretung der linksrheinischen Gebiete ein sowie in die Säkularisation mit Ausnahme der drei geistlichen Kurfürstentümer. Der Zweite Koalitionskrieg beendete aber vorerst den Streit darum, mit welchen geistlichen Gebieten welcher weltliche Fürst entschädigt werden sollte. Der Krieg wurde 1801 durch den Frieden von Lunéville beendet, in dem Franz II. nun auch als Reichsoberhaupt der Abtretung der linksrheinischen Gebiete zustimmte. In diesem Frieden traf man aber keine genauen Festlegungen für die anstehenden „Entschädigungen“. Der anschließend einberufene Reichstag stimmte dem Frieden zu.

#### Reichsdeputationshauptschluss
Die Friedensvereinbarungen von Basel mit Preußen, Campo Formio mit Österreich und Lunéville mit dem Reich verlangten „Entschädigungen“, über die nur ein Reichsgesetz entscheiden konnte. Deshalb wurde eine Reichsdeputation einberufen, die diesen Entschädigungsplan ausarbeiten sollte. Letztendlich nahm die Deputation aber den französisch-russischen Entschädigungsplan vom 3. Juni 1802 mit geringen Änderungen an. Am 24. März 1803 akzeptierte der Reichstag den Reichsdeputationshauptschluss endgültig.
Als Entschädigungsmasse für die größeren Reichsstände wurden fast alle Reichsstädte, die kleineren weltlichen Territorien und fast alle geistlichen Hoch- und Erzstifte ausgewählt. Die Zusammensetzung des Reiches veränderte sich schlagartig, die zuvor mehrheitlich katholische Fürstenbank des Reichstages war nunmehr protestantisch geprägt. Zwei von drei geistlichen Kurfürstentümern hatten aufgehört zu existieren, auch der Kurfürst von Mainz verlor sein Hochstift, erhielt aber als neues Kurfürstentum Aschaffenburg-Regensburg. Neben diesem gab es nur noch zwei geistliche Reichsfürsten, den Großprior des Malteserordens und den Hoch- und Deutschmeister des Deutschen Ordens.
Insgesamt gab es durch den Reichsdeputationshauptschluss 110 Territorien weniger und rund drei Millionen Menschen bekamen einen neuen Landesherrn. Aus einer Vielzahl kleiner Gebiete entstand eine überschaubare Anzahl von mittelgroßen Ländern. Dies wurde eine bleibende Veränderung, welche die drei Jahre der Gültigkeit weit überdauerte. Der Reichsdeputationshauptschluss führte ferner ein neues Normaljahr ein, also den Ausgangspunkt dafür, wie es bei einem Gebiet mit der Konfession steht und wie um die Vermögensverhältnisse. Das Jahr 1803 wurde nach dem im Westfälischen Frieden bestimmten Normaljahr 1624 das neue Normaljahr.
Man sprach in diesem Zusammenhang allgemein von „Entschädigung“, „Säkularisation“ und „Mediatisierung“. Allerdings verbarg man dahinter (beschönigenderweise) auch die Tatsache, dass einige wenige Landesherren viel mehr Land und Geld erhielten, als sie abgetreten hatten. Der badische Markgraf erhielt beispielsweise mehr als neunmal so viele Untertanen wie er linksrheinisch verlor. Grund hierfür war, dass Frankreich sich eine Reihe von Satellitenstaaten schuf, die groß genug waren, um dem Kaiser Schwierigkeiten zu machen, aber zu klein, um die Position Frankreichs zu gefährden.
Weiterhin hatte die Reichskirche aufgehört zu existieren, die eine Stütze des Kaisers gewesen war. Die Aufklärung hatte dazu längst beigetragen, ebenso die absolutistische Neigung der Landesherren, ihre Macht nicht mit kirchlichen Institutionen teilen zu wollen. Das galt für protestantische und katholische Fürsten gleichermaßen und so sah es auch Frankreich.
Im Herbst 1803 wurden die meisten Reichsritterschaften im sogenannten Rittersturm von den benachbarten Ländern besetzt. Den Gesetzen des Reiches wurde allseits nicht mehr viel Beachtung geschenkt.

#### Niederlegung der Reichskrone
Am 18. Mai 1804 wurde Napoleon durch eine Verfassungsänderung zum erblichen Kaiser der Franzosen bestimmt. Damit wollte er sich nicht zuletzt in die Tradition Karls des Großen stellen, der tausend Jahre zuvor die Nachfolge des Römischen Reiches angetreten hatte.
Nachdem Napoleon den Kaisertitel angenommen hatte, kam es zu Gesprächen mit Österreich. In einer Geheimnote vom 7. August 1804 forderte Napoleon, dass Österreich den Kaisertitel anerkenne. Im Gegenzug könne der römisch-deutsche Kaiser Franz II. zum Kaiser Österreichs werden. Wenige Tage später wurde aus der Forderung faktisch ein Ultimatum. Dies bedeutete entweder Krieg oder Anerkennung des französischen Kaisertums. Franz lenkte ein und nahm am 11. August 1804 als Konsequenz dieses Schrittes zusätzlich zu seinem Titel als Kaiser des Heiligen Römischen Reiches „für Uns und Unsere Nachfolger […] den Titel und die Würde eines erblichen Kaisers von Österreich“ an. Dies geschah offensichtlich, um die Ranggleichheit mit Napoleon zu wahren. Hierzu schien der Titel des Kaisers des Heiligen Römischen Reiches allein nicht mehr geeignet, auch wenn dies wohl ein Bruch des Reichsrechts war, da er weder die Kurfürsten über diesen Schritt informierte noch den Reichstag um Zustimmung bat. Dieser Schritt war auch vom Rechtsbruch abgesehen umstritten und wurde als übereilt angesehen.
Napoleon ließ sich nicht mehr aufhalten. Im Dritten Koalitionskrieg marschierte seine Armee, die durch bayerische, württembergische und badische Truppen verstärkt wurde, auf Wien zu und am 2. Dezember 1805 siegten die napoleonischen Truppen in der Dreikaiserschlacht bei Austerlitz über Russen und Österreicher. Der darauffolgende Frieden von Preßburg, der Franz II. und dem russischen Zaren Alexander I. von Napoleon diktiert wurde, dürfte das Ende des Reiches endgültig besiegelt haben, da Napoleon durchsetzte, dass Bayern, Württemberg und Baden mit voller Souveränität ausgestattet und somit mit Preußen und Österreich gleichgestellt wurden. Diese Länder befanden sich nun faktisch außerhalb der Reichsverfassung.
Letzter Anstoß für die Niederlegung der Krone war jedoch eine Handlung von Karl Theodor von Dalberg, dem Erzbischof von Regensburg. Dalberg war Erzkanzler des Reiches und damit Haupt der Reichskanzlei, Aufseher des Reichsgerichtes und Hüter des Reichsarchivs. Er machte den französischen Großalmosenier Joseph Kardinal Fesch 1806 zu seinem Koadjutor mit dem Recht der Nachfolge. Der zu seinem Nachfolger ernannte Kardinal war nicht nur Franzose und sprach kein Wort Deutsch – er war auch der Onkel Napoleons. Wäre also der Kurfürst gestorben oder hätte sonst irgendwie seine Ämter abgegeben, so wäre der Onkel des französischen Kaisers Erzkanzler des Reiches geworden. Am 28. Mai 1806 wurde der Reichstag davon in Kenntnis gesetzt.

Medaille des Rheinbundes 1808

Der österreichische Außenminister Johann Philipp von Stadion erkannte die möglichen Folgen: entweder die Auflösung des Reiches oder eine Umgestaltung des Reiches unter französischer Herrschaft. Daraufhin entschloss sich Franz am 18. Juni zu einem Protest, der wirkungslos blieb, zumal sich die Ereignisse überschlugen: Am 12. Juli 1806 gründeten Kurmainz, Bayern, Württemberg, Baden, Hessen-Darmstadt, Nassau, Kleve-Berg und weitere Fürstentümer mit Unterzeichnung der Rheinbundakte in Paris den Rheinbund, als dessen Protektor Napoleon fungierte, und erklärten am 1. August den Austritt aus dem Reich.
Bereits im Januar hatte der schwedische König die Teilnahme der vorpommerschen Gesandten an den Reichstagssitzungen suspendiert und erklärte als Reaktion auf die Unterzeichnung der Rheinbundakte am 28. Juli, dass in den zum Reich gehörenden Ländern unter schwedischer Herrschaft die Reichsverfassung aufgehoben und die Landstände und Landräte aufgelöst seien. Er führte stattdessen die schwedische Verfassung in Schwedisch-Pommern ein. Damit beendete er auch in diesem Teil des Reiches das Reichsregime. Das Reich hatte faktisch aufgehört zu existieren, denn von ihm blieb nur noch ein Rumpf übrig.
Die Entscheidung, ob der Kaiser die Reichskrone niederlegen sollte, wurde durch ein Ultimatum an den österreichischen Gesandten in Paris, General Vincent, praktisch vorweggenommen. Sollte Kaiser Franz bis zum 10. August nicht abdanken, dann würden französische Truppen Österreich angreifen, so wurde diesem am 22. Juli mitgeteilt.
In Wien waren jedoch schon seit mehreren Wochen Johann Aloys Josef Freiherr von Hügel und Graf von Stadion mit der Erstellung von Gutachten über die Bewahrung der Kaiserwürde des Reiches befasst. Ihre Analyse kam zu dem Schluss, dass Frankreich versuchen werde, die Reichsverfassung aufzulösen und das Reich in einen von Frankreich beeinflussten föderativen Staat umzuwandeln. Sie folgerten, dass die Bewahrung der Reichsoberhauptlichen Würde unvermeidlich zu Schwierigkeiten mit Frankreich führen würde und deshalb der Verzicht auf die Reichskrone unumgänglich sei.
Der genaue Zeitpunkt dieses Schrittes sollte nach den politischen Umständen bestimmt werden, um möglichst vorteilhaft für Österreich zu sein. Am 17. Juni 1806 wurde dem Kaiser das Gutachten vorgelegt. Den Ausschlag für eine Entscheidung des Kaisers gab jedoch wohl das erwähnte Ultimatum Napoleons. Am 30. Juli entschied sich Franz, auf die Krone zu verzichten; am 1. August erschien der französische Gesandte La Rochefoucauld in der österreichischen Staatskanzlei. Erst nachdem der französische Gesandte nach heftigen Auseinandersetzungen mit Graf von Stadion formell bestätigte, dass sich Napoleon niemals die Reichskrone aufsetzen werde und die staatliche Unabhängigkeit Österreichs respektiere, willigte der österreichische Außenminister in die Abdankung ein, die am 6. August verkündet wurde.

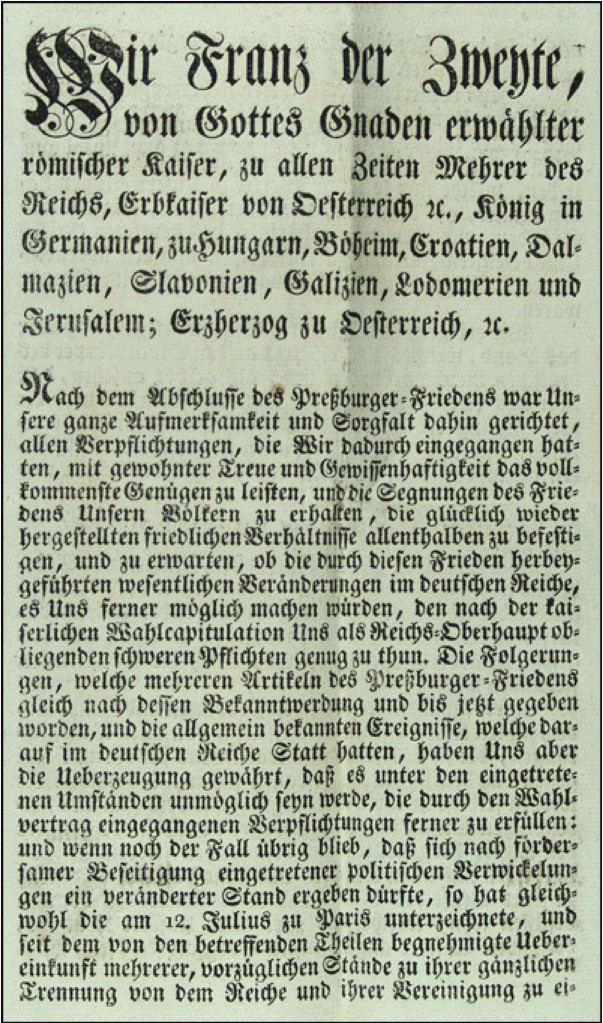
Druck der Abdankungserklärung Franz’ II.

In der Abdankung heißt es, dass der Kaiser sich nicht mehr in Lage sehe, seine Pflichten als Reichsoberhaupt zu erfüllen, und dementsprechend erklärte er:

„daß Wir das Band, welches Uns bis jetzt an den Staatskörper des deutschen Reichs gebunden hat, als gelöst ansehen, daß Wir das reichsoberhauptliche Amt und Würde durch die Vereinigung der conföderirten rheinischen Stände als erloschen und Uns dadurch von allen übernommenen Pflichten gegen das deutsche Reich losgezählt betrachten, und die von wegen desselben bis jetzt getragene Kaiserkrone und geführte kaiserliche Regierung, wie hiermit geschieht, niederlegen.“

Und der Kaiser überschritt ein letztes Mal seine Kompetenzen als Reichsoberhaupt. Franz legte nicht nur die Krone nieder, sondern er löste das Reich als Ganzes auf, hierzu wäre aber die Zustimmung des Reichstages nötig gewesen, denn er verkündete auch:

„Wir entbinden zugleich Churfürsten, Fürsten und Stände und alle Reichsangehörigen, insonderheit auch die Mitglieder der höchsten Reichsgerichte und die übrige Reichsdienerschaft, von ihren Pflichten, womit sie an Uns, als das gesetzliche Oberhaupt des Reichs, durch die Constitution gebunden waren.“

Er löste auch die zu seinem eigenen Herrschaftsbereich gehörenden Länder des Reiches aus diesem heraus und unterstellte sie allein dem österreichischen Kaisertum. Damit endete auch die Tätigkeit der wichtigsten Institutionen des Reichs. Der Reichstag trat nicht mehr zusammen und das Reichskammergericht stellte seine Tätigkeit auf die Sammlung und Archivierung der vorhandenen Akten um.
Die formelle Auflösung des Reichs setzte einen Schlusspunkt unter einen längeren Niedergang des Reiches durch die Schwächung der Zentralgewalt, den Dualismus der beiden Großmächte Preußen und Österreich, zunehmende Souveränität und Einzelinteressen der mittelgroßen Reichsterritorien und die Missachtung der Reichsverfassung. Am Ende fehlte es am politischen Willen und auch an der außenpolitischen Macht, das Reich zu bewahren.

#### Wiener Kongress und Deutscher Bund 1815
Nach dem Wiener Kongress 1815 schlossen sich die deutschen Einzelstaaten zum Deutschen Bund zusammen. Zuvor, im November 1814, richteten jedoch 29 Souveräne kleinerer und mittlerer Staaten folgenden Wunsch an den Kongress:

„die Wiedereinführung der Kaiserwürde in Deutschland bei dem Komitee, welches sich mit der Entwerfung des Planes zu einem Bundesstaat beschäftigt, in Vorschlag zu bringen.“

Grundlage dieser Petition dürfte kaum patriotischer Eifer gewesen sein. Eher kann davon ausgegangen werden, dass diese die Dominanz der durch Napoleon zu voller Souveränität und Königstiteln gelangten Fürsten fürchteten, beispielsweise der Könige von Württemberg, Bayern und Sachsen.
Aber auch darüber hinaus wurde die Frage diskutiert, ob ein neuer Kaiser gekürt werden solle. So existierte u. a. der Vorschlag, dass die Kaiserwürde zwischen den mächtigsten Fürsten im südlichen Deutschland und dem mächtigsten Fürsten in Norddeutschland alternieren solle. Im Allgemeinen wurde jedoch von den Befürwortern des Kaisertums eine erneute Übernahme der Kaiserwürde durch Österreich favorisiert, also durch Franz I.
Da aber auf Grund der geringen Macht der Befürworter der Wiederherstellung, der kleinen und mittleren deutschen Fürsten, nicht zu erwarten war, dass der Kaiser in Zukunft die Rechte erhielte, die diesen zu einem tatsächlichen Reichsoberhaupt machen würden, lehnte Franz die angebotene Kaiserwürde ab. Dementsprechend betrachteten Franz I. und sein Kanzler Metternich diese in der bisherigen Ausgestaltung nur als eine Bürde. Auf der anderen Seite wollte Österreich aber den Kaisertitel für Preußen oder einen anderen starken Fürsten nicht zulassen.
Der Wiener Kongress ging auseinander, ohne das Kaisertum erneuert zu haben. Daraufhin wurde am 8. Juni 1815 der Deutsche Bund gegründet. Er war im Wesentlichen nur ein militärisches Bündnis für die innere und äußere Sicherheit der Mitgliedsstaaten. Das einzige Bundesorgan zu deren Vertretung war der Bundestag. Dort führte der österreichische Gesandte die Geschäfte, weswegen man Österreich die Präsidialmacht nannte.

## Verfassungsordnung

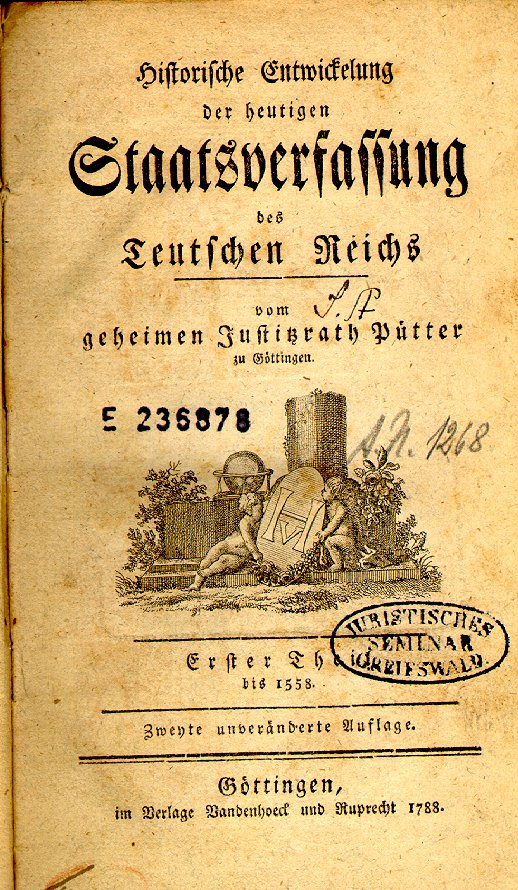
Titelblatt Historische Entwickelung der heutigen Staatsverfassung des Teutschen Reichs von Justitzrath Pütter, Göttingen 1788

Das Heilige Römische Reich hatte kein in einer einzigen Urkunde festgeschriebenes Grundgesetz im heutigen verfassungsrechtlichen Sinne. Seine Verfassungsordnung ergab sich vielmehr aus zahlreichen, durch lange Überlieferung und Ausübung gefestigten und praktizierten Rechtsnormen, die erst seit dem Spätmittelalter und verstärkt seit der Frühen Neuzeit durch schriftlich fixierte Gesetze ergänzt wurden. Diese Ordnung, wie sie seit dem 17. Jahrhundert im Rahmen der später so genannten Reichspublizistik durch Staatsrechtler erörtert und definiert wurde, bestand also aus einem Konglomerat geschriebener und ungeschriebener Rechtsgrundsätze über Idee, Form, Aufbau, Zuständigkeiten und Handeln des Reiches und seiner Glieder. Da sich der stark föderative Charakter des Reiches verbunden mit einer Wahlmonarchie kaum in ein Schema pressen lässt, formulierte bereits der Staatsrechtler Johann Jakob Moser ausweichend über den Charakter der Reichsverfassung:

„Teutschland wird auf teutsch regiert, und zwar so, daß sich kein Schulwort oder wenige Worte oder die Regierungsart anderer Staaten dazu schicken, unsere Regierungsart begreiflich zu machen.“

Die Tatsache der föderalistischen Ordnung mit vielen Einzelregelungen wurde schon von Zeitgenossen wie Samuel von Pufendorf kritisch untersucht, der 1667 in seinem unter dem Pseudonym Severinus von Monzambano veröffentlichten Werk De statu imperii Germanici das Reich als systema monstrosum und unglückliches „Mittelding“ zwischen Monarchie und Staatenbund charakterisierte. Zu seiner berühmten Einschätzung der Reichsverfassung als „irregulär“ und „monströs“ gelangte er auf Grund der Erkenntnis, dass das Reich in seiner Form weder einer der aristotelischen Staatsformen zugeordnet werden kann noch den Begrifflichkeiten der Souveränitätsthese gerecht wird.
Trotzdem war das Reich ein staatliches Gebilde mit einem Oberhaupt, dem Kaiser, und seinen Mitgliedern, den Reichsständen. Wie beschrieben war der ungewöhnliche Charakter des Reiches und seiner Verfassung den Staatsrechtlern des Reiches bewusst, weshalb versucht wurde, dessen Charakter in der Theorie der „dualen“ Souveränität darzustellen. Nach dieser Theorie wurde das Reich von zwei Majestäten regiert. Auf der einen Seite war die Majestas realis, die von den Reichsständen ausgeübt wurde, und auf der anderen Seite die Majestas personalis, die des Erwählten Kaisers. Dieser verfassungstheoretisch erfasste Dualismus spiegelte sich auch in der häufig anzutreffenden Formulierung Kaiser und Reich wider. Die „Reichsverfassung“ stellte somit eine Art Mischverfassungssystem dar, bestehend aus dem Kaiser und den Reichsständen.
Gut 100 Jahre nach Pufendorf verteidigte Karl Theodor von Dalberg, der Erzbischof von Mainz, die Ordnung des Reiches mit den Worten:

„ein dauerhaftes gothisches Gebäude, das eben nicht nach allen Regeln der Baukunst errichtet ist, in dem man aber sicher wohnet.“

### Geschriebene Rechtsgrundsätze
Die niedergeschriebenen Gesetze und Texte, die zur Reichsverfassung gezählt wurden, entstanden in verschiedenen Jahrhunderten und ihre Anerkennung als zur Verfassung gehörig war nicht einheitlich. Dennoch lassen sich einige dieser allgemein akzeptierten Grundgesetze benennen.
Die erste quasi-verfassungsrechtliche Regelung lässt sich im Wormser Konkordat von 1122 finden, mit dem der Investiturstreit endgültig beendet wurde. Die Festschreibung des zeitlichen Vorrangs der Einsetzung des Bischofs in das weltliche Amt durch den Kaiser vor der Einsetzung in das geistliche Amt durch den Papst eröffnete der weltlichen Macht eine gewisse Unabhängigkeit von der geistlichen Macht. Dies ist damit ein erster Mosaikstein im Rahmen der jahrhundertelang andauernden Emanzipation des Staates – der hier jedoch noch kaum so genannt werden kann – von der Kirche.
Reichsintern entstand der erste verfassungsrechtliche Meilenstein gut 100 Jahre später. Die ursprünglich autonomen Stammesfürstentümer hatten sich im 12. Jahrhundert zu abhängigen Reichsfürstentümern gewandelt. Friedrich II. musste auf dem Reichstag in Worms 1231 im Statut zugunsten der Fürsten Münze, Zoll, Markt und Geleit sowie das Recht zum Burgen- und Städtebau an die Reichsfürsten abtreten. Darüber hinaus erkannte Friedrich II. auf selbigem Reichstag auch das Gesetzgebungsrecht der Fürsten an.
Als neben dem Statut zugunsten der Fürsten wichtigste Verfassungsregelung ist sicherlich die Goldene Bulle von 1356 zu nennen, die die Grundsätze der Königswahl erstmals verbindlich regelte und damit Doppelwahlen, wie bereits mehrfach geschehen, vermied. Zudem wurden die Gruppe der Fürsten zur Wahl des Königs festgelegt und die Kurfürstentümer für unteilbar erklärt, um ein Anwachsen der Zahl der Kurfürsten zu vermeiden. Außerdem schloss sie päpstliche Rechte bei der Wahl aus und beschränkte das Fehderecht.
Als dritten Rechtsgrundsatz gelten die Deutschen Konkordate von 1447 zwischen Papst Nikolaus V. und Kaiser Friedrich III., in denen die päpstlichen Rechte und die Freiheiten der Kirche und der Bischöfe im Reich geregelt wurden. Dies betraf unter anderem die Wahl der Bischöfe, Äbte und Pröpste und deren Bestätigung durch den Papst, die Vergabe von kirchlichen Würden und die Eigentumsfragen nach dem Tod eines kirchlichen Würdenträgers. Die Konkordate bildeten eine wichtige Grundlage für die Rolle und Struktur der Kirche als Reichskirche in den nächsten Jahrhunderten.
Der vierte dieser wichtigen Rechtsgrundsätze ist der Ewige Reichsfriede, der am 7. August 1495 auf dem Reichstag zu Worms verkündet wurde und mit der Schaffung des Reichskammergerichts gesichert werden sollte. Damit wurde das bis dahin allgemein übliche adlige Recht auf Fehde verboten und versucht das Gewaltmonopol des Staates durchzusetzen. Bewaffnete Auseinandersetzungen und Selbsthilfe des Adels wurden für rechtswidrig erklärt. Vielmehr sollten nun die Gerichte der Territorien beziehungsweise des Reiches, wenn es Reichsstände betraf, die Streitigkeiten regeln und entscheiden. Der Bruch des Landfriedens sollte hart bestraft werden. So waren für die Brechung des Landfriedens die Reichsacht oder hohe Geldstrafen ausgesetzt.
Die Wormser Reichsmatrikel von 1521 kann als fünftes dieser „Reichsgrundgesetze“ betrachtet werden. In diesem wurden alle Reichsstände mit der Anzahl der für das Reichsheer zu stellenden Truppen und der Summe, die für den Unterhalt des Heeres gezahlt werden musste, erfasst. Trotz Anpassungen an die aktuellen Verhältnisse und kleinerer Änderungen war es die Grundlage der Reichsheeresverfassung.
Hinzu kommen eine Anzahl weiterer Gesetze und Ordnungen, wie der Augsburger Religionsfrieden vom 25. September 1555 mit der Reichsexekutionsordnung und die Ordnung des Reichshofrates sowie die jeweilige Wahlkapitulation, die in ihrer Gesamtheit die Verfassung des Reiches seit dem Beginn der Frühen Neuzeit prägten.
Nach dem Ende des Dreißigjährigen Krieges wurden die Bestimmungen des Westfälischen Friedens nach dem Austausch der Ratifikationsurkunden 1649 zum Ewigen Grundgesetz des Reiches erklärt. Neben den territorialen Veränderungen wurde in diesem Vertrag den Reichsterritorien endgültig die Landeshoheit zuerkannt und neben den Katholiken und Protestanten, die bereits im Augsburger Frieden als voll berechtigte Konfessionen anerkannt wurden, den Calvinisten (Reformierten) ebenfalls dieser Status gewährt. Weiterhin wurden Bestimmungen über den Religionsfrieden und die konfessionell paritätische Besetzung von Reichsinstitutionen vereinbart.
Damit war die Herausbildung der Reichsverfassung im Wesentlichen abgeschlossen. Von den Staatsrechtsgelehrten wurden auch die verschiedenen Reichsfriedensverträge zur Verfassung des Reiches hinzugerechnet. Beispiele hierfür sind der Frieden von Nimwegen 1678/79 und der Frieden von Rijswijk 1697, in denen die Grenzen einiger Reichsteile geändert wurden. Hinzugerechnet wurden aber auch die verschiedenen Reichsabschiede, insbesondere der Jüngste Reichsabschied von 1654, bei dem Sorge dafür getragen wurde, dass die stehenden Heere der Landesfürsten verfassungsrechtlich anerkannt und budgetiert wurden und die Regelung über den Immerwährenden Reichstag von 1663.
Von heutigen Historikern wird gelegentlich der Reichsdeputationshauptschluss als letztes Grundgesetz des Reiches bezeichnet, da mit diesem eine vollkommen neue Grundlage der Reichsverfassung geschaffen wurde. Diese Zuordnung des Hauptschlusses wird aber nicht einheitlich verwendet, da dieser häufig als der Anfang vom Ende des Reiches angesehen wird, was eine Einordnung als Reichsgrundgesetz nicht rechtfertige. Trotzdem, so Anton Schindling in seiner Analyse der Entwicklungspotentiale des Hauptschlusses, solle die historische Analyse ihn als Chance eines neuen Reichsgrundgesetz für ein erneuertes Reich ernst nehmen.

### Herkommen und Gewohnheitsrecht
Der Staatsrechtler des 18. Jahrhunderts K. A. Beck definierte die auch in anderen Ländern üblichen und anerkannten Gewohnheitsrechte folgendermaßen:

„Reichs-Observanz oder Herkommen nennt man diejenigen Rechte, welche nicht durch ausdrückliche Gesetze oder Verträge, sondern durch die Gewohnheit und den hergebrachten eingeführt worden sind, worauf sich aber doch die Reichsgesetze und Verträge selbst zum öfteren berufen.“

Einerseits handelt es sich um Rechte und Gewohnheiten, die niemals schriftlich festgehalten wurden, und auf der anderen Seite um Rechte und Gewohnheiten, die zu einer Änderung von niedergeschriebenen Gesetzen und Verträgen führten. So wurde die Goldene Bulle beispielsweise dahingehend geändert, dass die Krönung des Königs ab 1562 immer in Frankfurt durchgeführt wurde und nicht wie festgelegt in Aachen. Damit solches Handeln zum Gewohnheitsrecht wurde, musste dieses immer wiederkehrend und vor allem unwidersprochen durchgeführt werden. So waren beispielsweise die Säkularisationen der norddeutschen Bistümer durch die protestantisch gewordenen Landesfürsten in der zweiten Hälfte des 16. Jahrhunderts niemals gültiges Recht, da diesen mehrfach vom Kaiser widersprochen wurde. Aber auch durch Nichtanwendung von Regeln konnte Festgeschriebenes abgeschafft werden.
Von den Staatsrechtlern der damaligen Zeit wurde zwischen Herkommen, das die Staatsgeschäfte selbst betraf, dem „Reichsherkommen“, und dem Herkommen, wie man diese durchzuführen hatte, unterschieden. Zur ersten Gruppe gehörte die Vereinbarung, dass seit der Neuzeit nur ein Deutscher zum König gewählt werden konnte und dass der König seit 1519 eine Wahlkapitulation mit den Kurfürsten aushandeln musste. Aus altem Gewohnheitsrecht durften sich die vornehmsten Reichsstände mit dem Titelzusatz „von Gottes Gnaden“ versehen. Ebenso wurden deshalb die geistlichen Reichsstände als höher angesehen als ein weltlicher Reichsstand gleichen Ranges.
Zur zweiten Gruppe der Gewohnheitsrechte gehörte unter anderem die Einteilung der Reichsstände in drei Kollegien mit unterschiedlichen Rechten, die Durchführung des Reichstages und die Amtsführung der Erzämter.

### Kaiser

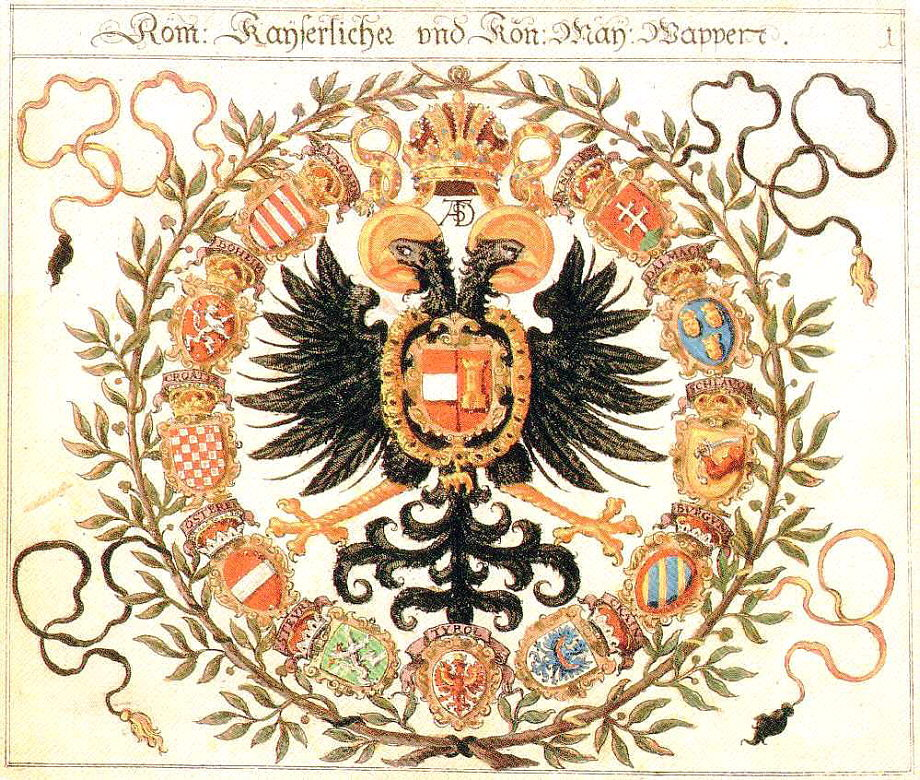
Von Johann Siebmacher im Jahr 1605 erstelltes Kaiserwappen; gut erkennbar sind die Wappen der Länder der Habsburger, die rund um den doppelköpfigen Reichsadler angeordnet sind.

Die mittelalterlichen Herrscher des Reiches sahen sich – in Anknüpfung an die spätantike Kaiseridee und die Idee der Renovatio imperii, der Wiederherstellung des römischen Reichs unter Karl dem Großen – in direkter Nachfolge der römischen Cäsaren und der karolingischen Kaiser. Sie propagierten den Gedanken der Translatio imperii, nach dem die höchste weltliche Macht, das Imperium, von den Römern auf die Deutschen übergegangen sei. Aus diesem Grunde verband sich mit der Wahl zum römisch-deutschen König auch der Anspruch des Königs, durch den Papst in Rom zum Kaiser gekrönt zu werden. Für die reichsrechtliche Stellung des Reichsoberhauptes war dies insofern von Belang, als er damit auch zum Oberhaupt der mit dem Reich verbundenen Gebiete, Reichsitaliens und des Königreichs Burgund, wurde.
Die Wahl zum König erfolgte zunächst – theoretisch – durch alle Freien des Reiches, dann durch alle Reichsfürsten, schließlich nur noch durch die wichtigsten Fürsten des Reiches. Der genaue Personenkreis war jedoch umstritten und mehrmals kam es zu Doppelwahlen, da sich die Fürsten nicht auf einen gemeinsamen Kandidaten einigen konnten. Erst die Goldene Bulle legte 1356 den Kreis der Wahlberechtigten und das Mehrheitsprinzip verbindlich fest.
Seit Maximilian I. (1508) nannte sich der neu gewählte König „Erwählter Römischer Kaiser“, auf eine Krönung durch den Papst in Rom wurde fortan verzichtet. Nur Karl V. ließ sich vom Papst krönen, allerdings in Bologna.
Umgangssprachlich und in der älteren Literatur wird oft die Bezeichnung deutscher Kaiser für Kaiser des Heiligen Römischen Reiches ab dem Spätmittelalter verwendet. Im 18. Jahrhundert wurden diese Bezeichnungen auch in offizielle Dokumente übernommen. Die neuere historische Literatur bezeichnet die Kaiser des Heiligen Römischen Reiches hingegen als römisch-deutsche Kaiser, um sie von den römischen Kaisern der Antike einerseits und von den deutschen Kaisern des 19. und frühen 20. Jahrhunderts andererseits zu unterscheiden.
Verfassungsrechtliche Rolle des Kaisers
Der Kaiser war das Reichsoberhaupt und oberster Lehnsherr. Wenn in frühneuzeitlichen Akten vom Kaiser die Rede ist, ist immer das Reichsoberhaupt gemeint. Ein eventuell zu Lebzeiten des Kaisers gewählter „Römischer König“ bezeichnete nur den Nachfolger und zukünftigen Kaiser. Solange der Kaiser noch lebte, konnte der König keine eigenen Rechte in Bezug auf das Reich aus seinem Titel ableiten. Gelegentlich wurden dem König, wie es Karl V. im Falle seiner Abwesenheit aus dem Reich bei seinem Bruder und römischen König Ferdinand I. tat, die Statthalterschaft und damit zumindest beschränkte Regierungsrechte übertragen. Der König übernahm nach dem Tode des Kaisers oder, wie im Falle Karls V., der Niederlegung der Krone ohne weitere Formalien die Herrschaft im Reich.
Der Titel des Kaisers impliziert spätestens seit der Frühen Neuzeit mehr Machtfülle, als tatsächlich in dessen Händen lag, und ist mit dem der antiken römischen Cäsaren und auch den mittelalterlichen Kaisern nicht vergleichbar. Er konnte tatsächlich nur im Zusammenwirken mit den Reichsständen, darunter insbesondere den Kurfürsten, politisch wirksam werden.
Rechtsgelehrte des 18. Jahrhunderts teilten die Befugnisse des Kaisers oft in drei Gruppen ein. Die erste Gruppe umfasste die sogenannten Komitialrechte (lateinisch iura comitialia), zu denen der Reichstag seine Zustimmung geben musste. Zu diesen Rechten gehörten alle wesentlichen Regierungshandlungen wie Reichssteuern, Reichsgesetze sowie Kriegserklärungen und Friedensschlüsse, die das ganze Reich betrafen.
Die zweite Gruppe umfasste die iura caesarea reservata limitata, die begrenzten kaiserlichen Reservatrechte, für deren Ausübung die Kurfürsten zustimmen mussten oder zumindest deren Billigung eingeholt werden musste. Zu diesen Rechten gehörten die Einberufung des Reichstags und die Erteilung von Münz- und Zollrechten.
Die dritte Gruppe umfasste die als iura reservata illimitata oder kurz iura reservata bezeichneten Rechte, die der Kaiser ohne Zustimmung der Kurfürsten im gesamten Reich ausüben konnte und deren Wahrnehmung nur an die Grenzen des geltenden Verfassungsrechts, wie der Wahlkapitulationen und der Rechte der Reichsstände, geknüpft war. Die wichtigsten dieser Rechte waren das Recht, Hofräte zu ernennen, dem Reichstag eine Tagesordnung vorzulegen, Standeserhöhungen vorzunehmen. Daneben gab es einige weitere Rechte, die für die Reichspolitik weniger wichtig waren, wie beispielsweise das Recht akademische Grade zu verleihen und uneheliche Kinder zu legitimieren.
Die Zusammensetzung der kaiserlichen Rechte veränderte sich im Laufe der Frühen Neuzeit immer mehr in Richtung der zustimmungspflichtigen Rechte. So war das Recht die Reichsacht zu verhängen ursprünglich ein Reservatrecht, war am Ende aber der Zustimmung des Reichstages unterworfen, wurde also zu einem Komitialrecht.

### Reichsstände

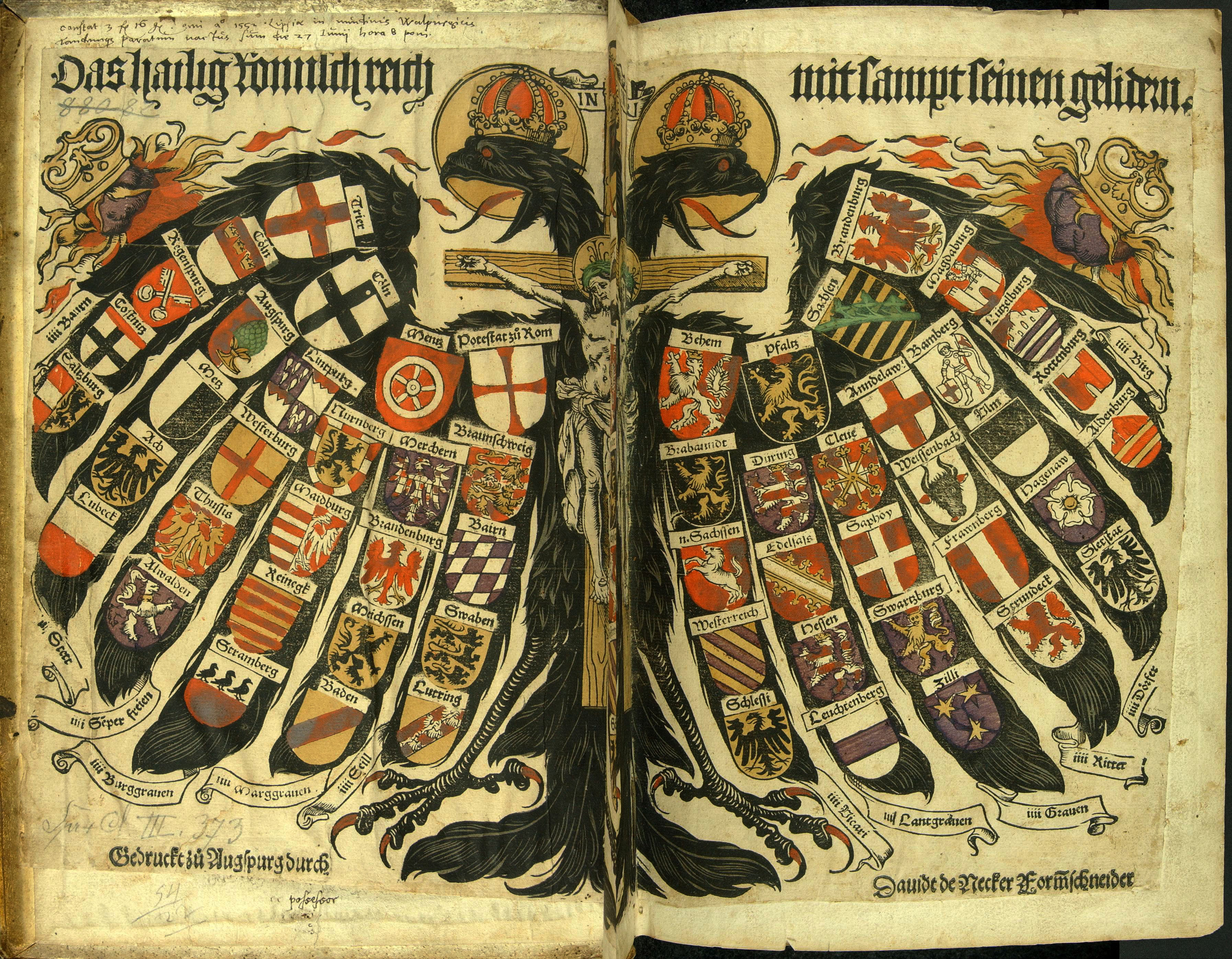
Der Quaternionenadler mit den Reichsständen als Symbol des Reiches, Holzschnitt von Hans Burgkmair d. Ä., 1510

Als Reichsstände bezeichnet man diejenigen reichsunmittelbaren Personen oder Korporationen, die Sitz und Stimme im Reichstag hatten. Sie waren keinem Landesherrn untertan und entrichteten ihre Steuern an das Reich. Zu Beginn der Frühen Neuzeit hatte sich der Umfang der Reichsstandschaft endgültig herausgebildet.
Neben den Unterschieden der Reichsstände entsprechend ihrem Range unterscheidet man außerdem zwischen geistlichen und weltlichen Reichsständen. Diese Unterscheidung ist insofern wichtig, als im Heiligen Römischen Reich geistliche Würdenträger, wie Erzbischöfe und Bischöfe, auch Landesherren sein konnten. Neben der Diözese, in der der Bischof das Oberhaupt der Kirche bildete, regierte er oft auch über einen Teil des Diözesangebietes und war in diesem gleichzeitig der Landesherr. Dieses Gebiet wurde als Hochstift, bei Erzbischöfen als Erzstift, bezeichnet. Hier erließ er Verordnungen, zog Steuern ein, vergab Privilegien wie ein weltlicher Landesherr auch. Um diese Doppelrolle als geistliches und weltliches Oberhaupt zu verdeutlichen, wird solch ein Bischof auch als Fürstbischof bezeichnet. Erst diese weltliche Rolle der Fürstbischöfe begründete deren Zugehörigkeit zu den Reichsständen.

#### Kurfürsten

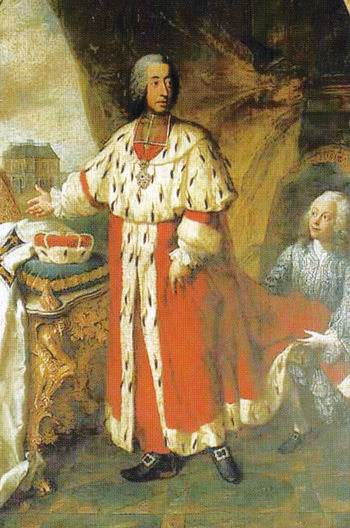
George Desmarées’ (1697–1776) Clemens August I. von Bayern mit dem Pagen von Weichs.
Das Bild zeigt Kurfürst Clemens August mit allen Zeichen seiner geistlichen und weltlichen Herrschaft: Kurmantel und Kurhut stehen für das Kurfürstentum Köln, das auf der Brust hängende bischöfliche Pektorale, der Kragen des Priesterornats und die auf dem Tisch hinter dem Kurhut liegende Mitra versinnbildlichen sein Amt als Erzbischof von Köln.

Die Kurfürsten (principes electores imperii) waren eine durch das Recht der Wahl des römisch-deutschen Königs hervorgehobene Gruppe von Reichsfürsten. Sie galten als die „Säulen des Reiches“. Das Kurfürstenkolleg vertrat gegenüber dem Kaiser das Reich und handelte als des Reiches Stimme. Das Kurkolleg war das cardo imperii, das Scharnier zwischen Kaiser und Reichsverband. Die weltlichen Kurfürsten hatten die Reichsämter inne, die sie während der Krönungsfeierlichkeiten eines neuen Königs beziehungsweise Kaisers ausübten.
Das Kurkollegium bildete sich im 13. Jahrhundert heraus und ist erstmals bei der Doppelwahl von 1257 als Wahlkollegium fassbar. Im Jahr 1298 wurde es erstmals ausdrücklich als „collegium“, seine Mitglieder erstmals als „kurfursten“ benannt. Das Gremium wurde durch die Goldene Bulle von Karl IV. 1356 auf sieben Fürsten festgeschrieben. Im Spätmittelalter waren dies die drei geistlichen Kurfürsten von Mainz, Köln und Trier und vier weltliche Kurfürsten, der König von Böhmen, der Markgraf von Brandenburg, der Pfalzgraf bei Rhein und der Herzog von Sachsen.
Kaiser Ferdinand II. übertrug 1623 die pfälzische Kur auf das Herzogtum Bayern. Im Westfälischen Frieden wurde die pfälzische Kur als achte erneut eingerichtet und 1692 erhielt das Herzogtum Braunschweig-Lüneburg eine neunte Kur, die aber erst 1708 durch den Reichstag bestätigt wurde.
Der König von Böhmen spielte eine besondere Rolle, da er sich seit den Hussitenkriegen nur noch an den Königswahlen, aber nicht mehr an den anderen Tätigkeiten des Kurkollegs beteiligte. Erst seit der „Readmission“ von 1708 änderte sich dies wieder.
Durch ihr exklusives Wahlrecht, die von ihnen allein ausgehandelte Wahlkapitulation des Kaisers und durch die von ihnen ausgeübte und verteidigte Vorrangstellung gegenüber den anderen Reichsfürsten bestimmten die Kurfürsten die Reichspolitik besonders bis zum Ende des Dreißigjährigen Krieges entscheidend mit. Sie trugen bis in die 1630er Jahre Verantwortung für das Reich als Ganzes. Dies spiegelte sich insbesondere in den Kurfürstentagen wider. Ab da wurde der exklusive Führungsanspruch durch die anderen Reichsstände bestritten und bekämpft. Seit den 1680er Jahren gelang es, den Reichstag als Ganzes aufzuwerten, so dass der Einfluss des Kurfürstenkollegs zwar stark zurückging, aber trotzdem das erste und wichtigste Gremium des Reichstages blieb.

#### Reichsfürsten
Der Stand der Reichsfürsten hatte sich im Hochmittelalter herausgebildet und umfasste alle die Fürsten, die ihr Lehen nur und unmittelbar vom König bzw. Kaiser erhalten hatten. Es bestand also eine lehnsrechtliche Reichsunmittelbarkeit. Hinzu kamen aber auch Fürsten, die durch Standeserhebungen oder schlicht durch Gewohnheitsrecht zu den Reichsfürsten gezählt wurden. Zu den Reichsfürsten zählten Adlige, die über unterschiedlich große Territorien herrschten und unterschiedliche Titel trugen. Die Reichsfürsten gliederten sich genauso wie die Kurfürsten in eine weltliche und eine geistliche Gruppe.
Nach der Reichsmatrikel von 1521 zählten zu den geistlichen Reichsfürsten die vier Erzbischöfe von Magdeburg, Salzburg, Besançon und Bremen und 46 Bischöfe. Diese Zahl verringerte sich bis 1792 auf die beiden Erzbischöfe von Salzburg und Besançon und 22 Bischöfe.
Entgegen der Anzahl der geistlichen Reichsfürsten, die sich bis zum Ende des Reiches um ein Drittel reduzierte, erhöhte sich die Anzahl der weltlichen Reichsfürsten auf mehr als das Doppelte. Die Wormser Reichsmatrikel von 1521 zählte noch 24 weltliche Reichsfürsten. Ende des 18. Jahrhunderts werden hingegen 61 Reichsfürsten aufgeführt.
Auf dem Augsburger Reichstag von 1582 wurde die Erhöhung der Anzahl der Reichsfürsten durch dynastische Zufälle eingeschränkt. Die Reichsstandschaft wurde an das Territorium des Fürsten gebunden. Erlosch eine Dynastie, übernahm der neue Territorialherr die Reichsstandschaft; im Falle von Erbteilungen übernahmen sie die Erben gemeinsam.
Die Reichsfürsten bildeten auf dem Reichstag den Reichsfürstenrat, auch Fürstenbank genannt. Diese war entsprechend der Zusammensetzung der Fürstenschaft in eine geistliche und eine weltliche Bank geteilt. Durch die Bindung des Reichsfürstenstandes an die Herrschaft über ein Territorium war die Anzahl der Stimmen nach der Reichsmatrikel bestimmt und bildete die Grundlage für die Stimmberechtigung im Reichstag. War ein weltlicher oder geistlicher Fürst Herr über mehrere Reichsterritorien, so verfügte er auch über die dementsprechende Anzahl von Stimmen.
Die größeren der Fürsten waren an Macht und Größe der regierten Territorien zumindest den geistlichen Kurfürsten überlegen und forderten deshalb seit dem zweiten Drittel des 17. Jahrhunderts eine politische und zeremonielle Gleichstellung der Reichsfürsten mit den Kurfürsten.

#### Reichsprälaten
Neben den zu den Reichsfürsten gehörenden Erzbischöfen und Bischöfen bildeten die Vorsteher der reichsunmittelbaren Klöster und Kapitel einen eigenen Stand innerhalb des Reiches. Der Stand der Reichsprälaten bestand somit aus den Reichsäbten, Reichspröpsten und Reichsäbtissinnen. Die Reichsmatrikel von 1521 erfasste 83 Reichsprälaten, deren Anzahl sich bis 1792 durch Mediatisierungen, Säkularisationen, Abtretungen an andere europäische Staaten und Erhebungen in den Fürstenstand auf 40 verringerte. Auch der Austritt der Schweizer Eidgenossenschaft trug zur Verringerung der Zahl der Reichsprälaten bei, da unter anderem St. Gallen, Schaffhausen und Einsiedeln und damit deren Klöster nicht mehr zum Reich gehörten. Die Gebiete der Reichsprälaten waren oft sehr klein – manchmal umfassten sie nur wenige Gebäude – und konnten sich nur mit Mühe dem Zugriff der umliegenden Territorien entziehen, was auch nicht immer auf Dauer gelang.
Die meisten Reichsprälaturen lagen im Südwesten des Reiches. Durch die geografische Nähe zueinander entwickelte sich ein Zusammenhalt, der sich in der Gründung des Schwäbischen Reichsprälatenkollegiums 1575 abbildete und in der Folge noch stärker wurde. Dieses Kollegium bildete auf den Reichstagen eine geschlossene Gruppe und besaß eine Kuriatsstimme, die einer Stimme eines Reichsfürsten gleichgestellt war. Alle anderen Reichprälaten bildeten das Rheinische Reichsprälatenkollegium, das auch eine eigene Stimme besaß, aber aufgrund der größeren geografischen Verteilung seiner Mitglieder nie den Einfluss des schwäbischen Kollegiums erreichte.

#### Reichsgrafen
Diese Gruppe war die zahlenmäßig größte unter den Reichsständen und vereinigte diejenigen Adligen, denen es nicht gelungen war, ihren Besitz in ein Königslehen umzuwandeln, da die Grafen ursprünglich nur Verwalter von Reichseigentum bzw. Stellvertreter des Königs in bestimmten Gebieten waren. Trotzdem verfolgten die Grafen wie die größeren Fürsten das Ziel, ihren Besitz in einen Territorialstaat umzuwandeln. Faktisch waren sie schon seit dem Hochmittelalter Landesherren und wurden auch gelegentlich in den Reichsfürstenstand erhoben, wie man an dem Beispiel der größten Grafschaft sieht, der Grafschaft Württemberg, die 1495 zum Herzogtum erhoben wurde.
Die zahlreichen, zumeist kleinen reichsunmittelbaren Gebiete der Reichsgrafen – die Reichsmatrikel von 1521 zählt 143 Grafen auf – trugen sehr stark zum Eindruck der Zersplitterung des Reichsgebietes bei. In der Liste von 1792 tauchen immerhin noch fast 100 Reichsgrafen auf, was trotz zahlreicher Mediatisierungen und dem Erlöschen von Adelsgeschlechtern auf den Umstand zurückzuführen ist, dass im Laufe der Frühen Neuzeit zahlreiche Personen in den Reichsgrafenstand erhoben wurden, die aber nicht mehr über reichsunmittelbares Gebiet verfügten.

#### Reichsstädte

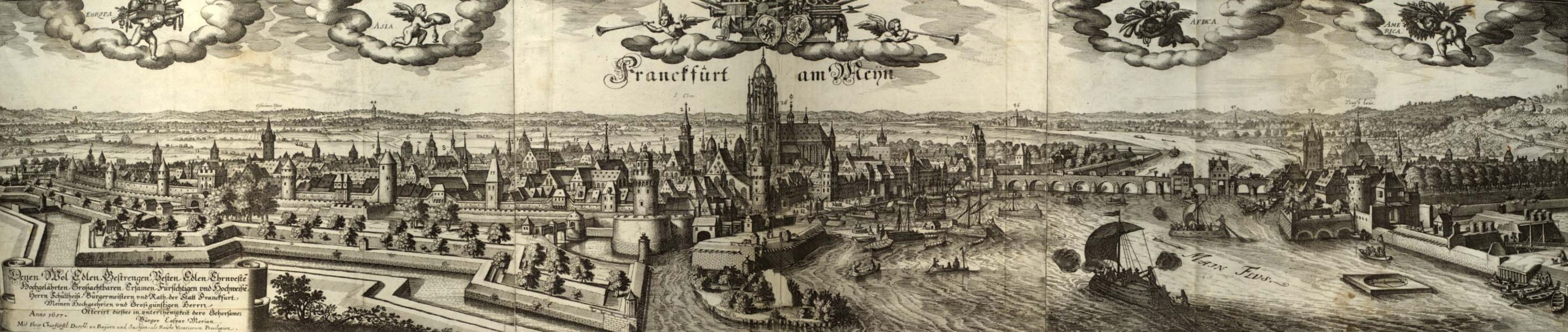
Frankfurt am Main war eine der wichtigsten Reichsstädte und Wahl- und Krönungsort der Kaiser seit 1562, Stich aus dem Jahr 1658

Die Reichsstädte bildeten eine politische und rechtliche Ausnahme, da sich in diesem Fall die Reichsstandschaft nicht auf eine Einzelperson bezog, sondern auf die Stadt als Ganzes, die vom Rat vertreten wurde. Von den anderen Städten des Reiches hoben sie sich dadurch ab, dass sie nur den Kaiser als Herrn hatten. Rechtlich waren sie den anderen Reichsterritorien gleichgestellt. Allerdings besaßen nicht alle reichsunmittelbaren Städte Sitz und Stimme im Reichstag und damit die Reichsstandschaft. Von den 1521 in der Reichsmatrikel erwähnten 86 Reichsstädten konnten sich nur drei Viertel die Mitgliedschaft im Reichstag sichern. Bei den anderen war die Reichsstandschaft umstritten beziehungsweise niemals gegeben. So konnte Hamburg beispielsweise seinen Sitz im Reichstag erst 1770 einnehmen, da Dänemark die gesamte Frühe Neuzeit über diesen Status bestritten hatte und dieser erst 1768 im Gottorper Vertrag endgültig festgestellt wurde.
Die Wurzeln der frühneuzeitlichen Reichsstädte lagen einerseits in den mittelalterlichen Stadtgründungen der römisch-deutschen Könige und Kaiser, die dann als des Reichs Städte angesehen wurden und nur dem Kaiser untertan waren. Auf der anderen Seite gab es Städte, die sich im Spätmittelalter, verstärkt seit dem Investiturstreit, aus der Herrschaft eines meist geistlichen Stadtherren befreien konnten. Diese als „Freie Städte“ bezeichneten Städte hatten im Gegensatz zu den Reichsstädten keine Steuern und Heeresleistungen an den Kaiser zu entrichten.
Seit 1489 bildeten die Reichsstädte und die Freien Städte das Reichsstädtekollegium und wurden unter dem Begriff „Freie- und Reichsstädte“ zusammengefasst. Im Sprachgebrauch verschmolz diese Formel im Laufe der Zeit zur „Freien Reichsstadt“.
Bis 1792 nahm die Zahl der Reichsstädte auf 51 ab. Nach dem Reichsdeputationshauptschluss von 1803 blieben als Reichsstädte sogar nur noch die Städte Hamburg, Lübeck, Bremen, Frankfurt, Augsburg und Nürnberg übrig. Die Rolle und Bedeutung der Städte nahm seit dem Mittelalter ebenfalls immer mehr ab, da viele nur sehr klein waren und sich häufig dem Druck der umliegenden Territorien nur schwer widersetzen konnten.
Bei den Beratungen des Reichstages wurde die Meinung der Reichsstädte meist nur pro forma zur Kenntnis genommen, nachdem sich die Kurfürsten und die Reichsfürsten geeinigt hatten.

### Weitere unmittelbare Glieder

#### Reichsritter
Der reichsunmittelbare Stand der Reichsritter gehörte nicht den Reichsständen an und fand auch keine Beachtung in der Reichsmatrikel von 1521. Die Reichsritter gehörten dem niederen Adel an und waren zu Beginn der Frühen Neuzeit als eigener Stand erkennbar. Zwar gelang ihnen nicht wie den Reichsgrafen die volle Anerkennung, jedoch konnten sie sich dem Zugriff der diversen Territorialfürsten widersetzen und ihre Reichsunmittelbarkeit bewahren.
Sie genossen den besonderen Schutz des Kaisers, blieben aber vom Reichstag ausgeschlossen und wurden auch nicht in die Reichskreisverfassung einbezogen. Ab dem Spätmittelalter schlossen sich die Reichsritter in Ritterbünden zusammen, die es ihnen erlaubten, ihre Rechte und Privilegien zu bewahren und ihre Pflichten gegenüber dem Kaiser zu erfüllen.
Deshalb organisierte sich die Reichsritterschaft ab der Mitte des 16. Jahrhunderts in insgesamt 15 Ritterorten, die wiederum, bis auf eine Ausnahme in drei Ritterkreisen zusammengefasst wurden. Die Ritterorte wurden seit dem 17. Jahrhundert nach dem Vorbild der Schweizer Eidgenossenschaft „Kantone“ genannt.
Seit 1577 fanden zwar als „Generalkorrespondenztage“ bezeichnete Zusammenkünfte der Reichsritterschaft statt, jedoch blieben die Kreise und besonders die Kantone auf Grund der starken territorialen Verankerung der Ritter wesentlich wichtiger.
Die Reichsritter wurden sehr häufig durch den Kaiser zu Kriegsdiensten herangezogen und gewannen dadurch einen sehr großen Einfluss im Militär und der Verwaltung des Reiches, aber auch auf die Territorialfürsten.

#### Reichsdörfer
Die Reichsdörfer wurden im Westfälischen Frieden von 1648 neben den anderen Reichsständen und der Reichsritterschaft anerkannt. Diese Überbleibsel der im 15. Jahrhundert aufgelösten Reichsvogteien waren zahlenmäßig gering und bestanden aus auf ehemaligen Krongütern gelegenen Gemeinden, Reichsflecken oder waren sogenannte Freie Leute. Sie besaßen die Selbstverwaltung und hatten die niedere, teilweise sogar die hohe Gerichtsbarkeit und unterstanden nur dem Kaiser.
Von den ursprünglich 120 urkundlich bekannten Reichsdörfern existierten 1803 nur noch fünf, die im Rahmen des Reichsdeputationshauptschlusses mediatisiert, also benachbarten großen Fürstentümern zugeschlagen wurden.

### Institutionen

Institutionen des Reiches seit der Frühen Neuzeit

#### Reichstag
Der Reichstag war das bedeutendste und dauerhafteste Ergebnis der Reichsreformen des späten 15. und frühen 16. Jahrhunderts. Er entwickelte sich seit der Zeit Maximilians I. zur obersten Rechts- und Verfassungsinstitution, ohne dass es einen formellen Einsetzungsakt oder eine gesetzliche Grundlage gab. Im Kampf um eine stärker zentralistische oder stärker föderalistische Prägung des Reiches zwischen dem Kaiser und den Reichsfürsten entwickelte er sich zu einem der Garanten für den Erhalt des Reiches.
Bis 1653/54 trat der Reichstag in verschiedenen Reichsstädten zusammen und bestand seit 1663 als Immerwährender Reichstag in Regensburg. Der Reichstag durfte nur vom Kaiser einberufen werden, der aber seit 1519 verpflichtet war, vor Versendung der „Ausschreiben“ genannten Einladungsschreiben die Kurfürsten um Zustimmung zu bitten. Der Kaiser hatte ebenfalls das Recht die Tagesordnung festzulegen, wobei er aber nur einen geringen Einfluss auf die tatsächlich diskutierten Themen hatte. Die Leitung des Reichstages hatte der Kurfürst von Mainz inne.
Der Reichstag konnte einige Wochen bis mehrere Monate dauern. Die Beschlüsse des Reichstages wurden in einem beurkundeten Dokument niedergelegt, dem Reichsabschied. Der letzte dieser Reichsabschiede war der Jüngste Reichsabschied (recessus imperii novissimus) von 1653/54.
Die Permanenz des Immerwährenden Reichstags nach 1663 wurde nie formell beschlossen, sondern entwickelte sich aus den Umständen der Beratungen. Der Immerwährende Reichstag entwickelte sich aufgrund seiner Permanenz recht schnell zu einem reinen Gesandtenkongress, auf dem die Reichsstände nur sehr selten erschienen.

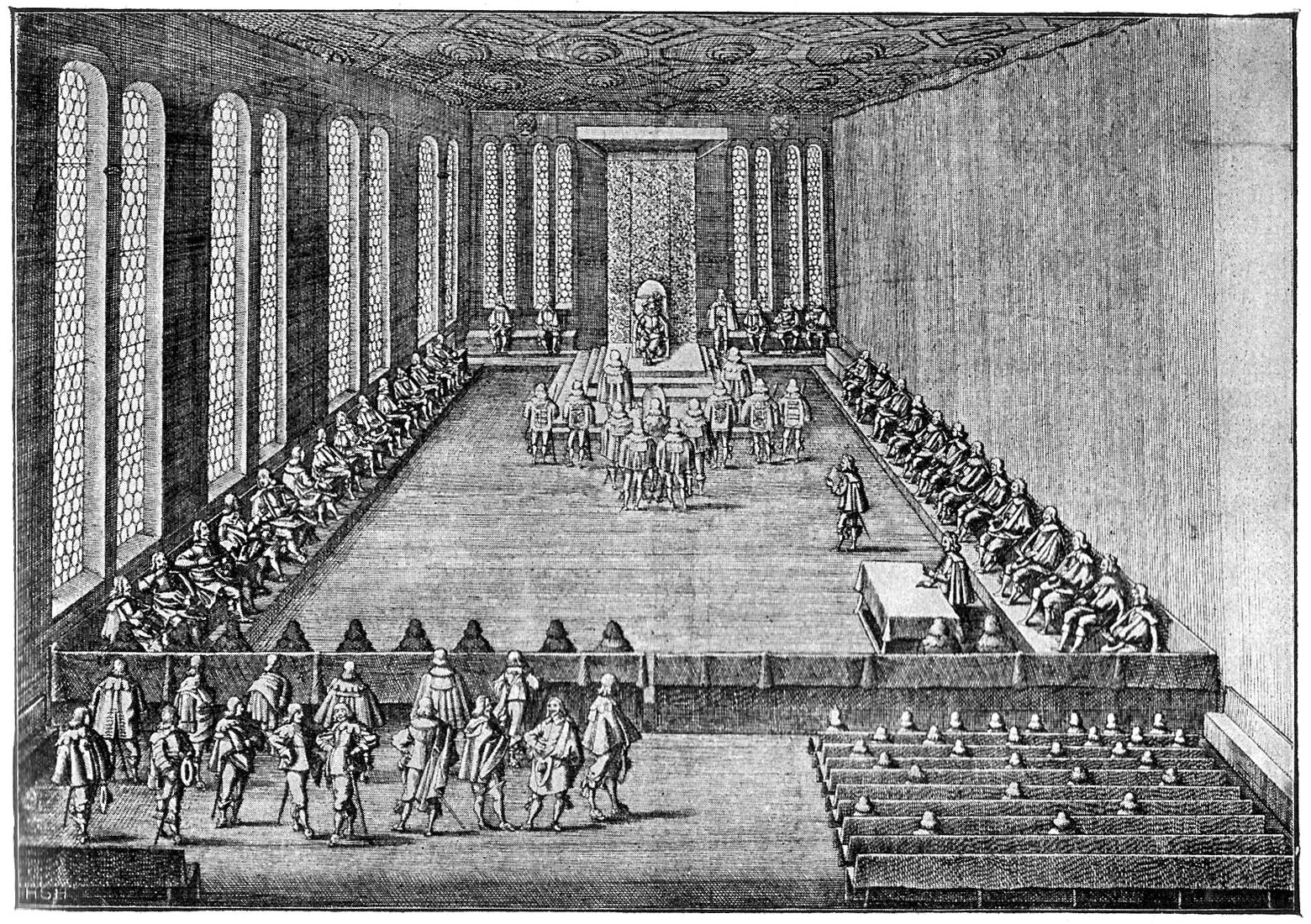
Sitzung des Reichstags in Regensburg im Jahr 1640 (nach einem Stich von Matthäus Merian)

Da der Immerwährende Reichstag seit 1663 nicht formell beendet wurde, wurden seine Beschlüsse in Form sogenannter Reichsschlüsse niedergelegt. Die Ratifizierung dieser Beschlüsse wurde meist durch den Vertreter des Kaisers beim Reichstag, den Prinzipalkommissar, in Form eines „Kaiserlichen Commissions-Decrets“ durchgeführt.
Die Entscheidungen wurden in einem langwierigen und komplizierten Entscheidungs- und Beratungsverfahren getroffen. Wenn durch Mehrheits- oder einstimmigen Beschluss Entscheidungen in den jeweiligen Ständeräten getroffen waren, wurden die Beratungsergebnisse ausgetauscht und versucht, dem Kaiser einen gemeinsamen Beschluss der Reichsstände vorzulegen. Auf Grund der immer schwerer werdenden Entscheidungsprozesse wurde auch versucht, die Entscheidung mittels verschiedener Ausschüsse zu erleichtern.
Nach der Reformation und dem Dreißigjährigen Krieg bildeten sich infolge der Glaubensspaltung 1653 das Corpus Evangelicorum und später das Corpus Catholicorum. Diese versammelten die Reichsstände der beiden Konfessionen und berieten getrennt die Reichsangelegenheiten. Der Westfälische Frieden bestimmte nämlich, dass in Religionsangelegenheiten nicht mehr das Mehrheitsprinzip, sondern das Konsensprinzip gelten sollte.

#### Reichskreise

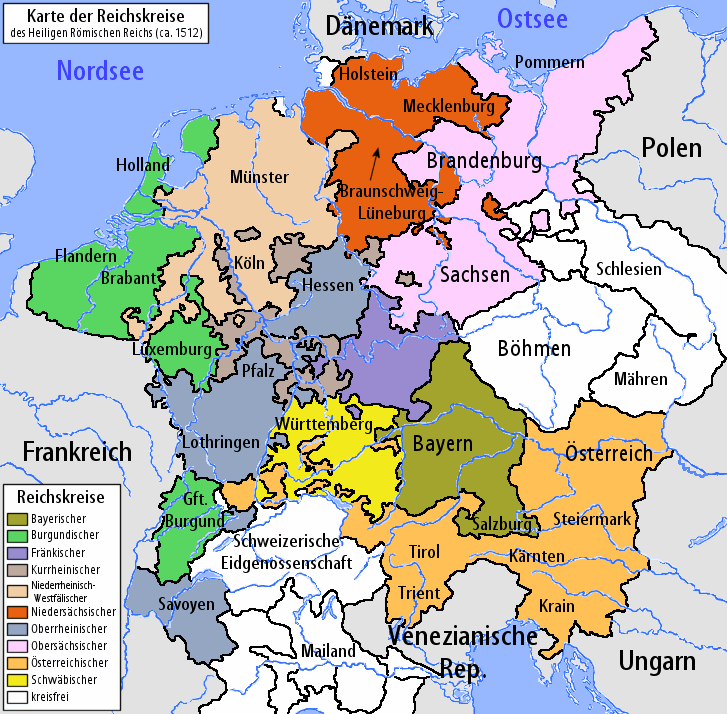
Reichskreiseinteilung seit 1512. Die kreisfreien Territorien sind weiß dargestellt.

Die Reichskreise entstanden infolge der Reichsreform am Ende des 15. Jahrhunderts beziehungsweise zu Beginn des 16. Jahrhunderts und der Verkündung des Ewigen Landfriedens in Worms 1495. Sie dienten hauptsächlich der Aufrechterhaltung und Wiederherstellung des Landfriedens durch den geographischen Zusammenhang seiner Mitglieder. Ausbrechende Konflikte sollten bereits auf dieser Ebene gelöst und über Störer des Landfriedens gerichtet werden. Außerdem verkündeten die Kreise die Reichsgesetze und setzten sie notfalls auch durch.
Die ersten sechs Reichskreise wurden auf dem Reichstag von Augsburg 1500 im Zusammenhang mit der Bildung des Reichsregiments eingerichtet. Sie wurden lediglich mit Nummern bezeichnet und setzten sich aus Reichsständen aller Gruppen, mit Ausnahme der Kurfürsten, zusammen.
Mit der Schaffung vier weiterer Reichskreise 1512 wurden nun auch die österreichischen Erblande und die Kurfürstentümer mit in die Kreisverfassung eingebunden. Außerhalb der Kreiseinteilung blieben bis zum Ende des Reiches das Kurfürstentum und Königreich Böhmen mit den zugehörigen Gebieten Schlesien, Lausitz und Mähren. Ebenso nicht eingebunden wurden die Schweizerische Eidgenossenschaft, die Reichsritterschaft, die Lehnsgebiete in Reichsitalien und einige Reichsgrafschaften und -herrschaften, wie beispielsweise Jever.

#### Reichskammergericht

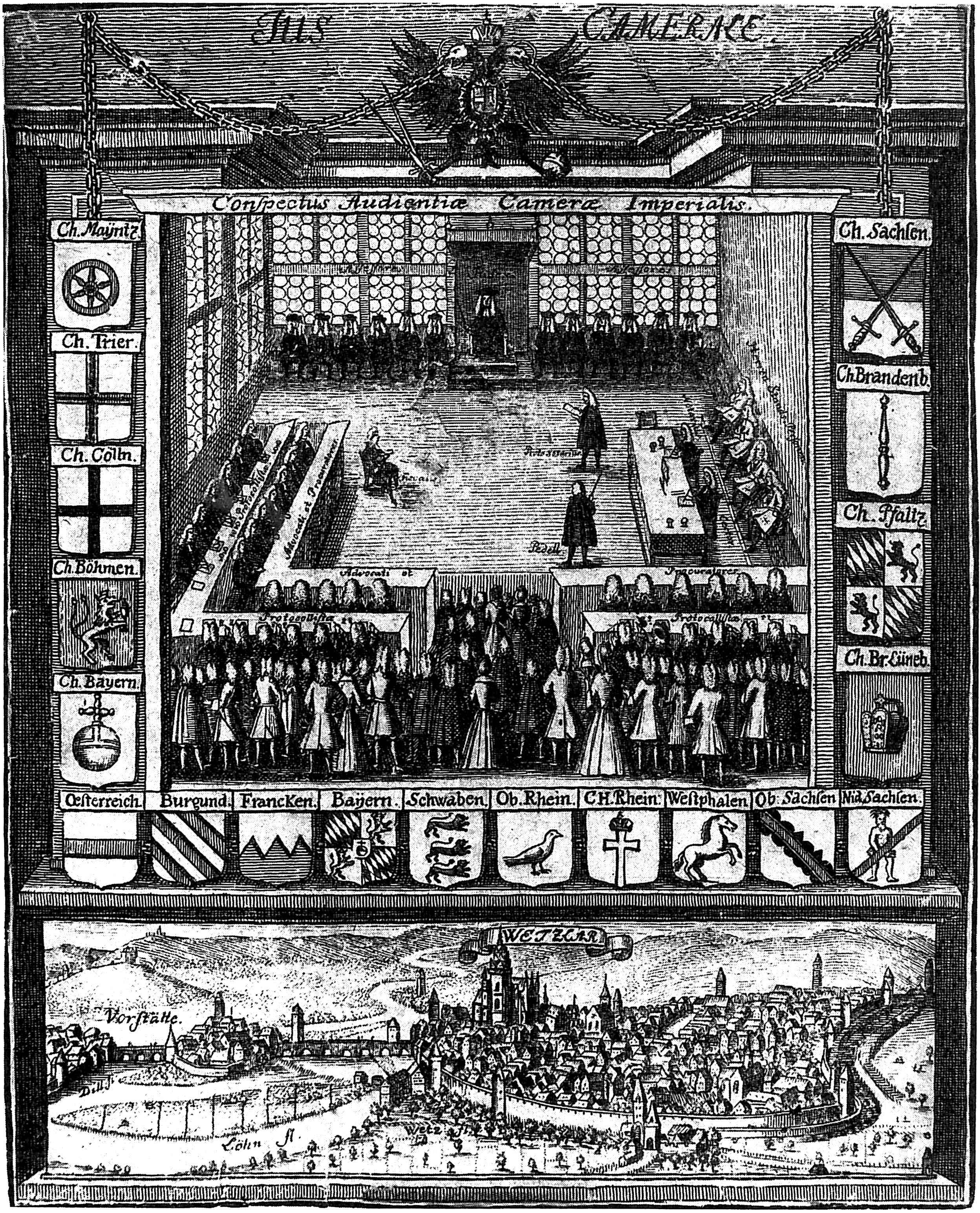
Audienz am Reichskammergericht, Kupferstich, 1750

Das Reichskammergericht wurde im Zuge der Reichsreform und der Errichtung des Ewigen Landfriedens 1495 unter dem römisch-deutschen König Maximilian I. errichtet und hatte bis zum Ende des Reiches 1806 Bestand. Es war neben dem Reichshofrat das oberste Gericht des Reiches und hatte die Aufgabe ein geregeltes Streitverfahren an die Stelle von Fehden, Gewalt und Krieg zu setzen. Es ermöglichte als Appellationsgericht auch Prozesse von Untertanen gegen ihren jeweiligen Landesherrn.
Nach seiner Gründung am 31. Oktober 1495 hatte das Gericht seinen Sitz in Frankfurt am Main. Nach Zwischenstationen in Worms, Augsburg, Nürnberg, Regensburg, Speyer und Esslingen war es ab 1527 in Speyer und nach dessen Zerstörung infolge des Pfälzischen Erbfolgekrieges von 1689 bis 1806 in Wetzlar ansässig.
Nach den Beschlüssen des Reichstages von Konstanz 1507 entsandten die Kurfürsten je einen von den insgesamt 16 Assessoren, also den Beisitzern des Gerichtes. Der römisch-deutsche König benannte für Burgund und Böhmen je zwei und jeder der 1500 gebildeten Reichskreise durfte einen Beisitzer zum Reichskammergericht entsenden. Außerdem wurden die letzten beiden Sitze auf Vorschlag der Reichskreise durch den Reichstag gewählt, so dass die Assessoren des Reichskammergerichts zur Hälfte aus Vertretern der Reichskreise bestanden.
Auch als 1555 die Anzahl der Beisitzer auf 24 erhöht wurde, blieb die Rolle der Reichskreise entsprechend ihrer Wichtigkeit für den Landfrieden erhalten. Seitdem durfte jeder Reichskreis einen ausgebildeten Juristen und einen Vertreter der Reichsritterschaft entsenden, also jetzt zwei Vertreter. Auch nach dem Westfälischen Frieden, in dem die Anzahl auf 50 erhöht wurde, und dem Jüngsten Reichsabschied wurde die Hälfte der Assessoren mit Vertretern der Reichskreise besetzt.
Durch die Einrichtung des Gerichtes wurde die oberste Richterfunktion des Königs und Kaisers aufgehoben und dem Einfluss der Reichsstände zugänglich. Dies war bei dem seit Anfang des 15. Jahrhunderts bestehenden königlichen Kammergericht nicht der Fall gewesen. Die erste Reichskammergerichtsordnung vom 7. August 1495 begründete Unser [also des Königs] und des Hailigen Reichs Cammergericht. Vom selben Tag datieren auch die Urkunden zum Ewigen Landfrieden, Handhabung Friedens und Rechts und die Ordnung des Gemeinen Pfennigs, die alle zusammen den Erfolg der Reichsstände gegenüber dem Kaiser zeigen, was sich auch bei den Regelungen für das Gericht bezüglich Tagungsort, eine von der Residenz des Kaisers weit entfernte Reichsstadt, Finanzierung und personeller Zusammensetzung zeigte.
Die Partizipation der Stände an der Einrichtung und Organisation des Gerichtes hatte aber zur Folge, dass diese sich an der Finanzierung beteiligen mussten, da dessen Gebühren und sonstige Einnahmen dafür nicht ausreichten. Wie wichtig aber das Gericht den Ständen war, zeigt die Tatsache, dass mit dem Kammerzieler die einzige ständige Reichssteuer durch diese bewilligt wurde, nachdem der Gemeine Pfennig als allgemeine Reichssteuer 1507 im Reichsabschied von Konstanz scheiterte. Trotz festgelegter Höhe und Zahlungstermine kam es aber immer wieder durch Zahlungsverzug beziehungsweise -verweigerung zu finanziellen Schwierigkeiten und auch noch im 18. Jahrhundert zu dadurch verursachten langen Unterbrechungen in der Arbeit des Gerichtes.

#### Reichshofrat
Der Reichshofrat war neben dem Reichskammergericht die oberste gerichtliche Instanz. Seine Mitglieder wurden allein vom Kaiser ernannt und standen diesem, zusätzlich zu den gerichtlichen Aufgaben, auch als Beratungsgremium und Regierungsbehörde zur Verfügung. Neben den Rechtsgebieten, die auch durch das Reichskammergericht behandelt werden konnten, gab es einige Streitfälle, die nur vor dem Reichshofrat verhandelt werden konnten. So war der Reichshofrat ausschließlich zuständig für alle Fälle, die Reichslehnsachen, inklusive Reichsitalien, und die kaiserlichen Reservatrechte betrafen.
Da sich der Reichshofrat im Gegensatz zum Reichskammergericht nicht streng an die damalige Gerichtsordnung halten musste und sehr oft auch davon abwich, waren Verfahren vor dem Reichshofrat im Allgemeinen zügiger und unbürokratischer. Außerdem beauftragte der Reichshofrat häufig örtliche, nicht am Konflikt beteiligte Reichsstände mit der Bildung einer „Kommission“, die die Vorgänge vor Ort untersuchen sollte.
Auf der anderen Seite überlegten sich protestantische Kläger oft, ob sie tatsächlich vor einem Gericht des Kaisers, der stets katholisch war und auch bis ins 18. Jahrhundert nur Katholiken in den Reichshofrat berief, klagen wollten.

### Reichsmilitärwesen
Kannte das Reich im Mittelalter vor allem das Heeresaufgebot von Kaisern, Herzögen bzw. Kurfürsten und der Städte, entwickelte sich ab dem 15. Jahrhundert ein Reichsmilitärwesen, das aber niemals mit den im Absolutismus aufkommenden Stehenden Heeren vergleichbar war. Zum einen gab es ein „Kaiserliches Heer“, das sich privilegiert bis zuletzt aus dem ganzen Reich rekrutierte, aber zunehmend den habsburgischen Hausinteressen diente. Zum anderen schuf die sich aus dem ersten Reichsmatrikel von 1422 sich entwickelnde Reichsheeresverfassung zusätzlich eine Reichsarmee, die mit der Reichsgeneralität vom Reichstag entsprechend der Reichsexekutionsordnung von 1555 eingesetzt wurde. In der Reichsdefensionalordnung von 1681, die im Kern bis 1806 gültig war, erfolgte eine neue Aufteilung in die Truppenkontingente der Reichskreise, die Gesamtsumme (Simplum) wurde auf 40.000 Soldaten erhöht. Daneben stellten die besonders gefährdeten vorderen Reichskreise in Zeiten der Gefahr als Kreisassoziationen beträchtliche Truppenkontingente auf. Das im Westfälischen Frieden verankerte Recht der einzelnen Landesherren auf eigene Truppen („jus armorum et foederum“) nutzten die großen Reichsstände zur Aufstellung separater stehender Heere, so bereits ab 1644 Brandenburg, ab 1682 Bayern und Sachsen. Zersplittert in Aufgebote der Reichskreise und darin in Kreisständen leistete die Reichsarmee gemeinsam mit dem Kaiserlichen Heer Dienste in den Reichskriegen gegen die Türken und Frankreich, verlor aber spätestens nach der Niederlage bei der Schlacht bei Roßbach 1757 bei der Reichsexekution gegen Preußen seine Bedeutung. Seine letzten Einsätze hatte das Reichsheer in den Koalitionskriegen. Die Kaiserliche Armee wurde weitgehend in die Kaiserlich-Königliche Armee des Kaisertums Österreich überführt.

## Reichsgebiet und Bevölkerung

Das Gebiet des Heiligen Römischen Reiches im Zeitraum von 962 bis 1806, gezeichnet zusammen mit den modernen Grenzen

### Gebiet des Reiches
Zum Zeitpunkt der Entstehung des Reiches umfasste das Reichsgebiet etwa 470.000 Quadratkilometer und wurde nach groben Schätzungen um das Jahr 1000 von zehn und mehr Einwohnern pro Quadratkilometer bewohnt. Dabei ist das in der Antike zum Römischen Reich gehörende Gebiet im Westen dichter besiedelt als die Gebiete im Osten.
Vom 11. bis zum 14. Jahrhundert verdreifachte sich die Bevölkerung auf ungefähr 12 Millionen; im Zuge der Pestwellen und der Flucht vieler Juden nach Polen im 14. Jahrhundert verringerte sich nach vorsichtigen Schätzungen die Bevölkerungszahl in Deutschland um ein Drittel. Das Reich bestand seit 1032 aus dem Regnum Francorum (Ostfrankenreich), später auch Regnum Teutonicorum genannt, dem Regnum Langobardorum oder Regnum Italicum im heutigen Nord- und Mittelitalien (Reichsitalien) und dem Königreich Burgund.
Der Prozess der Nationalstaatsbildung und dessen Institutionalisierung in den anderen europäischen Ländern wie Frankreich und England im Spätmittelalter und der beginnenden Neuzeit umfasste auch die Notwendigkeit, klar umrissene Außengrenzen zu besitzen, innerhalb derer der Staat präsent war. Im Mittelalter handelte es sich trotz der auf modernen Karten vermeintlich erkennbaren präzise definierten Grenzen um mehr oder minder breite Grenzsäume mit Überlappungen und verdünnter Herrschaftspräsenz der einzelnen Reiche. Seit dem 16. Jahrhundert kann man für die Reichsterritorien und die anderen europäischen Staaten im Prinzip eine fest umrissene Staatsfläche erkennen.
Das Heilige Römische Reich umfasste hingegen die ganze Frühe Neuzeit hindurch Gebiete mit einer engen Bindung an das Reich, Zonen mit verdünnter Präsenz des Reiches und Randbereiche, die sich gar nicht am politischen System des Reiches beteiligten, obwohl sie im Allgemeinen zum Reich gerechnet wurden. Die Reichszugehörigkeit definierte sich vielmehr aus der aus dem Mittelalter stammenden lehnsrechtlichen Bindung an den König bzw. Kaiser und den daraus folgenden rechtlichen Konsequenzen. Die Mitgliedschaft zum Lehnsverband und der Umfang der lehnsrechtlichen Bindung an den Herrscher waren selten eindeutig.
Ziemlich klar fassbar sind die Grenzen des Reiches im Norden auf Grund der Meeresküsten und entlang der Eider, die die Herzogtümer Holstein, das zum Reich gehörte, und Schleswig, das ein Lehen Dänemarks war, voneinander trennte. Im Südosten, wo die österreichischen Erblande der Habsburger mit Österreich unter der Enns, der Steiermark, Krain, Tirol und dem Hochstift Trient die Grenzen des Reiches markierten, sind die Grenzen auch klar erkennbar. Im Nordosten gehörten Pommern und Brandenburg zum Reich. Das Gebiet des Deutschen Ordens wird hingegen von den meisten heutigen Historikern nicht als zum Reich gehörig betrachtet, obwohl es deutsch geprägt war und schon 1226 vor seiner Gründung in der Goldbulle von Rimini als kaiserliches Lehen betrachtet wurde, das er mit Privilegien ausstattet, was natürlich sinnlos gewesen wäre, wenn er das Gebiet nicht als zum Reich zugehörig betrachtet hätte. Auch erklärte der Augsburger Reichstag von 1530 Livland zum Mitglied des Reiches, und die Umwandlung des Ordensgebietes Preußen in ein polnisches Lehensherzogtum wurde vom Reichstag lange nicht akzeptiert.

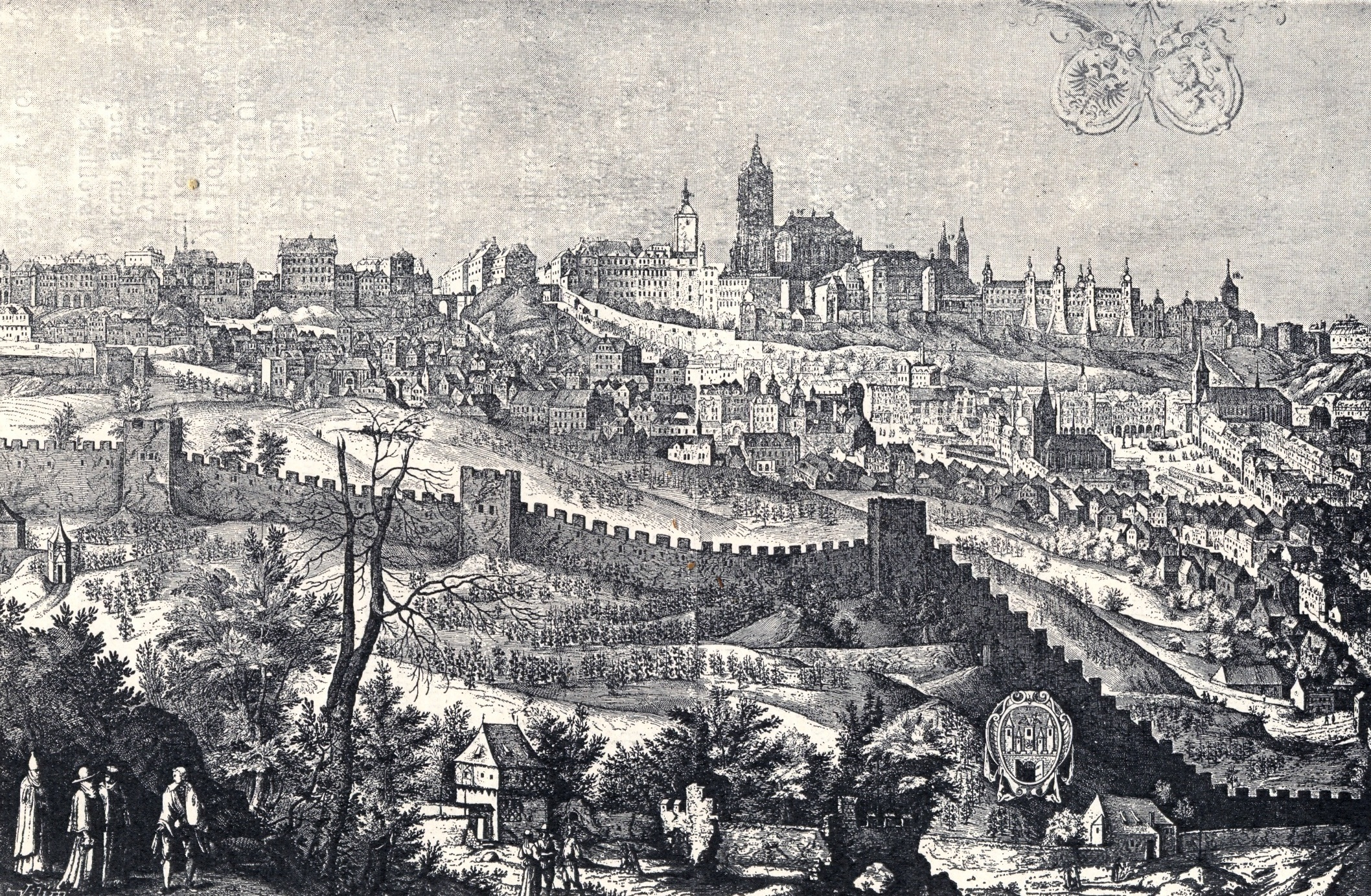
Kaiser Rudolf II. verlegte seine Residenz 1583 nach Prag

Das Königreich Böhmen wird im Allgemeinen auf Karten als zum Reich zugehörig dargestellt. Dies ist insofern richtig, als Böhmen kaiserliches Lehnsgebiet war und der böhmische König, den es aber erst seit der Stauferzeit gab, dem Kreis der Kurfürsten angehörte. Seit den Hussitenkriegen beteiligte sich Böhmen außerhalb von Königswahl kaum noch an den Institutionen des Reiches, das änderte sich wieder mit der Readmission zum Kurfürstenrat 1708.
Im Westen und Südwesten des Reiches lassen sich kaum unstrittige Grenzen angeben. Sehr gut ist dies am Beispiel der Niederlande zu erkennen. Die Gebiete des heutigen Belgiens und der Niederlande wurden bereits in 1473 von dem Haus Burgund vereint und durch den Burgundischen Vertrag von 1548 zu einem Gebiet mit stark verringerter Reichspräsenz gemacht, beispielsweise aus der Gerichtshoheit des Reiches entlassen. Bereits kurz nach Beginn des Niederländischen Aufstands bildeten die Niederlande in der Praxis einen unabhängigen Staat, doch wurden sie erst zum Ende des Achtzigjährigen Krieges im Westfälischen Frieden 1648 auch de jure endgültig als souverän anerkannt. In der deutschen Geschichtsschreibung wird diese Anerkennung generell auch als das endgültige Ausscheiden der Niederlande aus dem Heiligen Römischen Reich verstanden, obwohl es bezeichnend ist, dass im umfangreichen Vertrag des Friedens von Münster weder das Heilige Römische Reich noch der Kaiser genannt wurde. Die Südlichen Niederlande fielen 1714 an Österreich. Als Österreichische Niederlande bildete dieses Gebiet einen nahezu selbständigen Staat, der nur durch Personalunion mit den übrigen österreichischen Gebieten verbunden war.
Die burgundische Dauphiné fiel 1349 ans französische Königshaus. Sie behielt aber einen Doppelstatus, da es bis zur Vereinigung mit der Krone 1457, an den Thronfolger genannt Dauphin de France übertragen wurde. Die ebenfalls kapetingische Provence folgte 1481. Von Frankreich mehr oder minder allmählich aus dem Reichsverband gelöst wurden im 16. Jahrhundert die Hochstifte Metz, Toul und Verdun und im späten 17. Jahrhundert durch die „Reunionspolitik“ weitere reichsständische Gebiete. Dazu gehörte die Annexion der Reichsstadt Straßburg 1681. Das bereits aufgestellte Heer mit 40.000 Mann zur Befreiung der Stadt konnte nicht eingreifen, da gleichzeitig Truppen zur Türkenabwehr vor Wien gebraucht wurden. Das seit dem Vertrag von Nürnberg 1542 nur noch lose an das Reich gebundene und mehrfach französisch besetzte Lothringen gelangte 1737/38 in einem französisch-habsburgischen Tauschgeschäft im Frieden von Wien an Stanislaus Leszczyński, den entthronten König von Polen und Schwiegervater des französischen Königs. Erst nach Stanislaus’ Tod 1766 fiel das Gebiet direkt an die französische Krone.
Die Schweizer Eidgenossenschaft gehört de jure seit 1648 nicht mehr zum Reich, aber bereits seit dem Frieden zu Basel 1499 haben die Eidgenossen keine Reichssteuer bezahlt und kaum mehr an der Reichspolitik teilgenommen. Trotzdem lässt sich die früher vertretene These nicht halten, der Frieden zu Basel habe de facto ein Ausscheiden der Eidgenossenschaft aus dem Reich bedeutet, denn die eidgenössischen Orte verstanden sich weiterhin als ein Teil des Reichs. Das südlich der Schweiz gelegene Savoyen gehörte juristisch gesehen sogar bis 1801 zum Reich, seine faktische Zugehörigkeit zum Reich war aber schon längst gelockert.
Die Zugehörigkeit des Kirchenstaats blieb bis zu dessen Ausscheiden mit der Goldbulle von Eger von 1213 umstritten. Das Herzogtum Spoleto blieb lange zwischen Papst und Kaiser umkämpft. 1523 schied die Terraferma aus, welches ein Lehen an die Republik Venedig war. Die Gebiete Reichsitaliens mit vielen kleinen Lehensgebieten und den großen Territorien des Großherzogtums Toskana, den Herzogtümern Mailand, Mantua, Modena, Parma und Mirandola, gehörten lehensrechtlich zum Reich, waren aber bis auf die gerichtliche Zuständigkeit des Reichshofrats nicht in die Reichsinstitutionen eingebunden. Sie waren nicht in die Kreisordnung integriert und hatten keine Rechte in der Reichsverfassung. Der Kaiser war zwar auch König von Italien, aber einen Einfluss auf die Wahl hatten die Kommunen und Territorien nicht. Während Kaiser und Reich in den großen Territorialstaaten Reichsitaliens nur wenige Durchgriffsmöglichkeiten hatten, waren die kleinen Reichslehen stark abhängig von der Belehnung durch Kaiser oder Reichshofrat und dem kaiserlichen Schutz vor den großen Territorien. Reichsitalien existierte bis zu den Französischen Revolutionskriegen, schwand in seiner Bedeutung aber Ende des 18. Jahrhunderts zunehmend zu einem Anhängsel der österreichischen Besitztümer in Italien.

### Bevölkerung
Das Reich hatte eine ethnisch vielfältige Bevölkerung. Diese umschloss neben deutschsprachigen Gebieten auch Bevölkerungsgruppen anderer Sprachen. So wurde es im Osten von Menschen mit slawischen Sprachen sowie im romanischen Westen und in Reichsitalien mit Sprachen, aus denen sich das moderne Französisch bzw. Italienisch entwickelte, bevölkert. Kaiser Heinrichs VII. Muttersprache war Französisch. Kaiser Karl V. wuchs in Gent mit Niederländisch und Französisch als Muttersprachen auf und lernte Deutsch erst, als er für die römisch-deutsche Königswürde kandidierte.
Ebenso unterschieden sich die deutschen Sprachgebiete aufgrund unterschiedlicher historischer Voraussetzungen erheblich: Nach der Zeit der Völkerwanderungen waren die östlichen Bereiche des später (im ausgehenden Mittelalter) deutschsprachigen Teils des Reichs hauptsächlich slawisch besiedelt, die westlichen überwiegend germanisch.
Im germanisch dominierten westlichen Bereich gab es vor allem im Süden auch noch keltische Einflüsse sowie Einflüsse des antiken Römischen Reiches. Diese Einflüsse waren regional sehr unterschiedlich. Im Laufe der Zeit mischten sich die verschiedenen Bevölkerungsgruppen. Besonders vielfältig war die ethnische Mischung im Bereich, der einst zum Gebiet des antiken Römischen Reiches gehörte (südwestlich des Limes), trotz Völkerwanderung waren hier teilweise ethnische Einflüsse aus unterschiedlichen Regionen des Römischen Reichs vorhanden.
Die östlichen Bereiche des deutschen Sprachraums wurden erst nach und nach Teil des Reiches, manche auch nie (z. B. Ostpreußen). Diese ehemals nahezu rein baltisch besiedelten Bereiche wurden infolge der Ostsiedlung durch Siedler aus den westlichen Bereichen in unterschiedlichem Ausmaß germanisiert. In den meisten Bereichen vermischten sich baltische, slawische und germanische Bevölkerungsteile im Laufe der Jahrhunderte.
Über die Jahrhunderte veränderte sich die Bevölkerungsmischung im Heiligen Römischen Reich nahezu kontinuierlich größtenteils durch Zu- und Abwanderung aus dem/ins Ausland und durch Wanderungsbewegungen innerhalb der Reichsgrenzen. Nach dem Dreißigjährigen Krieg wurde teils eine gezielte Migrationspolitik betrieben, z. B. in Preußen, die zu erheblicher Zuwanderung in die betreffenden Gebiete führte.